# ナインティナインのオールナイトニッポン
『ナインティナインのオールナイトニッポン』は、ニッポン放送をキーステーションに全国36局ネットで放送されているラジオ番組。お笑いコンビのナインティナイン（岡村隆史・矢部浩之）がパーソナリティを務める。
第1期は1994年4月4日から2014年9月25日まで、放送回数は全1013回。第2期は2020年5月14日から放送開始。2024年4月に『ナインティナイン岡村隆史のオールナイトニッポン』も含めて放送開始30年を迎えた。

## 概要
1967年（昭和42年）から放送され、深夜のラジオ番組として半世紀以上の歴史を誇る『オールナイトニッポン』において、通算1000回を超える歴代最多放送回数の記録を打ち立てた番組シリーズである。1994年4月4日の月曜2部（月曜27:00 - 29:00）の第1回から数えて、2014年9月の第1期終了時まで20年半にわたり放送され続けた。同一時間帯での連続放送記録という観点でも1999年10月 - 2014年9月までの、『福山雅治のオールナイトニッポンサタデースペシャル・魂のラジオ』と並ぶ15年間という記録を保持し、岡村個人では2024年4月時点で『オールナイトニッポン』のパーソナリティを担当して30年を迎えた。
リスナーから送られてくるネタコーナーとフリートークを中心に構成されるスタイル。ネタに関しては岡村自身が毎週全ての投稿に目を通している。また、メールでネタ投稿を募集するスタイルのラジオ番組が多い中、長らくハガキのみで受付をしていた稀有な番組だったが、第2期（後述）の開始に伴って全てのコーナーでメール投稿の受け付けを開始した。

### 第1期終了に至るまで
2014年8月21日、番組終了数分前のエンディングにおいて突如、矢部の口から「1994年の4月以来、20年以上にわたってお送りしてきました『ナインティナインのオールナイトニッポン』なんですけども、来月・9月いっぱいで終了させていただくことになりました」との発表が行われた。「ボケでもフザケてる訳でもない。びっくりした方も多いと思いますが、今日は時間もないので、（番組終了の経緯が）どういうことかは、来週詳しくお話します」と予告したうえで、当日の放送は締められた。
この段階では岡村一人での継続（後述）は発表されていなかったため、二人ともが降板するかのように受け止められた。終了の経緯を説明するとした翌週8月28日はいわゆるスペシャルウィーク期間に該当したこともあり、一番組の終了だけに留まらない様々な憶測を呼ぶこととなった。また、翌週までの1週間に爆笑問題・おぎやはぎ・バナナマンらがそれぞれのラジオ番組でこの件を大なり小なり話題として取りあげた。
そして2014年8月28日、本来はフリートーク部分となる番組前半から、終了に至る経緯の説明が始まった。マイクを渡された矢部は「実は、番組を辞めさせてほしいと申し出たのは、僕の方からなんです」と自ら切り出した。「原因はひとつではない」「番組を辞めて、良いことはないのはわかっている」などと前置きしたうえで、矢部は以下のような旨を語った。
- 2010年に岡村が休養に入ってから、復帰まで数年かかるか、最悪「いなくなる」ことを覚悟したうえで、オールナイトニッポンを（基本的に）ひとりで守り続けてきた。岡村が約5ヵ月で復帰したのは予想外であり、それはそれで嬉しかったが、いざコンビでの体制が復活すると、今度は逆に自身のなかで岡村が休養する以前のようなオールナイトニッポンに対しての感覚が戻らなくなってしまった。もちろん番組を続けるうちに、その感覚が甦るのを期待したが、今日に至るまでの約4年の間に叶わず、一方では番組に対して“達成感”を覚えるようになってしまった[注 5]
- また、番組本（後述）の制作に伴う「過去を振り返る作業」を通じて、この先も番組は続くのに、自身のなかで勝手に“カウントダウン”が始まってしまっていた[注 6]。20年目突入や1000回達成といった番組の節目を続々と迎えたことも、そんな傾向に拍車を掛けた。

こうした状況で矢部は、騙し騙し番組を続けるのは忍びないと考え始め、「番組を卒業したい」との申し出を行うに至ったという。ただし、こうした“達成感”や“ゴール”という感覚は、あくまでもオールナイトニッポンのみに対してのものであり、本業のお笑い及びタレント活動については情熱を失ってはいないとした。また、ここ数年のうちに次々と迎えた自身のプライベートでの節目も「全く関係ない」とし、さらに番組終了発表を機に後日取り沙汰されたコンビ解散説に関しても「それこそ郷ひろみさんの歌じゃないけど『ナインティナインは終わらない』です」と、いち早くこの時にやんわりと否定している。
この説明がなされた後、緊急ゲストとして出川哲朗が登場し、番組終了を惜しんだり考え直すように説得しようとするなどしたが、番組終了は覆らないことが確認された。しかし番組終盤で、10月からは岡村一人でのオールナイトニッポンが始まり、矢部が抜ける以外はほぼ全ての体制が継続されることが発表されると、出川は「とんだ茶番だ」と突っこんだ。
矢部の降板希望の申し出を受けた岡村は「長年コンビでやっていて、矢部の方から仕事の相談をされたのは初めて」だったといい、辞めたいというのを軽い気持ちで言ってはいないと悟ったことから、スタッフも交えての協議を重ねた末、矢部の意向を汲んで番組を一区切りすることになった、という。
しかし岡村個人は「やはりラジオという場でしゃべり続けたい」という思いが強く、パーソナリティとしての続投を熱望。その旨の打診をニッポン放送は快諾。よしもとからは「一区切りの後は冷却期間をおいたらどうか」との提案があったり、ニッポン放送も「オールナイトニッポンではなく、別の時間枠に番組を用意することもできる」と提案されたりしたが、岡村は「やるなら間を空けずに始めたい。オールナイトニッポンを継続したい」とした。こうして、9月25日の最終回をもって矢部が番組を卒業、翌週の10月2日からは、岡村が単独残留する形で『ナインティナイン岡村隆史のオールナイトニッポン（以下「岡村ANN」）』が開始されることになった。
その後9月に入り、まず9月4日は通常進行ながらも半数のコーナーを終了させ、そして最終回へ向けてのカウントダウン的な企画として、9月11日には「さよならジャネット祭り」、9月18日には「復活!コーナー祭り!」を、それぞれ行った。

### 第1期最終回
2014年9月25日、深夜近くながらもニッポン放送の前に集まった、500人以上の「入り待ち」のリスナーが出迎えたなかで、ナインティナインの2人は最終回に臨んだ。「オッケーイ！」の怒鳴り（後述）と共に定刻どおりに始まった生放送で、さっそく2人は、それだけのリスナーが集まってくれたことに感謝を述べ、その後は多少の脱線はありながらも、番組にまつわる思い出話を中心にフリートークを行った。
番組中盤からは、特別企画「ありがとうやべっち!ナイナイオールナイト20年!矢部浩之流行語大賞」、今回で一区切りとなる「第75回ハガキ職人大賞」、やはりこの日で最終回となった「矢部浩之のどりちんクラブ」へと進み、ラスト10数分前からは、矢部がサプライズとして「お手紙書いてきたんですよ」と、最終回に寄せての手紙という体で、リスナー・歴代のスタッフやマネージャー・岡村への謝辞を述べていった
。
加えて矢部はエンディングでも「番組が終わるだけで、（ナインティナインは）何も変わらないので」と語り、これと前後して岡村からも「（新番組は最低でも）僕が休んだ半年はやらせていただきます」「（矢部が）しゃべりたいことがあれば（新番組に）遊びに来てください」と述べ、互いにエールを送りあう形で、「ほんとに皆さん、長い間ありがとうございました」の挨拶の後、番組は普段と同じく「わーわー言うとります」「お時間です」「さようなら」というフレーズで締められた。エンディングのBGMは、番組全体のテーマ曲である「BITTERSWEET SAMBA」であった。
引き続き放送された『ウーマンラッシュアワーのオールナイトニッポン0(ZERO)』内では、集まった大勢のリスナーから歓声や感謝の言葉を受け、それに応えながらニッポン放送を去る2人の様子が中継された。

### 第2期開始に至るまで
2014年10月以降は前述の通り岡村が単独でパーソナリティーを担当していた。しかし、2020年4月24日（23日深夜）放送回で岡村が発した不適切発言に伴い、翌週5月1日（4月30日深夜）の放送で番組冒頭から発言を謝罪。番組開始から約30分後に矢部が緊急生出演し、"公開説教"として番組の最後まで出演した。矢部は第2期初回の5月14日放送分で、緊急生出演を決意した背景に妻の青木裕子から「行ってあげたら?」という言葉をかけられたことを明かしている。
矢部は翌週の8日（7日深夜）放送分・翌々週の15日（14日深夜）にも出演。15日の放送内でおよそ5年半ぶりに矢部がパーソナリティへ復帰することが明かされたと同時に、番組タイトルも『ナインティナインのオールナイトニッポン』に復題して放送することを発表。矢部が番組に復帰するきっかけとなったのは、「公開説教」後、「番組終了かコンビでの再開か」の二択を迫られた岡村から「もう一度、一緒にやってくれ」とお願いされたことだったという。結局、岡村ANNは8日放送分、岡村単独の放送は4月24日放送分が最終回という扱いになった。同時にTwitterで使用するハッシュタグが変更され、第1期や岡村ANNで使用された「#99ANN」から「#ナインティナインANN」となった。これは「数字で始まるハッシュタグがTwitterの仕様変更でトレンドに入らなくなった」という事情によるもの。
2020年5月29日（28日深夜）以降は原則として事前収録放送となり、スペシャルウィーク（レーティング週）などが生放送の形態を取っていた。これについてニッポン放送の檜原麻希社長は「大河ドラマ『麒麟がくる』の収録などの岡村のスケジュールの都合に加え、矢部も加わったことで収録になっているものの、時間があれば早期に生放送に戻す」旨を明かしており、2021年4月2日（1日深夜）放送分からは再び生放送に戻されている。

## 番組の変遷
ナインティナインのオールナイトニッポン
- 1994年4月4日 - 1994年6月27日

月曜2部 27:00 - 29:00（火曜未明 3:00 - 5:00）
ナインティナインのオールナイトニッポン
- 1994年7月7日 - 1999年3月25日

木曜1部 25:00 - 27:00（金曜未明 1:00 - 3:00）
ナインティナインのallnightnippon SUPER!
- 1999年4月1日 - 1999年9月30日

木曜 22:00 - 24:00
ナインティナインの@llnightnippon.com
- 1999年10月7日 - 2003年3月27日

木曜 25:00 - 27:00（金曜未明 1:00 - 3:00）
ナインティナインのオールナイトニッポン
- 2003年4月3日 - 2014年9月25日

木曜 25:00 - 27:00（金曜未明 1:00 - 3:00）
ナインティナインのオールナイトニッポン
- 2020年5月14日 - 現在

木曜 25:00 - 27:00（金曜未明 1:00 - 3:00）

## 年表
第2期の放送回数の「通算」は、特番などを含まずに岡村ANNの281回を含めた放送回数となる。第2期の放送では生放送時に使う「Qシート」と呼ばれる台本に、第2期単体の回数・『ナインティナインのオールナイトニッポン』単体の通算回数・岡村ANNを含めた上記の「通算」がそれぞれ記載されている。

### 第1期
| 年                  | 日       | 放送枠     | 回数 | 備考 |
| ------------------- | -------- | ---------- | ---- | --- |
| 1994年 （平成6年）  | 3月24日  | 木曜1部    | -    | 特別番組『吉本印天然素材のオールナイトニッポン』の中で、火曜1部枠に昇格した石川よしひろ（「石川よしひろのオールナイトニッポン」）の後釜として月曜2部枠を担当する事が告知される。 |
| 1994年 （平成6年）  | 4月4日   | 月曜2部    | 1    | 番組開始。 |
| 1994年 （平成6年）  | 7月7日   | 木曜1部    | 14   | 同日から木曜1部枠に昇格。前任の福山雅治が「カメラマンとしての活動に専念」するために『福山雅治のオールナイトニッポン』を無期限休止し、その後釜として据えられた。 この当時、福山のファンからは「マシャを返して」と泣きつかれたとされている（福山は同年11月から月曜1部枠で復帰）。 |
| 1996年 （平成8年）  | 3月21日  | 木曜1部    | 96   | 岡村が『めちゃ2モテたいッ!』で雪山ロケ撮影中に肋骨を骨折し、電話のみの出演。『矢部浩之のオールナイトニッポン』として放送した。 |
| 1996年 （平成8年）  | 4月18日  | 木曜1部    | 100  | 放送回数が100回を突破。 |
| 1997年 （平成9年）  | 3月27日  | 木曜1部    | 155  | 有楽町の旧糖業会館からフジテレビ本社ビル（FCGビル）への移転後、最初の放送。 |
| 1998年 （平成10年） | 4月30日  | 木曜1部    | 200  | 放送回数が200回を突破。 |
| 1998年 （平成10年） | 12月31日 | -          | -    | 1999年1月1日にかけ、ニッポン放送の年越し番組『ゆく年くる年』を担当。同日が木曜日であることから、当番組との連動企画も行われた。 |
| 1999年 （平成11年） | 3月25日  | 木曜1部    | 241  | 旧木曜1部枠での最終回。怒鳴りは「さよなら」。 |
| 1999年 （平成11年） | 4月1日   | 木曜SUPER! | 242  | ニッポン放送の深夜時間帯が「LF+R」と銘打ってリニューアルされたことに伴い、放送枠が『allnightnippon SUPER!』（22:00 - 24:00）の木曜日に変更。 タイトルも『ナインティナインのallnightnippon SUPER!』へ改題され、一時的にニッポン放送ローカルの番組となる。 |
| 1999年 （平成11年） | 4月29日  | 木曜SUPER! | 246  | 岡村が主演映画『無問題』の撮影で香港へ行ったことに伴い欠席し、『矢部浩之のallnightnippon SUPER!』として放送。 |
| 1999年 （平成11年） | 5月6日   | 木曜SUPER! | 247  | 前週に引き続いて岡村が『無問題』のロケ中のため、香港のホテルから2人で生放送を行う。 |
| 1999年 （平成11年） | 8月26日  | 木曜SUPER! | 263  | 『ナインティナインのallnightnippon SUPER! 真夏の5時間ぶっとーしスペシャル』と題し、24時台の『LFクールKのLF+Rフライングビート』枠、旧木曜1部枠（当時の『@llnightnippon.com』）において5時間の生放送を実施する。 後半2時間は全国放送となるため、この時間のみ『大復活! ナインティナインのオールナイトニッポン』と銘打って放送し、過去の上位5つの人気コーナーを復活させた。                                                                   |
| 1999年 （平成11年） | 10月7日  | 木曜.com   | 268  | 旧木曜1部枠の『@llnightnippon.com』木曜日へ半年ぶりに復帰。タイトルも『ナインティナインの@llnightnippon.com』 へ改題された。これ以降は放送時間の変更がなされていない。 |
| 1999年 （平成11年） | 11月11日 | 木曜.com   | 273  | 『無問題』の試写会との連動企画で、『岡村隆史の@llnightnippon.com』として放送。このため矢部は欠席。 |
| 2000年 （平成12年） | 4月6日   | 木曜.com   | 293  | 番組エンディングで『めちゃ2イケてるッ!』のメンバーが乱入。 以前『めちゃイケ』内でよゐこが当番組のネタコーナーへの採用を目指す企画が行われていたが、ペンネーム「お台場シンディー」で投稿した武田真治のネタが「悪い人の夢」で2枚採用され、企画終了となったため。 |
| 2000年 （平成12年） | 5月25日  | 木曜.com   | 300  | 放送回数が300回を突破。 |
| 2000年 （平成12年） | 9月7日   | 木曜.com   | 315  | 特別番組『金子さやかの@llnightnippon.com』放送のため、午前2時から放送開始。 |
| 2001年 （平成13年） | 5月10日  | 木曜.com   | 349  | 岡村no主演映画『無問題2』のロケに伴い、香港のホテルから2人で生放送。 |
| 2001年 （平成13年） | 5月17日  | 木曜.com   | 350  | 『無問題2』のロケのため岡村が欠席し、『矢部浩之の@llnightnippon.com』として放送。 |
| 2002年 （平成14年） | 5月30日  | 木曜.com   | 500  | 放送回数が500回を突破。 |
| 2002年 （平成14年） | 6月6日   | 木曜.com   | 401  | 矢部が『やべっちFC〜日本サッカー応援宣言〜』（テレビ朝日）で2002 FIFAワールドカップの取材に赴いたため、韓国のホテルから『ナインティナインの@llnightnippon.com inコリア FIFA公認やべっちスペシャル』として生放送。 |
| 2003年 （平成15年） | 3月27日  | 木曜.com   | 441  | 岡村がこの年の7月に公開される『踊る大捜査線 THE MOVIE 2 レインボーブリッジを封鎖せよ!』に出演することが発表され、ゲストに同作品プロデューサーの亀山千広が出演した。 この日で『@llnightnippon.com』が最終回となる。 |
| 2003年 （平成15年） | 4月3日   | 木曜1部    | 442  | 「LF+R」レーベルの終了によって、番組タイトルが4年ぶりに『ナインティナインのオールナイトニッポン』へ戻ったが、タイトルコールを「新・オールナイトニッポン」と間違えて言ってしまう。 |
| 2004年 （平成16年） | 4月1日   | 木曜1部    | 491  | 放送開始から10周年を迎える。 出川哲朗が結婚報告のためスタジオを訪れたが、岡村はボイコットしており、放送開始40分後に登場した。オープニングの怒鳴りは矢部のみで「ボイコット」。 |
| 2004年 （平成16年） | 4月8日   | 木曜1部    | 492  | イラク日本人人質事件に関する速報が放送されたため、放送開始時間が午前1時12分からとなる。 |
| 2004年 （平成16年） | 6月3日   | 木曜1部    | 500  | 放送回数が500回を突破。同時に笑福亭鶴光の11年6か月を抜き、在任期間が歴代最長のパーソナリティとなる。 |
| 2004年 （平成16年） | 9月9日   | 木曜1部    | 514  | 「ナインティナインの日」を冠して行われる「ナイナイライブ」のため、ラジオ大阪から放送。 |
| 2004年 （平成16年） | 9月16日  | 木曜1部    | 515  | 有楽町のニッポン放送新社屋スタジオから放送開始。 |
| 2006年 （平成18年） | 6月8日   | 木曜1部    | 600  | 放送回数が600回を突破。 |
| 2006年 （平成18年） | 12月31日 | -          | -    | 2007年1月1日にかけ、『オールナイトニッポン40周年記念! ナインティナインのオールナイトニッポンずばっと年またぎ!!』と題して年越し番組を担当。 |
| 2008年 （平成20年） | 2月7日   | 木曜1部    | 682  | 1月30日に放送された『倖田來未のオールナイトニッポン』に関する訂正放送により、午前1時8分から放送開始。 冒頭の提供読みは吉田尚記アナウンサーが代行した。 |
| 2008年 （平成20年） | 2月23日  | 土曜1部    | -    | 『俺たちのオールナイトニッポン40時間スペシャル』にて、25:00 - 27:00の枠を担当。 |
| 2008年 （平成20年） | 6月12日  | 木曜1部    | 700  | 放送回数が700回を突破。 |
| 2008年 （平成20年） | 10月30日 | 木曜1部    | 719  | とんねるずの石橋貴明・木梨憲武とDJ OZMAがサプライズゲストとして登場。この模様が11月6日放送の『とんねるずのみなさんのおかげでした』の中で放映された。 |
| 2008年 （平成20年） | 12月18日 | 木曜1部    | 726  | 放送開始15周年を記念してオリジナルの年賀状が誕生。 |
| 2009年 （平成21年） | 2月5日   | 木曜1部    | 732  | 番組初となる番組本の制作を発表。 |
| 2009年 （平成21年） | 4月2日   | 木曜1部    | 740  | 放送開始から15周年を迎える。 |
| 2009年 （平成21年） | 6月4日   | 木曜1部    | 749  | 岡村が欠席のため、『矢部浩之のオールナイトニッポン』として放送。 |
| 2009年 （平成21年） | 7月30日  | 木曜1部    | 757  | 番組本のタイトルが『ナインティナインのオールナイトニッ本（ニッポン）』に決定し、9月9日発売と発表される。 |
| 2009年 （平成21年） | 11月12日 | 木曜1部    | 771  | 岡村が持病の痔を再発させ、2時23分まで痔について熱弁したための大半のコーナーが休止される。 |
| 2010年 （平成22年） | 1月14日  | 木曜1部    | 779  | 2月15日に番組本『ナインティナインのオールナイトニッ本』の第2弾を発売すると発表。 |
| 2010年 （平成22年） | 2月4日   | 木曜1部    | 782  | 2月11日に、愛知県東海市在住のリスナーの実家（書店）で『ナインティナインのオールナイトニッ本』第2弾の先行限定販売を500冊行うと発表。ナインティナインの2人も立ち会う。 |
| 2010年 （平成22年） | 3月25日  | 木曜1部    | 789  | 岡村が沖縄国際映画祭出席のため、沖縄にある居酒屋より放送。 |
| 2010年 （平成22年） | 6月10日  | 木曜1部    | 799  | 岡村が出演予定だった舞台公演の延期に関するお詫びをオープニングで行ったため、タイトルコールの怒鳴りが行われず、「BITTERSWEET SAMBA」もフルで流されなかった。 |
| 2010年 （平成22年） | 6月17日  | 木曜1部    | 800  | 放送回数が800回を突破。 矢部が2010 FIFAワールドカップの取材で南アフリカに滞在しているため、岡村とゲストの博多華丸・大吉で『おかっちFCのオールナイトニッポン』（『やべっちFC』のパロディ）として放送。 矢部もオープニングで現地から電話出演したが、7月25日の放送で回線トラブルによって急遽矢部の携帯電話に直接国際電話を繋げることになり、出演の30分程前から通話状態にした。 その結果、矢部が通話料金4万7000円を請求されたことが発覚した。 |
| 2010年 （平成22年） | 6月24日  | 木曜1部    | 801  | 岡村が体調不良のため欠席し、矢部のみで放送。 |
| 2010年 （平成22年） | 7月15日  | 木曜1部    | 804  | 冒頭で矢部が「（前述の）岡村の体調不良が思わしくないため、無期限の休養によりしばらくの間の欠席する」ことを発表。 この回からしばらくは矢部のみで放送し、吉本興業の所属タレントが毎週ゲストパーソナリティとして出演する予定であるとした。 |
| 2010年 （平成22年） | 10月14日 | 木曜1部    | 816  | 一部週刊誌とスポーツ紙上に「11月11日の放送回で岡村が復帰予定」との記事が出たが、番組内で矢部が完全否定した。 |
| 2010年 （平成22年） | 12月2日  | 木曜1部    | 823  | 11月26日に吉本興業が復帰発表を行ってから初の放送で、岡村が復帰。この回の「怒鳴り」は「オッケーイ！」。 提供クレジット読みの時間を無視して入院生活の話を40分近く話し、以後も番組終了まで休止中の5ヶ月間についての話に終止したため、ネタコーナーはすべてカットされた。 |
| 2010年 （平成22年） | 12月9日  | 木曜1部    | 824  | 岡村の復帰により、不在の間に矢部が担当していたネタコーナーがこの日で終了。 |
| 2011年 （平成23年） | 2月3日   | 木曜1部    | 832  | 番組本『ナインティナインのオールナイトニッ本』第3弾の制作再開を発表。 |
| 2011年 （平成23年） | 2月24日  | 木曜1部    | 835  | かつて「24時間SEXのことばかり考えている」と発言し、番組内のコーナーで猥談を繰り返すキャラクターに仕立てられたジャネットが”番組を卒業する”ということで、「みなさんさようならジャネット卒業スペシャル」を執り行う。 しかし「卒業したらゴール、ゴールしたらそこからスタート」というナイナイの茶番劇により、ジャネットは新たなスタートを切った。                                                                                              |
| 2011年 （平成23年） | 3月17日  | 木曜1部    | 838  | 3月11日に発生した東日本大震災以来初の放送。岡村曰く「普通にやろうやないか」ということで通常通りに放送を行った。この回の怒鳴りは、被災者への激励の意味を込め「ガンバ!」。 |
| 2011年 （平成23年） | 3月31日  | 木曜1部    | 840  | オープニングから岡村が下痢を起こし、曲の間に何度もトイレへ駆け込んだ。この間に流れた曲は海援隊の「スタートライン」だったが、この日はエンディング以外はすべてこの曲が流れ、オープニング直後はフルコーラスで流された。 また、「今週のインパクト」では岡村がトイレでハガキを読み、矢部がスタジオでそれを聞くという異例の事態が起きた。 |
| 2011年 （平成23年） | 4月21日  | 木曜1部    | 843  | 『ナインティナインのオールナイトニッ本』第3弾の発売日が5月19日に決定。 |
| 2011年 （平成23年） | 5月12日  | 木曜1部    | 84   | 番組本第3弾の先行即売会が5月16日に開催されることを告知。ニッポン放送イマジンスタジオに抽選で選ばれたリスナー99人を招いてイベントが開催された。ゲストは博多華丸・大吉。 |
| 2011年 （平成23年） | 6月9日   | 木曜1部    | 850  | この2週間は、AKB48のメンバー1時台・2時台に各1人ずつがキーワードを発表した。 |
| 2011年 （平成23年） | 6月16日  | 木曜1部    | 851  | この2週間は、AKB48のメンバー1時台・2時台に各1人ずつがキーワードを発表した。 |
| 2012年 （平成24年） | 3月22日  | 木曜1部    | 888  | 2月のスペシャルウィーク企画「奇跡の超能力者オカ・ムラー」で、番組史上最低の聴取率を記録したことを岡村自身が報告。岡村は「18年間調子に乗って天狗になっていた鼻を折るいい機会だった」とコメントした。 その後も度々オカ・ムラーについて「本人も反省している」「現在ニッポン放送出入り禁止」などと触れていたが、4月5日の放送回で「死にました」と報告した。                                                                                    |
| 2012年 （平成24年） | 6月14日  | 木曜1部    | 900  | 放送回数が900回を突破。同時に番組本『ナインティナインのオールナイトニッ本 金と銀』の発売日を7月19日と告知する。 |
| 2012年 （平成24年） | 9月13日  | 木曜1部    | 912  | 矢部が肺気胸のため入院し（11日に退院）、大事をとって欠席。岡村のみの放送となり、矢部はオープニングに電話での出演となった。 また、番組中に地震が発生し、岡村は冷静に放送を行ったが、普段矢部が担当している部分はやりにくかったと語った。 |
| 2013年 （平成25年） | 3月28日  | 木曜1部    | 938  | 矢部が結婚してから初めての放送。 |
| 2013年 （平成25年） | 9月19日  | 木曜1部    | 961  | 「YouTubeエンタメウィーク」に際して映像配信を行う。その時、放送中に地震が発生したため、当直アナウンサーによる地震速報がそのまま配信された。 |
| 2013年 （平成25年） | 10月3日  | 木曜1部    | 962  | 裕子夫人の妊娠5カ月が発覚し、岡村が矢部の子の名前をリスナーに募集しようと提案。 一方矢部は「もうちょっと待ってくれへん?」「リスナーなんてアホみたいなもんやから」と暴言を吐いたが、岡村は「リスナーは喜んで協力してくれる」とフォローした。 |
| 2014年 （平成26年） | 4月3日   | 木曜1部    | 989  | 同日で放送開始20周年を迎えたが、フリートークは3月末で終了した『森田一義アワー 笑っていいとも!』の最終回グランドフィナーレについてに集中し、岡村が1時間近くの熱弁を行った。 |
| 2014年 （平成26年） | 6月19日  | 木曜1部    | 1000 | オールナイトニッポン史上始めてとなる、放送回数が1000回を突破。 |
| 2014年 （平成26年） | 8月21日  | 木曜1部    | 1008 | この回のエンディングで、矢部の口から9月いっぱいでの番組終了を発表した。 |
| 2014年 （平成26年） | 9月25日  | 木曜1部    | 1011 | 最終回。この放送を以て矢部が番組を卒業し、翌週から新たに岡村ANNが開始された。 |

### 第2期
| 年                 | 日        | 放送枠  | 回数 | 回数 | 備考 |
| ------------------ | --------- | ------- | ---- | ---- | --- |
| 年                 | 日        | 放送枠  | 通算 | 2期  | 備考 |
| 2020年 （令和2年） | 5月14日   | 木曜1部 | 1292 | 1    | 前週まで岡村ANNとして放送していたが、この回から矢部がパーソナリティに正式復帰し、同日より「ナインティナインのオールナイトニッポン」として5年6ヶ月ぶりに放送再開することを発表。 最初の「怒鳴り」は1期の節目の回でも用いられた「オッケーイ！」だった。                                           |
| 2020年 （令和2年） | 5月28日   | 木曜1部 | 1294 | 3    | この回から放送を収録形式に切り替え。 |
| 2020年 （令和2年） | 10月22日  | 木曜1部 | 1314 | 23   | 生放送（スペシャルウィーク）の中で、10月10日に岡村が30代の一般女性と結婚していたことを発表。 |
| 2021年 （令和3年） | 1月7日    | -       | -    | -    | 2021年1月17日に神奈川県横浜市にある横浜アリーナで行われる予定だった「ナインティナインのオールナイトニッポン in 横浜アリーナ」が、新型コロナウイルスの流行に伴って中止されることを決定。 |
| 2021年 （令和3年） | 4月1日    | 木曜1部 | 1334 | 43   | この回から再び生放送形式に切り替えられる。 |
| 2021年 （令和3年） | 10月31日  | -       | -    | -    | 1月17日に実施予定だった「ナインティナインのオールナイトニッポン in 横浜アリーナ」の代替企画として、同じく横浜アリーナで「ナインティナインのオールナイトニッポン歌謡祭」を実施。 |
| 2022年 （令和4年） | 4月8日    | 木曜1部 | 1385 | 94   | 同日放送回から、Spotifyにおいてポッドキャスト形式での配信を開始する。 |
| 2022年 （令和4年） | 10月30日  | -       | -    | -    | 2021年に続き、横浜アリーナで「オールナイトニッポン55周年記念 ナインティナインのオールナイトニッポン歌謡祭 in 横浜アリーナ」を実施。 |
| 2022年 （令和4年） | 11月24日  | 木曜1部 | 1416 | 125  | 矢部が2022 FIFAワールドカップの取材のため欠席。岡村ANNの2020年4月23日放送分以来となる岡村単独での放送となった。 |
| 2023年 （令和5年） | 2月17日   | -       | -    | -    | 『オールナイトニッポン55周年記念 オールナイトニッポン55時間スペシャル』のトップバッターとして、18:00 - 20:00の時間帯に特別番組を放送（ニッポン放送ローカル）。 |
| 2023年 （令和5年） | 10月12日  | 木曜1部 | 1459 | 168  | 岡村が10月10日にアキレス腱を断裂してから初めての放送。 冒頭では「元気であることをアピールするため」に、ナイナイ歌謡祭での披露に向けて練習していたYOASOBI「アイドル」を歌唱。 その後怪我の経緯や治療についての説明を行ったため、”怒鳴り”とタイトルコールは開始から25分弱経過した時点で行われた。 |
| 2023年 （令和5年） | 10月28日  | -       | -    | -    | 横浜アリーナで「ナインティナインのオールナイトニッポン歌謡祭」を実施。岡村ANN時代から通して、初めての土曜日開催となった。 |
| 2024年 （令和6年） | 4月5日    | 木曜1部 | 1484 | 193  | 番組の放送開始から30年目を迎える。 冒頭で2人が中島みゆきの「地上の星」を歌唱したため、「怒鳴り」なしのタイトルコールのみが行われた。 |
| 2024年 （令和6年） | 7月17日   | -       | -    | -    | フジテレビ系列の『週刊ナイナイミュージック』とのコラボレーションとして、水曜23:00 -木曜0:00にかけて「ニッポン放送開局70周年記念 ナインティナインのオールナイトニッポンミュージック」を放送（ニッポン放送ローカル）。 両番組で同時生放送が行われた。                                             |
| 2024年 （令和6年） | １0月26日 | -       | -    | -    | 横浜アリーナで「ニッポン放送開局70周年記念 ナインティナインのオールナイトニッポン歌謡祭」を実施。 |
| 2025年（令和7年）  | １月9日   | 木曜1部 | 1524 | 230  | 2025年初の放送。オープニングトークが歴代最長の約46分と番組の1/3の時間を費やした。 |
| 2025年（令和7年）  | 4月24日   | 木曜1部 |      | 245  | スペシャルウィーク。ニッポン放送のスタジオ内で岡村隆史さんがパーマをかける。 |

## 番組の構成

### 冒頭（1時）
時報直後に岡村・矢部が声を揃えて一言を叫ぶ、通称「怒鳴り」を発してからタイトルコールを読み上げ、「BITTERSWEET SAMBA」が流れる。怒鳴りは時事問題やナインティナイン周辺の近況などに関連したオープニングトークへのネタ振りが主だが、同日の企画やゲストにまつわるワードも発される。例外としては、岡村の体調不良によって自身の主演公演が延期となったことに対する謝罪から始まり、謝罪が終わってから2人で「せーの!」と言ってタイトルコールをした2010年6月10日の放送や、オープニングトークから開始して番組中盤で怒鳴り→タイトルコールを行った2020年5月14日の放送（前述）、番組が岡村の歌唱から始まり、中盤でタイトルコールを行った2023年10月12日の放送（前述）などがある。2023年5月25日の放送は初めて怒鳴りそのものが無くタイトルコールから始まり、それ以降も冒頭でニュース速報がある場合は怒鳴りなしで始まることがある。岡村はオープニングトークと怒鳴りを本番直前まで考えているため、矢部に伝達されるのは番組開始の数秒前となる。矢部は時に「岡村は普段声が小さいため、稀に何と発したかすら不明なまま番組に入る」「（岡村の発する）怒鳴りを読唇術のように読み取った」という。
テーマ曲のイントロの後、各々の挨拶が行われる。イベントなどが無い場合は時報からここまで（怒鳴りを除いて）毎回ほぼ同じトーン・同じリズムだが、芸能人の結婚報道がその週にあると「おめでとう」と叫ぶ確率が高い。また、2008年7月3日の放送では岡村の誕生日当日だったため、合間に竹内まりやの「今夜はHearty Party」が流れ、テーマ曲がフルで流れなかった（後述を参照）。

### オープニング
「怒鳴り」→タイトルコール→オープニングトーク→協賛スポンサー読みと、他曜日の同番組に比べやや変則的だった。なおかつ、オープニングトークが10分前後なされるため、タイトルコール後に流れる「BITTERSWEET SAMBA」がフル尺で流れる（途中の部分を5回繰り返しの4分15秒バージョン）。

### フリートーク
前回の放送から1週間の間で、岡村が関心を持ったことや印象深かった出来事、身の回りで起こった出来事などを軸に展開させていく。トーク内容が脇道に逸れるなどで大幅に時間が伸び、協賛スポンサーを読まなければならない時間を大幅に遅らせることもあるため、担当ディレクターや矢部が岡村の話の腰を折り強引に進行される場合もある。ただし、思わぬ盛り上がりを見せたトークはリアクションメールや後半のネタコーナーへ影響を与え、トークで盛り上がった人物が後日コーナーの投稿やトークのネタ振りとして登場することもある。また、前回の放送から1週間の間に起きたニュースなど、放送直前に起きた出来事を語る場合もある。
岡村と矢部が出演した番組・映画・舞台・イベントなどの裏話や見所が語られることも多く、番組初期の頃には「仕事の現場で起きた失敗や体験談を他では喋らず、フリートーク用に温存している」旨も語られた。裏側についてのトークはリスナーも楽しみにしており、その人気のバロメーターはリアクションメールやハガキの数で判断されている。
また、プライベートはあまり関わりを持たない2人の意志の疎通の場所としても使われており、2人にとってオールナイトニッポンはテレビでのナインティナインとは違い、素顔の自分たちを出すことが出来る唯一の場でありライフワークとしてラジオを大切にしていると語ることもある。このためラジオのギャランティは低く設定されていることや、遠回しの言い方で芸能界の裏事情などテレビ番組では触れないぶっちゃけトークなども飛び出すこともある。
第1期では岡村が一方的に話し、矢部は聞き役に回ることが多かったが、第2期では矢部が身の回りのことを話し、それを岡村が聞くというパターンも増えている。

### 番組内でよく聴かれる岡村の口癖
- 「なんちゅうの」、「なんちゅうのかな〜」（話の途中で適切な表現などを探る時）
- 「そんな中、〜」（話題を切り替える時に使用する）
- 「頑張って下さいや」（全く激励する気が無いときに無感情で発する。逆に本当に激励したい場合は、「頑張って下さいよ」と発する）
- 「水・カンパン・ラジオ」（災害関連の話になると必ず口にする。放送ブース内で一緒に番組を進行している放送作家の小西マサテルだけを笑わせるためによく話題にすることがある）
- 「わからないんですけれども」
- 「歯食いしばりながら(寝る)」
- 「えー」および「うー」（話と話の間に何を話すか考察する際によく使う。開始当初は東京進出からまだ間も無く、ガムシャラに喋っていたが、発言が年々注目されるようになりネットの普及で発した言葉が即クローズアップされる時代になり、本人としても売れて大人になるにつれ増えて言った。また不適切発言時には特にこれが増えたために、矢部からこのことを指摘され本人なりに気をつけてはいる）

岡村はフリートーク内での話題で出たキーワードやフレーズなどで自分が気になってしまった言葉を、突然語感のリズムだけで喋ってしまうことがよく見受けられる。本人は「言葉のスタンプ」「言葉のだるまおとし」と表現しており、各フレーズは年末恒例のコーナーである流行語大賞で取り上げられることが多い。
その他、ゲストが若手俳優や俳優業に進出したばかりの芸人などの時に、話題が芝居や演技のことに及ぶと「僕はブルーリボン新人賞を獲ってね…」などと過去の栄光を自慢し先輩風を吹かせようとするボケがお約束になっている。ほとんど興味のないスポーツ関係の話題に触れるときに優勝チームや選手を「我らが○○が〜」と話し始めるがすぐにネタが尽きて終わることも非常に多い。センター入試の直前など受験シーズンには受験生へのアドバイスとして、金八先生のセリフを引用して「鉛筆を2本持っていけ」や自身の大阪藝術大学受験時のエピソードなど毎年ほぼ同じことを口にする。

### 2時の時報
岡村は午前2時（JST）の時報（ネット局によっては鳴らない）とともに「2時!」と怒鳴る。ニッポン放送の入居する糖業会館が建て替えられることに伴い（2004年に竣工）、1997年3月20日に台場のフジテレビ本社ビル内へと放送局機能が移転した際、インカムから時報が聞こえ始めるようになったのをきっかけに始められたもので、初期は「2時をお知らせします」という言い方だった。約半年間ほど続いたが、リスナーから「（後述の）爆笑問題が先に使用していた」と指摘を受けたことで終了する。
次にこの時報のお知らせが始まったのは2002年5月30日放送から。番組コーナーの「悪い人の夢」が2時開始になることが多く、タイトルコールと合わせて発し始めた。ただ、進行状況により開始時間が前後するため、2時の時報が気になり進行できない岡村は、2時になるとコーナーの開始に関係なくネタとして「悪い人の夢!」と叫ぶようになっていった。その後、「悪い人の夢」のコーナーが早い時間に移動になり、2006年6月13日の放送から単に「2時!」と叫ぶようになった。その後、再び2時開始になることが増え、その際は「2時!悪い人の夢」とエコー付の怒鳴りが入るようになる。ただし、ゲストが来ている場合やトークの途中の場合は「2時!」や「2時!（コメントあり）」と言う。CM中に時報になった場合は「2時○○秒」や「2時ちょっと過ぎ」と言っていたが、最近はフィラー中でも強制的にBGMを止め岡村が「2時」と言っている。現在は時報タイミングがフリートーク中のことが多いため、テンションの低い「2時」で時報を知らせることが多くなった。
長引いた場合など、やらない（または忘れる）週がたまにある（2008年7月17日放送分では、スラムダンクについて熱く語ってしまい忘れてしまった）。2008年10月23日（当日は矢部の誕生日）放送分で、ゲストで来た上戸彩との話で盛り上がり、岡村が叫ぶのを忘れていたので、代わりに矢部が叫ぶということもあった（例:（キー局ニッポン放送での時報）喋り・ピポ、ピポ、ピポ、ポーン「2時」）。
なお、この時報のどなりには岡村いわく裏テーマがあり、長い2時間の深夜放送で眠くなってしまうリスナーの眠気を覚ますための行動であるらしい。しかしこれは後付けの理由で、岡村自身がただ気持ちがいいからというだけのことである。進行が早く、タイミングが合わない場合は内容のないトークで強引に時間調整をしている。この意味のないこだわりに、当初矢部も少々困惑して遠まわしに注意をしていた。しかし岡村は「繰り返すことに意味がある笑い」であることにこだわり続けた。現在では矢部は文句すら言わなくなったが困惑していることは変わらない。
また、矢部のみになってからはコールを行っていなかったが、2010年9月9日の「ナインティナインの日」の放送で「2時」とコールを行った。矢部が一人で放送している期間に2時のコールは現在この回のみであるが、2013年10月24日の放送でも岡村が「有楽町一丁目ミニマラソン」の参加のため、CM明けにはスタジオから居なかったので代理でコールを行った。
第2期では2025年4月24日の放送で、岡村が本番中に人生初パーマをかける企画を実施した際、パーマ液を流すために岡村がスタジオからニッポン放送社屋の地下にあるシャワー室に移動して不在だったタイミングで2時になった為、スタジオに残っていた矢部がコールを代行した。
2時の時報と共に叫ぶのは岡村が始めたネタであったが、爆笑問題の太田光が『火曜JUNK 爆笑問題カーボーイ』で「2時!」と叫んでいたため、議論になった。この問題については太田が一方的に謝罪して決着した。実際には岡村のほうが少し早い時期から言っていたため現在も使用している。ただし、このような時報の叫びはナインティナイン以前にも、「スーパーギャング コサキン無理矢理100%」でもかつて行われていた。
最近では福山雅治が『福山雅治のオールナイトニッポンサタデースペシャル・魂のラジオ』で「12時!」と言っており、また、岡村が2005年12月18日に『笑福亭鶴瓶 日曜日のそれ』にゲスト出演した際、鶴瓶とのトークの最中に時報が入り「5時!」と叫んでいる。この日の放送は通常より30分長い拡大版で放送されオールナイトを聞いているヘビーリスナーにしかわからないネタを披露した。

### 口笛ジングル
点取り占いと同じだが、エンディング前にナインティナインの2人が前回の放送から1週間の間におきたニュースや出来事をとりあげ、岡村が話題を提供し矢部が聞き手となるという形をとっている。話題に対しての2人が率直な感想を語り、特に話を引っ張るわけでもなくスカして終わる（岡村不在時は矢部が独自で話題を提供している）。当初第2期では行っていなかったが、2021年6月3日放送分から再開された。

### 放送終了前後
3時の放送終了前、最後のジングル明けで協賛スポンサーと協力スポンサーの読み上げがなされ（第1期では矢部が前後共に、第2期では岡村が前半・矢部が後半を担当）、コーナー「僕の点取り占い」の採用者が矢部から発表される。その後、エンディング曲が流れるのと同時にエンディングトークに入る。毎年1月の受験シーズンが近い週の放送では、ここで岡村から受験生に試験でのアドバイスを話すのが恒例となっている（単独でANNを担当していた期間もこのアドバイスは行っていた）。
2時58分00秒前後に矢部が「わーわー言うとります」、岡村が「お時間です」、最後に2人で「さようなら」と漫才の締めに言う台詞を言ってフェードアウトとなる。これは、「番組が静かに終わってしまうのが寂しい」というリスナーのハガキをきっかけとして定番化した締め台詞である。この締め台詞が初めて登場したのは2部時代の1994年5月23日であるが、当初は岡村が1人で全ての台詞を言っていた。現在の掛け合いパターンになったのはそれから2週間後の6月6日である。なお、どちらか1人で放送を行う場合は当日の担当者が言うことになっており、岡村不在時には矢部が、岡村ANNとしての放送期間中は岡村が全て発していた。
その後はBGMの曲が流れ続け、ニッポン放送など「オールナイトニッポン0(ZERO)」を続けて放送する局では、3時の時報前に「ナインティナインのオールナイトニッポン」とタイトルコールが入る（CMアイキャッチと共通の音声）。かつてはタイトルコールの前に「ニッポン放送」の文言を付けていたが、これはキー局がニッポン放送であることを知らせるものでもあった。一部ネット局（「オールナイトニッポン0(ZERO)」非ネット局など）では、局名告知もしくはCMのため2時59分頃にフェードアウトして終了する。このため、トークが3時間際まで続いた場合、ネット局では強制終了する形となっていた。近年は改善され、2時59分までに必ず「さようなら」の台詞を言って終了している。

### エンディングテーマ
1995年頃まではホブルディーズの「月夜の星空」を使用。後に当日のトーク内で出た話題に絡む曲が週替わりで流れる方式に変更され、以降「月夜の夜空」は番組スタッフやナインティナイン周辺で「卒業（人事異動）」があった際のみに使われている。月曜2部時代の初期3か月と2014年の終了発表回、及び第1期の番組最終回は「BITTERSWEET SAMBA」が使われた。
岡村ANNでも日替わりエンディングを継続していたが、第2期から再び固定制に回帰し、ネクライトーキーの「明日にだって」が使われている。ただし前述の通り、番組スタッフの卒業や人事異動がある場合は第2期以降も「月夜の星空」に差し替えられる他、2021年8月19日放送では、ナイナイの盟友にして前々日8月17日をもって解散した雨上がり決死隊らと若手時代に活動していた吉本印天然素材のダンスで使用されていた「No Limit」が使用され、1年ぶりに通常放送にて別の曲を使用した。

### ジングル
第2期になって新しく収録したものも流れるが、第1期時代のジングルも流れることがある。
季節の行事やスペシャルウィーク毎にナインティナインの2人のコントのジングルが製作されている。シュールな内容のコントがほとんどで、これらはほぼノープランで作成されており（番組内での岡村のコメントで明かされた）時に岡村のアドリブによる暴走で矢部が我慢できずに笑い出してしまうこともある。それも普通のジングルとして使用されている。後述のよくネタにされる代表的な言葉での水谷豊の「ジ〜グ〜ザ〜グ〜」はこのコントジングルからヒットしたもので、勢いあまって付け足したことが、トークで話題となり「こんなの僕ら世代にしかわからない」と忘れた頃にネタとして登場する。
番組初期に作成されたジングルには岡村・矢部が高校時代に所属していたサッカー部での伝統の「した」と呼ばれる部活の終了の挨拶をつかった物や、吉本印天然素材のネタで使われていた物などもあり、現在でもたまに使用されている。
ゲストがいる場合、Hi-STANDARDのNEW LIFEのイントロをバックにゲストがコメントを言っているジングルが流れる。また、そのゲストが過去に出演したときのもの、関わりのある人のものが使われることがある。ただし、前回出演時の芸名から改称し権利の影響により使用できないタレント（能年玲奈【現:のん】等）や諸般の事情により再収録をする場合もある。

### CMアイキャッチ
BGM中あるいは前に「ニッポン放送、ナインティナインのオールナイトニッポン」（.com時代は「ニッポン放送LF+R、ナインティナインの@llnightnippon.com」）と入る。かつては岡村か矢部の声で「“ニッポン"はカタカナで」というSEが入っていたが、2005年のライブドアによる株式大量取得事件で一躍有名となって以降は廃止された。第2期では単に「ナインティナインのオールナイトニッポン」と発する。

### 下ネタ
ネタコーナーでは、下ネタの含まれたハガキも読まれる。通常のコーナーでは、最後に下ネタハガキが読まれることが多い。さらには「ジャネット」をはじめとした下ネタを前面に押し出したコーナーもあった。岡村は下ネタを読む前に、営業中のタクシードライバーなどに対して、ラジオのボリュームを下げるように注意喚起をすることがあった。性用語が含まれていても採用される一方で、女性器の直接的な呼称などの放送禁止用語が含まれるハガキはボツになる。稀に放送禁止用語を含んだ下ネタが投稿された時には、ナインティナインの2人が話題に取り上げ、下ネタの内容に関してルールがあることを説明していた。
主にビビアン・スー、梨花、ジャネット・ジャクソン、反町隆史、アニータ・アルバラード、加藤鷹、村西とおる、笑福亭鶴瓶、杉本彩、杉田かおる、坂下千里子、知念里奈、豊丸、「笑福亭鶴光のオールナイトニッポン」の人気コーナーであった「鶴光のミッドナイトストーリー」がネタにされた。また、番組内で多くの性体験を暴露していたナインティナインの2人も、そのことを絡めてネタにされていた。
過激な下ネタや、下ネタを通り越してただの罵倒になっている場合は、罰則の対象になり、合わせてナインティナインの2人からハガキ職人に説教が行われる。罰則になることは逆に名誉とされているが、その場合はノベルティが送られない傾向にある。また、下ネタの上限ラインのネタには「毒まんじゅう」と呼ばれるノベルティが不定期で配布されている。罰則対象のハガキ職人に説教するも、そのネタハガキを選んで読み上げたのは岡村の判断であるため、説教途中に矢部がそのことを岡村へ突っ込んだり、岡村も自省することがあった。
ノベルティが送るかどうかの判断は、番組の担当ディレクターに委ねられている。時によっては、岡村がネタを読み終えて即座に「何ももらえません（何もあげません）」と言い放つこともあった。あまりにも酷いネタだった場合は、何ももらえないどころか、1週休みや反省文を書くなど、より重い罰則になる。
第2期以降は、二人とも既婚者であることを踏まえて今までのようなあからさまな下ネタは控えられている。

### ハガキ職人大賞
1994年の年末より開始。原則として3か月に1回（番組初期の頃は次の回まで4ヶ月〜半年空くもあったが、現在はこの期間に定着している）行われ、該当期間中にネタコーナーで読まれた回数を競う。放送では1位から5位、また、入賞しなかった数名（頑張り屋さん）が発表され、上位3名の入賞者には順位に応じて、「ナインティナインのオールナイトニッポン」の判子が押してあるハガキがプレゼント（1位は50枚、2位は30枚、3位は20枚送られる）される。コーナーBGMは東京スカパラダイスオーケストラの「パンドラタイムス」。岡村ANNでも継続して開催されていた。
このランキングにカウントされる枚数はネタハガキだけではなく、普通のお便り、FAX投稿やメールでの意見なども含まれている。これはハイレベルなネタを投稿してくる職人が多く投稿枚数の多い激戦の番組でハガキ職人大賞に参加しやすくするための配慮である。
大賞で獲得した賞品のハガキを使って他の番組に送ったことが発覚するとハガキ職人を破門になる。
第二期からはメールでもネタ投稿を受け付けているため、ハガキ部門・メール部門で各3名入賞者を発表しており、それぞれの1位には職人大賞ノベルティのキャップが贈られる（ハガキ部門には【I am HAGAKI master】、メール部門には【I am MAIL master】と刺繍がしてある）

### 毎年恒例行事
毎年恒例となっている行事がいくつか存在する。長く聴き続けているヘビーリスナーにとって欠かせない1年の通過儀式となっている。
正月トーク（1997年より）
毎年1年の始まりの放送でナインティナインの2人がお正月休みの話をする。主に岡村の大阪帰省話が中心となって進められる。
岡村は中学・高校の同級生との新年の飲み会の話を軸として、東京では自分を発揮できない岡村がホームである大阪で起きた事件をリスナーに報告するもの。矢部の一時降板後も岡村ANNで継続して話されていた。
このトークに登場する“同級生”はほぼ全員が一般人にもかかわらず、毎年の恒例であること、キャラが立っている人物が多いこと、岡村の話術等から、ヘビーリスナーには登場人物、関係性、起こった出来事等についての共通認識が確立されており、毎年リスナーや業界関係者、番組放送作家などに注目されるトークとなっていた。
高校時代の友達はナインティナインのTV番組にも登場したこともあるほか、最近では笑福亭鶴瓶の番組の『A-Studio』で岡村がゲストの回で鶴瓶が取材しており、「こいつらおもろいなぁ、飲み会あったら俺も呼んでくれ」と岡村にお願いしている。
矢部の休み中は温泉旅行の話が中心となっており、その時に付き合っている恋人との旅行や、後輩芸人達との旅行の話がメインである。海外に出かけて放送作家の藤本義一と偶然会ったが無視をしてしまった話（2003年）や、中村雅俊の家族と偶然会った話（2001年）などが有名である。
初期の頃は、大阪帰省で岡村と矢部の遊ぶ場所がほぼ被っていて飲み屋で偶然出会ってしまう話（1994年10月）などがあった。
僕たちのLOVE&SEX（1998年11月より）
矢部と出川哲朗のスキャンダル記事が週刊誌に掲載されたことにより、その真相を語るためにゲストで呼ばれた出川とナインティナインとの他愛のない恋愛話から始まった恒例行事で、年の終わり頃に行われるコーナー。岡村ANNで行った2019年を最後に以降は別の企画が放送されていたが、2023年に復活した。
3人の恋愛観、恋愛経験値の差が大きいため議論が白熱し、リスナーからの反応がよかったため年1回やることが決まった。その差ゆえ、議論は盛り上がるものの交わることなく平行線で終わることが多く、リスナーからの意見は「あまり参考にならなかった」や「面白かったんでまたやってください」など様々である。2000年10月19日の放送から現在のタイトルになった。
岡村の「流れるプール」論、ゆがんだ恋愛観、出川の嫁とのSEXレス、矢部の火遊びや恋愛経験が豊富なことから来る「上から目線」の見下しトークなど、それぞれ三者三様のトークが熱く繰り広げられる。それぞれが「お前らには負けたくない」という譲れない部分があり、終わらないトークが番組の最後まで続く。
このほか、ナインティナインの恋愛スキャンダルが報じられた時に出川が番組に呼ばれ、事の真相を赤裸々に話すこともある。
流行語大賞
12月最終週（原則）の放送では、「流行語大賞」と称してその年に矢部と岡村が発した印象的な言葉をリスナーから募り、互いに発表し合うという年末恒例のコーナーがある。「流行語」とはいっても番組内で実際にその言葉が流行したわけではなく、普段の何気ないトークの中からリスナー各自が特徴的だと思ったフレーズのみを断片的に拾い上げてあるだけであり、言葉を発した当人ですら発言意図や当時の会話の内容、前後の文脈などを覚えていないことが多い（その不可解さを楽しむコーナーでもある）。
例として、岡村は「自身が気になっているフレーズに対して何か面白いコメントを言おうとした時」に出る発言、矢部は自身が好きで使っている物や好みを「僕、〜なんですよ」と突然発表するなどが挙げられる。なお、例外的に番組スタッフやゲスト、ナインティナイン担当マネージャーなどの言葉や発言も「番外編」として取り上げられることがある。
近年では、年末が近づくと特に告知や募集をしないにもかかわらず自主的に投稿が寄せられるようにまでなっている。このような面白い発言を何で言ってしまったなど、その年の出来事などを思い出し一年を振り返っている。
岡-1グランプリ
岡村ANN時代の2018年に開始された年末スペシャルウィークの恒例企画。「岡村が審査委員を務める、カニをかけたお笑いバトル」という要旨で、4、5組ほどが既存ネタや新規に作成したネタを持ち寄るが、毎年「点数＋国民ワラテンの結果、横並びになり出場者全員が同点優勝し、商品のカニはリスナープレゼントに回る」という結果で終了する。
昴生（ミキ）は第1回から全て、堤下敦（インパルス）は第1回 - 第4回・第6回に出場。昴生が怒りだすと漫才の祖とされている花菱アチャコ・横山エンタツの漫才の一部分が流れ、堤下には牛乳を飲ませ横にさせて落ち着かせるというのが定番となっている。
M-1答え合わせ
岡-1と同じく年始のスペシャル企画。NON STYLE石田明を招いてその年のM-1グランプリを総括する。他の企画とは一線を画し笑い無しで繰り広げられるナイナイと石田の漫才とは何か、これからのお笑いはどうなるのかを語り合う激論企画。放送内での石田の漫才の分析が的確かつ理路整然な語り口が反響を呼び（特に吉本社内）、石田はライブイベントの構成会議出席やNSCの講義を依頼されるなど裏方仕事を任されるようになった。またM-1放送後の週は他のラジオ局でも似たような討論企画が立ち並ぶようになった。

### 番組内の役割分担
番組内では概ね、岡村がフリートークの主導とネタハガキ読み、矢部は聞き役及びリアクションメールや協賛クレジット・各種告知文の読み上げといったように、役割分担がある。放送開始から現在に至るまでこれらの分担に関しては様々な試行錯誤され、現在のような形が出来上がった。かつては矢部に対抗して岡村が協賛の読み上げを何度か挑戦するも、緊張して上手く喋れない、または大事な部分で失敗するなどから、矢部が読み上げる形に収まった。対してネタハガキでは、岡村のネタ読みのテクニック・センスを矢部自身が認めたことから一任している（一部コーナーは矢部による読み上げもある）。協賛クレジットに関しては、岡村ANNで全て岡村が読み上げを担当したことから、第2期になってからは岡村が前協賛、矢部が後協賛と読み分けをするようになっている。
ネタを投稿する職人はこれらを考慮してネタに盛り込んでくる場合があり、細かい音楽や物真似の指示を出してくることも多いため、岡村はそれに応えるべく事前に物真似の練習をしたり、ネタのシチュエーションや構成が適切でない場合に訂正・脚色を行うこともある。これらの作業を放送開始前までにこなす岡村の姿勢を、矢部も信頼している。役割分担に関しては岡村の方の仕事量が多いため、一時期ケンカになることもあった。番組初期からこの役割は変化せず、1997年に出版された『オールナイトニッポン大百科』で番組を取材した記事が掲載されており、机の上に岡村を囲むようにつまれたハガキとは別に写真週刊誌やスポーツ新聞に目を通す矢部と両極端な写真が掲載された。
また、2010年に発売された「小栗旬のオールナイトニッポン」の番組本『旬刊小栗』の付録に収録された岡村と小栗旬との対談が納められたCDでは、小栗が岡村への挨拶に訪れたところ、打ち合わせ中の会議室の張り詰めた空気に驚き、「自分のやっていたオールナイトでは時間が来るまで雑談でだらだらとしていたが、この2人の出す何とも言えない空気に耐え切れずすぐに帰ってしまった」と語っている。岡村いわく、ハガキ選びに集中しているため小栗にかまっていられない状態で申し訳なかったと謝罪している。小栗は普段、岡村とよく酒を一緒に飲みに行く間柄で自分には見せない仕事中の岡村を見た感想を「昼間のパパの仕事をしている場所を見ちゃった、みたいな」と裏側を目撃した感想を述べている。小栗以外にも番組開始前の2人に挨拶にいった人たちは、小栗と同様にナインティナインの番組では見せない部分に驚くという。
これらの作業をこなしハガキを書いてくる職人の苦労と労力を2人はありがたく感じ、感謝しており、番組に来たゲストが出演時間をオーバーした場合にたとえ先輩であろうとも「ハガキ読まなアカンから早く帰って」と言ったり話の腰を折ったりして、ネタハガキの時間を優先させる努力をしている。それでも消化できなかったネタハガキが出てしまうこともあり、スペシャルウイークで、あえてゲストを呼ばずに「ハガキ倍増スペシャル」と題して年に数回、感謝の意味をこめてハガキを読みまくるという枠を設けている。これらに関して2人は照れくさい部分もあり、あまりこのことをくどくど説明をせず職人いじりでおちゃらけるイメージが定着していたが、16年という長期にわたる放送の中で築き上げてきたこの「分担」も新しく聞き始めるリスナーには説明不十分であったため、ネタハガキを数枚読まれたことのあるリスナーから「ハガキ職人に対するねぎらいの言葉もなく、矢部さんの宛先読みも機械的だ」と言われ、破門騒ぎに発展してしまうハプニングもあった（#罰則参照）。

## コーナー
コーナーは構成作家らによる立ち上げで立案される時と注目の番組や芸能人、既存のコーナーでとりわけ勢いのあるネタやキャラクターから発案される。内容の説明は発足時と年度初め（4月1週目）の放送のみで行われ、基本は岡村のコーナータイトル読み上げが行われたらすぐに投稿を紹介する形である。
担当ディレクターや構成作家からの提案で立ち上がる場合はネタの説明や例題が始まる前週の告知の時におこなわれる。この例題からハガキ職人たちの投稿がある。初回はネタの方向性の探りあいで投稿してくるが、優秀なハガキ職人の場合、ナインティナインの2人が笑いそうなシチュエーションを把握している場合があり、独自の世界観を展開してくることもある。最初に提案された例題からまったく意図しない方向の転がる場合の方が多い。「最初どんなコーナーだったっけ？」や「いい方向に転がり始めた」と岡村が言う場合もある。逆にイマイチ方向性が定まらない場合は「もう一週様子を見てみましょうか」や「（職人に対して）君らはやればできる子なんだから」ということがある。
あるコーナーで人気になったネタ、キャラクターへのネタハガキの投稿が増えることやナインティナインの2人の提案で新コーナーが立ち上がる場合がありこれらを「独立」という（大笑福亭悪びん、悪い人の夢、ジモンさんのコーナー、三村さんのコーナー、爆笑田中問題、オパブンミ一家など、これらは独立で始まったコーナー）。
人気になるキャラクターやネタは、投稿されるハガキの人気が集中する場合が多くナインティナインも殺到するはがきの多さに困惑することが多い。このような時にはコーナー内で別のキャラクターやネタを生み出して投稿した場合の方が採用される確率が高くなると注意をしている。
一方終了のタイミングは、勢いがなくなった、コーナーの元ネタとなった番組が終了、元ネタの芸能人がこの番組に出演し区切りがついたなどさまざまである。当初予想していた方向と違った方向へ行ってしまい、収拾がつかなくなり終了することも少なくない。このような事態を、壊れるという。また、投稿するハガキ職人がもうそろそろいいんじゃないかという意味も込めてコーナーを壊すために意味不明な投稿で潰しにかかる場合もある。このため壊し屋の異名を持つ職人もいる。ゲスト出演に合わせて1度しかやらないコーナーもある。
新コーナーは告知後の次の週に始まり、コーナーが終了する際には通常岡村の「終〜了〜!」という怒鳴りと「ファンファーレ」で「長々と愛されてきた○○（コーナー名）ですが今回を持ちまして無事終了となります、ありがとうございました」と言い終了となる。

### ネタハガキ・ネタメール
ネタハガキとネタメールは岡村がすべて選出して読む（リアクションメール・自身の担当コーナーは矢部の読み上げ）。ただし、番組初期は矢部もネタハガキを読んでいたことがある。ネタハガキは岡村に分かりやすいように文字を書かないと不採用とされる場合がある。鉛筆で記入することはハガキが汚れたり文章が消えたりするという理由で、蛍光ペンなどでハガキの枠に色をつけたり文章を書くことは岡村が見づらいという理由で、それぞれ禁止されており、黒ペンの利用を推奨している。ジャネットのコーナーで片言を表現するためにカタカナで書かれたネタに、読みづらいためひらがなを使うようにと注意したこともある。
ハガキを選ぶ基準はあくまでもネタの内容や出来であり、細工を施したとしてもあまり意味がなく、ネタ職人の名前により選ぶこともない（当番組の構成作家を務めていたメルヘンうんこが投稿したネタを、放送中にペンネームを読みあげるまで気付かず選出したことがある）長文のネタはハガキ複数に分けて投稿することとなっており、原則封書での投稿は禁止されている。開封時に中の便箋を破いてしまう可能性があるためである（過去にノートにネタを書いて封書で投稿したハガキ職人時代のメルヘンうんこが注意を受けている）。このため長文のネタの場合ハガキ複数枚に分けて投稿するハガキ職人もいる。パソコンで印刷されたネタの投稿は可能だが、常連の職人になった場合にたまに手書きで投稿するとワープロ書きとのギャップをいじられる場合がある。
ネタの記入は「ハガキ1枚あたりに1つ」が原則と定められ、特にコーナーを跨いで複数個のネタを書くことは禁止されていた（選別面での問題なども含む。「僕の点取り占い」のみ複数のネタを書き込むことが可能）。この約束事を知らない新しいリスナーからの投稿が増えた頃に、番組内でネタハガキの書き方・注意などを促している。2014年4月からはハガキの本体価格が値上げされたことに伴い、「同一コーナーのみ1枚あたり2つまでの記入なら可」としていたものの、「文字サイズが小さくなることで岡村が読みづらい」などから暫定運用が続く状態だったが、2024年10月1日に価格が1枚85円に値上げされたことを考慮し、同10月3日の放送の中で正式に記入数の縛りが撤廃された。

### ノベルティ
ノベルティはネタコーナーで採用された職人に送られる。初期は面白かったネタハガキにのみノベルティが配られていたが、現在は読まれた人全員にノベルティが送られている。第1回から第8回ハガキ職人大賞で連続で1位を獲得した現在放送作家の谷中つよしはノベルティを独占することが多くなり、何ももらえなくなってしまった。岡村はしばしばネタハガキを読んだ後に「なにもあげません」と述べる場合がある。これは常連のハガキ職人にのみ与えられる名誉とみなされてきた。しかし、谷中が送ったビビアン・スーの下ネタの印象が大きくなり、次第に秀逸な内容の下ネタに対して「なにもあげません」が使われていくようになった。ただし、この「なにもあげません」は恥じるべきことではなく、あくまでも名誉であることをナインティナインの2人は強調している。このほか、昔からの常連の古いハガキ職人が久々に読まれた場合「なにもあげません」と最後にオチで使われることもある。
ノベルティは2種類あり、普通のネタには岡村の名前がついたノベルティ、ウケたネタには矢部の名前がついたノベルティが進呈される。ただし、後述の「クイズ!アホ学王」（同様のコーナーも含む）のみ紹介されたネタすべてに対して同じノベルティが送られる。2人が大爆笑したときのみ、「ダブル（2個）」となる。独自のノベルティがあるコーナーもあり、「点取り占い」では「ナイナイバッジ」、「今週のインパクト」では「インパクトコンパクト」が、それぞれ送られる。インパクトコンパクトは面白かった内容のネタのみ選出され送られる。「点取り占い」の採用者はエンディングで矢部が紹介する。
過去には面白かったネタの採用者に岡村の私物が送られることがあった。ガンプラや、岡村がその場で適当に考えたグッズで届くまで何がくるのかわからないものもあった。スペシャルウィークのプレゼントなどで無茶な内容のものも本当に製作して贈られた（河内マネージャー特製糸鋸トンファー、神田ディレクター特製サイコロ、つるつるの石など）。また、岡村がハガキの内容を読み間違えたり、途中で噛んだりするなどミスを犯した場合には私物が送られることがある（番組で明かされた私物でテレビ番組のスタッフジャンパーが送られた時があった）。
ノベルティの画像はすべて非公開とされ（過去のノベルティも含む）、実際に貰わなければどんなものなのかわからなくなっている。ネットオークションでの転売、サイトでの画像の公開が発覚した場合、破門になる。
ナイナイバッジ、ステッカーで使用されているデザインは藤井フミヤによるもの。当時、藤井が番組にゲスト出演した際、コンピューターグラフィックスでのデザイン制作に興味を持っているという話をし、ナイナイの2人が「作ってください」と頼んだどころ、本当に作ってきてくれたので採用された。
オカニオ、ヤベニオはB-DASHのGONGONの弟のSOTAがデザインを担当している。
ノベルティの名称
- ナイナイステッカー（番組初期）
- モミアゲ（岡村のモミアゲ）、矢部汁（矢部のブツブツ汁）、あるある袋（1994年8月頃 - 1997年9月25日）
- どりちん、しゅいん（1997年10月2日 - 1999年4月頃まで（在庫処分でなくなるまでチャッピー併用））
- ナイナイチャッピー、（岡村チャッピー、矢部チャッピー）（1999年4月1日 - 2001年6月7日）
- オカスペ（岡村スペシャル）、ヤベスペ（矢部スペシャル）（2001年6月21日 - 2003年10月23日）
- オカニオ、ヤベニオ（2003年10月30日 - 2006年4月27日）
- オカム、ヤベクン（2006年5月4日 - 2011年2月17日）
- イチカバチカー、ヤベンツ（2011年2月24日 - 2013年11月14日）
- オカミント、ヤベーション（2013年11月21日 - 現在）
- 職人ハガキ（2008年10月 -枚数限定で終了 ）
- ナイナイバッジ（2001年10月4日 - ）
- オカード（岡村ANNから継続）、ヤベカード（第2期、2020年6月25日 - ）
- ヤベコルド（第2期、2020年5月21日 - ）
- ケンペース、おまもり、ステッカー（2020年5月21日 - 2020年）
- ウェッティー
- スリーナイン、ウィルソン、ステッカー（2022年6月23日 - ）
- 一億矢部（ナイナイ歌謡祭の余り。複数枚送られることが多い。）
- オーパーツ、GM（2024年11月21日 - ）

### 罰則
この番組にはハガキ職人に対する処罰があり、ナインティナインの2人とディレクターで判断を下す。上位の項目ほど罰が重いと見られる。
読み手である岡村自身に対する罰則として、ネタを読んでいる時に著しく噛んだり読み間違えたりした時に、投稿者へのお詫びとして岡村の私物を送ることが恒例となっている（軽度の場合や、噛みや読み間違いを物ともしない程に大きくウケた場合は適用外となることがある）。
ネタに関して忠告やお願いが発せられることがあり、これに従わなかったハガキ職人が複数出て番組中に岡村が説教を始めたこともある。説教でやめろという言葉をいかに職人がネタとしての前フリとしてどのようにリアクションをしてくるのか、どう受け取るかという部分も含まれている場合もあり、反省文も職人としてのテクニックがためされる場合もある。
破門
オールナイトニッポンの名を貶める行為を行った場合に言い渡され、恩赦があるまでハガキなどが一切読まれなくなる。
雑誌『じゃまーる』（リクルートフロムエー）に「ナインティナインのオールナイトの○○です」と、名前を曝してベル友を募集したことが発覚した職人が初の破門となった。この職人は以前から職人であることを口実にナンパをしていたという報告が別のリスナーの投稿で数回報告されており、それでもやめなかったため破門された。破門は現在では解除されている。
1996年9月から10月にかけて受験のためハガキ職人を休止するという宣言をした職人が、電話で当時番組ディレクターを担当していた神田へ「『NHKのど自慢』へ出場する」という連絡をした（第1回ハガキ職人祭で神田から直接連絡先を教えてもらっていた）。このことを番組でも取り上げたが実際は出場せず、別のリスナーからも出ていなかったというハガキが届く。本人からも連絡があり予選落ちしたという連絡が入った。しかし本人はのど自慢で予選があることを把握しておらず、神田へ連絡した時点ではまだ出場が決定していなかった。このいい加減な発言で破門となった。翌週、リスナーから届いたハガキで出場すると言っていた放送回が高視聴率だったことが判明。出場することで高視聴率になったかは定かではなかったが、破門されているにもかかわらず「自分は数字（視聴率）を持っているからスペシャルウイークで自分の特集をやった方がいい」などと発言したため、当初この破門が行きすぎと言っていた矢部も破門に同意し完全破門となった。後に本人から破門解除の要請のハガキが送られてきてはいたが、読むだけで特にリアクションはせずしばらく放置。忘れたころに破門解除になっている。
1997年5月15日の放送の「今週のインパクト」のコーナーで、「『じゃまーる』の個人売買の投稿コーナーで、採用者のみに送られるノベルティ“あるある袋”が100円で売られていた」という報告が番組に寄せられ、そのハガキに掲載された雑誌の切り抜きが貼られおくられてきた。ノベルティはもらいたくとももらえないものなのにハガキ2枚分の価値しかないのか？とナイナイの2人は残念でしかたがないと『じゃまーる』でこの売買をした職人を破門にした。この回のインパクトコンパクトはこの投稿をしてきた人と、『じゃまーる』であるある袋を売買した人の2人に贈られた。
どりちんクラブにて「ネタコーナー終わりのナインティナイン2人の態度が冷たすぎる。岡村さんが以上ですと言った後にハガキ職人に対するねぎらいの言葉もなく、矢部さんの宛先読みも機械的だ」と直訴した職人が、岡村の怒りを買い破門となった。しかしその次の週のどりちんクラブにてハガキ3枚分にわたる本気の反省文を提出し恩赦を受け解除となった。他にも「どりちんクラブ」で恋愛相談が読まれたことをきっかけに、下ネタのフツオタ（普通のお便り）を送り続けた職人などがある。
反省文
あまりに下品であるなど問題になりそうなネタの場合、自分がなぜこんなネタを書いてしまったかという理由を添えてディレクターに送るということになっている。基本的に、真剣な反省を求めているわけではなくネタの一環という色合いが強いケースが多いが、時々、真に受けて真面目な反省文を送ってくるハガキ職人がいてナインティナインが苦笑い的な反応を見せることがある。
1週休み
前回の投稿のネタの内容はなんであったのか、なんでこんな投稿をしてしまったのか、よく自分自身で考える時間として翌週の投稿は読まれなくなる。
毒まんじゅう
ある時期に岡村が「流行に乗り遅れている」ことを意識し、「前年に流行語大賞を受賞したから」という理由だけでことあるごとに「毒まんじゅう」を連呼するようになった。それにちなみ、ネタコーナーで下品なネタを送ってきた人に対するノベルティに罰として「毒まんじゅうを差し上げときましょう」と言っている。さらに下品なネタは「何もあげません」。下品なネタのボーダーラインとなっている。
卒業
2011年1月6日放送分で、常連の職人が「先日の『IPPONグランプリ』に僕の出した問題が採用されました。報告まで」と葉書を送った。この末尾の「報告まで」が岡村の逆鱗に触れ、「せめて『ご』を付けろ」「他のリスナーが『先日のIPPON グランプリを見ましたが、あれはこの番組の○○さんじゃないんですか？』と言うならまだしも（事実、その類の葉書は相当来ていた）、自分でわざわざ言ってくるのはただの自慢とちゃうんか？」と説教の末に卒業させられる（岡村曰く「あくまで破門ではなく『IPPON グランプリ』で採用されるレベルにまで達したのだから卒業でええんとちゃう？」）ところだったが、放送中にその職人が「岡村さんの神経を逆なでして申し訳ございません。最早、誰を信じたら良いのか分かりません。ご報告まで」というひねりをきかせた反省文を送ってきた。これにより、一旦卒業の上で再び入学という措置が取られた。
ナイナイとスタッフの謝罪
番組プロデューサーの宗岡芳樹が番組内で「バーニャカウダーを頼む女性に腹が立つ」という発言からリスナーに対して謝罪することになった。
以降ジングルや曲間違いがあった場合でもディレクターの鈴木賢一が謝罪するのではなく宗岡が謝罪することになっていた。

### 現在のコーナー
悪い人の夢
「自分が見た悪夢の中で起こった話」を投稿する。一発ネタ以外のハガキ投稿部門ではもっとも長く続いており、岡村ANNを挟んで第2期でも継続された数少ないコーナーである。
元となったのは“自分が見た夢の話”をネタとしたコーナー「Windows99」で、その中でも“悪い人が小さい悪口で毒づいている”ネタが派生したもの。コーナータイトルは、ナインティナインの2人が目撃した「『笑っていいとも!特大号』の打ち上げで、酔っ払った笑福亭鶴瓶が裏で芸能人に毒づいていた」場面から、当時鶴瓶が出演していた『大笑福亭鶴びん』をもじった「大笑福亭悪びん」となる。当時は“悪い笑福亭鶴瓶が「吉川晃司、目ちっちゃいなぁ」というくらいの小さい毒を吐いている”程度の規模が悪い人の基準だったが、様々な投稿で基準が大きく変化。また、“悪い鶴瓶”以外にも悪いキャラクターが増えたことから、1996年11月6日から現在のコーナー名に変更し、前述の「Windows99」と統合された。
ネタの決まりは書き出しに付与される決まり文句の「夢見ました」と、「〇〇が××でした」という行動の説明部分以外は自由。題材になるのは著名人が多いが、岡村は（自信がある場合のみ）物真似を入れつつハガキを読み上げている。
年間の節目を迎えると必ず投稿されるネタが多く、ヘビーリスナーを中心に笑えるネタが寄せられる。代表的なネタとしては過去にナインティナインが関連したテレビ特番の放送の後、明石家さんま本人から深夜に岡村の自宅の留守番電話に録音される「爆笑王座決定戦」があり、本人からの直接のランキングの集計が終了したにもかかわらず、これをネタにハガキ職人が投稿してくることが多い。さんま自身が言っている訳ではないのだが、特番でおきたハプニングや芸人のネタなどの的確なダメ出しをハガキ職人がさんまのキャラクターを使いネタとして投稿をしてくる。
第2期初回からはそれまでのハガキ投稿に加え、メールでも投稿可能となった。
僕の点取り占い
1994年の番組初期から行われている、1時台のCM明けおよびCMとCMの間のジングルとして流れるコーナー。BGMはレニングラード・カウボーイズの「Dancing in the Street」。
駄菓子屋で売られているおみくじの「点取り占い」をフリートークで取り上げたことをきっかけに開始され、「テレビ番組やCMでタレントが言ったフレーズ」「芸能ニュースの見出し」「自身がブログ・SNSで投稿した文章」など、自分がツボにはまったフレーズに独自の採点を添えて投稿する。内容の決まりは特に無く、2人が気に入ったネタが採用される。
ネタの読み上げも岡村→矢部→岡村→矢部と交互に読み上げられ（合計4ネタ）、採用者はエンディングの提供読みの後にに矢部がまとめて発表する。
岡村ANNでも継続されていた中、第2期初回でコーナーの終了が告知されたが、2021年5月28日から約1年ぶりに復活することが発表された。
第2期ではネタ投稿をメールでも受け付けているが、このコーナーに関しては従来通りハガキのみでの受付となる。
以下、第2期から新設。
ナイナイタイムライン
2022年2月10日開始。
1時台後半のコーナー。若い人たちのタイムラインに流れてきそうな「今っぽいホンモノのニュース」を紹介する。
実質的には「今週のインパクト」（→岡村ANNでは「今週のインパルス」）の後継コーナーとなる。
オープニングトークとフリートークが長引いた場合はコーナーの途中に2時の時報をまたぐ。
ナイナイ共通テスト
2020年10月1日開始。後述の「オカムセンター試験」から改題された後継コーナー。エイブルのスポンサードコーナーのため、必ずコーナー前後はCM枠が設けられており、ニッポン放送でのオンエアー分のみエイブルのCM・提供クレジットが挿入されている。
“大学入学共通テストよりある意味難しい”とされる「ナイナイ共通テスト」に出題された、アホな問題 / 回答を募集する。
投稿が採用された場合は通常コーナーと異なり、コーナーオリジナルのノベルティグッズである“ステッカー”“お守り”“モバイルバッテリー”のうち1つ、もしくはフルセットが贈られる。
毎月末はナイナイから「なんらかの夢を持っているリスナー」へ直接電話を掛け、コーナーに投稿された問題を出題。正解するとノベルティグッズを1問ごとに1セットが送られる形式となっている。
やべっちカレンダー　
2021年11月18日開始。
番組最後のコーナー。雑誌『東京カレンダー』の2021年12月号で矢部のインタビュー記事が掲載されたことを由来とし、「もしも『東京カレンダー』の矢部浩之バージョンが出たら、どんな名言・格言が入るか」を考える。
インチキショート動画
2025年3月6日開始。
YouTube ショート、TikTok、Instagramなどの媒体で流れてくるショート動画に見立て、様々な芸能人のでたらめな情報を紹介する、BGMに乗せて読むナレーションネタ。
BGMは実際のショート動画でも用いられることの多い、もっぴーさうんどの「Escort」。

### 終了したコーナー
近年放送されたコーナーのみ一部掲載。その他のコーナーは こちら を参照。
今週のインパクト
その週に起きたインパクトのあった出来事を寄せる。取り上げられるネタの幅は広く、科学的に証明された人体医学（内容は下ネタの話）や、リスナー個人に起こったインパクトのあるネタも採用されることもある。現在このコーナーが番組で一番長く続いている。インパクトのコーナーで取り上げられたことがきっかけで始まったコーナーが現在の「悪い人の夢」である。「@llnightnippon.com」枠初期には、コーナータイトルを「今週のインパクト.com」としていた時期もある。旬な内容の投稿を発表するため、2006年9月28日以降はメールでも応募可能になった。
岡村ANNで「今週のインパルス」に改題して継続したのち、第2期で終了が発表された。
矢部浩之のどりちんクラブ
リスナーから寄せられた、主に性や恋 についての悩みに矢部が投稿されたハガキを読み、岡村なりに真剣に受け止め、悩みに答えるコーナー。番組の最後のコーナーで2時50分頃に始まる。矢部のタイトルコールの後に拍手と「どりちんどりちん」という掛け声が入る。矢部はこのコーナーでは「どりちん兄さん」、岡村は「しゅいん兄さん」とよばれる。悩み相談のみならず、ふつおたも読まれる。
番組初期の1996年10月17日から続く長寿コーナーの一つである。「岡村隆史のガンプラクラブ」、「岡村隆史の熱帯魚クラブ」、「岡村隆史のクッキングクラブ」、「矢部浩之のバイオハザードクラブ」と趣味を取り上げたショートコーナーとして短期（だいたい2週おき）で変化するコーナーであった。どりちんクラブも当初短期のコーナーの一つで一旦終了し、続く「矢部浩之のドライブクラブ」へ変更予定であったが、リスナーから反響が大きく、ドライブクラブはタイトルコールのみで翌週から“どりちんクラブ”が継続する告知がされた。
第1回目のみコーナー名は「矢部浩之のドリルちんちん相談所」。もともと変更がはやかったコーナーだったため、2人の流行や新作の発売によって「バイオハザードクラブ」や岡村がその時期にマイブームになっていた「バス釣りクラブ」などに改題されたことがあった。過去には当コーナーをフィーチャーしたスペシャル放送が行われたこともあった。
1999年4月29日の「矢部浩之のallnightnippon SUPER!」 ではゲスト出演したマネージャーの坪倉による「坪倉大臣のどりちんクラブ」が放送された。
1999年11月25日は福山雅治をゲストに迎え、矢部と共に「スーパーどりちんクラブ」というスペシャルを放送。福山はスーパーどりちん兄さんとしてリスナーの性や恋の悩みに答えた。自身も担当しているオールナイトニッポンでもテレビではあまり見せない下ネタをトークネタとしている。
2009年7月2日の放送では、坪倉マネージャーがナインティナインのもとを離れるため、「つぼ万太郎のオールナイトニッポン」として放送された。
「最近このコーナーへの応募が少ない」と矢部が放送で漏らしており、公式サイトでもハガキを送るよう宣伝している。実際に3通しか来ない週もあり、2009年8月20日放送では0通であったため、ふつおたが読まれる、たまたま聴いた高齢リスナーが勘違いし、人生相談とリクエストはがきが送られたという出来事も起きた。
最終回となった2014年9月25日の放送では、「矢部さんにとって、どりちんとは何ですか?」とのリスナーからの問いに対し、矢部が「ぶっちゃけ仮性包茎です」としたうえで「どりちんでも結婚も出来て子供も出来て幸せになれる。ちんちんがあればいいじゃない」と答えた。そして、珍しく矢部による「終〜了〜!」の怒鳴りでコーナーが締められた。
セルゲイブブカ
2002年3月7日の放送から開始。架空の週刊誌「セルゲイブブカ」に掲載されたスクープ写真がどのようなものかを考え、その記事の見出しを投稿するコーナー。コーナー名はゴシップ雑誌『BUBKA』と棒高跳び選手セルゲイ・ブブカをかけたもの。
こちらも岡村ANNで継続されていたが、第2期初回で終了を発表している。
オカムガワ賞
2013年1月24日開始。芥川賞にちなんで、一見、まじめで素敵っぽいお話をハガキ1枚に書いてきてもらおうというもの。ぱっとみ素敵なええ話で書く。最後は小説っぽく「完」で終わらせること。2014年9月4日終了。
アニータ
「日本人のあそこはこまい(小さい)」と発言したチリ人妻アニータ・アルバラードをネタにしたコーナー。ジャネットに次ぐ下ネタコーナーで、岡村の片言の関西弁の話し方も含め、内容はほぼジャネットと酷似している。
アメリカ版
日本特有のいろいろなものをアメリカ合衆国ではどう変わるかというネタを募集する。2014年9月4日終了。
経費削減！
経費が削減させられたことを想像させる番組宣伝を募集する。2014年9月4日終了。
アリーナーーー！！
いろいろなアーティストのMCのパロディを募集する。2014年9月4日終了。
オカムーロイド
2013年11月7日開始。アンドロイドになった岡村の日常を教えてもらう。2014年3月6日終了。
せいかーい！
2013年11月7日開始。ドラマ「クロコーチ」で剛力彩芽扮する清家が言うセリフを書き込み、岡村が長瀬智也扮する黒河内のように「せいかーい」と言う。2013年12月19日終了。
古舘イジろう
2012年5月2日開始。キャスターとしての古舘伊知郎が言っていたコメントを募集する。元々は「悪い人の夢」での「古舘さんがため息をつきながら深刻そうにコメントしていた」というネタハガキがベース（番組HPと岡村曰く「常連の職人が一人で頑張っている」状態だったので、他の職人にも手を広げてもらう）。2013年1月17日終了。
イカ！
2013年1月24日開始。とにかく「カッコいい」「イカ」を主人公にしたナレーションを発表する。元ネタはNHKで放送されたドキュメンタリー番組『世界初撮影!深海の巨大イカ』。2013年3月28日終了。
汁親
2012年9月13日開始。番組HPに貼られている写真内での「汁親」（杉裏達郎）がその強い眼力で何を言っているのかを募集する。番組内で「汁男優の親分の『汁親』はいるか否か」の話で盛り上がり、その後ソフトオンデマンドから番組に公式に「汁親は実在します」とメールが送られ、そこに件の写真が添付されていた。2012年の10月のスペシャルウィークのゲストには杉裏本人が登場した。2012年10月25日終了。
矢部Q
2012年11月1日開始。オールナイトニッポン45周年企画の「チョロQチキンレース」で4.5cmという記録（なお、月〜土の全曜日において木曜の矢部以外はレールからはみ出した）を叩き出し、更に過去に同様の企画で賞金55万円を獲得するほどのここぞの集中力の高さを誇る矢部の隠れた特技を募集する。2013年1月17日終了。
ハッピハッピーですやん!
2012年11月16日開始。岡村が昔プライベートでダーツバーに行った時に男性に話しかけられ、鬱陶しいので無視していたらその男性が「僕ですやん!ハッピハッピーですやん!」と言ってきて、よく見たら本当にハッピハッピー。だったというエピソードがベース。ネタの最後を「ハッピハッピーですやん!」に統一して、色んな所にハッピハッピー。が登場している様子を募集する。2013年1月17日終了。
ロングブレスゥ〜
2012年8月16日開始。美木良介のロングブレスダイエットの呼吸法をした芸能人が言いそうな一言を募集するコーナー。書き出しは「○○がロングブレスをやっていました」となっている。2012年9月6日終了。
宇宙和歌
2012年3月8日開始。「ワレワレハ」で始まる5・7・5・7・7のリズムに乗った和歌を送る。優秀作品は「オールナイトニッ本Vol.4」に掲載される。2012年7月20日終了。
カットin
2012年5月2日開始。普通の会話のやり取りの中に突然歌を挿入した様子を募集する。元々は「もしラジ」で「もし会話の最後にベートーベンの運命が流れたら」などのネタハガキがベース。2012年7月20日終了。
大門
2012年1月19日から開始。「西部警察」がDVD化したのを受けて開始。渡哲也演じる大門刑事が劇中でヘリから狙撃している様子から、何かイラっと来る有名人の発言をヘリから大門に百発百中の腕前で狙撃してもらう。2012年4月26日で終了。
もしラジ
いわゆる「もしもシリーズ」。「もしも○○が□□だったら」という小説の冒頭を募集する。2012年4月26日で終了。
ANN歌謡祭
FNS歌謡祭での名物であるアーティスト同士のコラボのように、誰かと誰かがコラボしている様子を送る。2012年2月25日で終了したが岡村曰く「本物の放送時期に復活する可能性はある」。
おかまんJAPAN
本家の藤森慎吾（オリエンタルラジオ）に乗っ取り、様々な曲に合いの手を入れる。2011年12月23日で終了。
おだです！
「世界陸上」で織田裕二が室伏広治のインタビューに割り込んだ、という「悪い人の夢」のハガキがベース。様々な物に「織田です！」と言いながら入り込んでくる様子を募集する。2011年12月23日で終了。
ひょっとして、○○でございますか？
「謎解きはディナーのあとで」で櫻井翔が演じる執事・景山のセリフ「ひょっとして、お嬢様の目は節穴でございますか？」がベース。強烈に皮肉っている様子を募集する。2011年12月23日で終了。
悪い人の矢部
2010年7月22日から岡村の休養を受けて急遽開始された、番組初の矢部が読むネタコーナーで、矢部版「悪い人の夢」。テーマは「矢部でも分かる」「矢部でも読める（モノマネ）」もの。そのため原則的に、普段のジャネットネタなどは禁止（アレンジして矢部が読みやすくしてある物は可）。2010年12月16日で終了。
クイズ!矢部学王!
「悪い人の矢部」同様、2010年7月22日から開始された矢部が読むネタコーナーで、矢部版「アホ学王」。矢部の得意分野から出題され、毎週テーマが変わる。2010年12月16日で終了。
フザッケローニ
ザッケローニ監督に肖り、「年中ふざけてる監督」の「フザッケローニ監督」に纏わるネタを募集。2010年9月9日から放送。2010年12月16日で終了。
空白の5ヶ月間
2010年12月9日の放送から開始。同年12月2日の復帰までおよそ5ヶ月間休養していた岡村になりきったリスナーが、その5ヶ月間何をしていたかを考える。岡村復帰から2週間のみの期間限定コーナーとなった。
SPACE BATTLESHIP タカシ
2010年12月16日の放送から開始。映画『SPACE BATTLESHIP ヤマト』で木村拓哉が演じている古代進の波動砲の指令の言い方がアニメ版のTVシリーズの古代進の言い方よりクールすぎることから、カッコいい指令をタカシの乗組員の岡村が叫ぶというもの。基本は「発射！」「発進！」というフレーズを入れるという形ではあるが、面白いネタであれば何でもOKである。このコーナーはハガキ1枚に3つまでネタを書いて投稿することが可能。2011年1月20日で終了。
サウンド・オブ・バック・ミュージック
Hの最中に様々な有名人がかけたバックミュージックとその行為の一部始終を募集する。ただし、過剰な下ネタは禁止。2011年9月1日で終了。
松山小雪
松山ケンイチと小雪が結婚した際の松山の記者会見にて告白した松山が小雪に「あなたみたいなひよっ子で大丈夫なの？」と言われたり、好きな所を「田舎者な所」と言われたと語ったエピソードがベース。8歳上の姐さん女房であるが故に、上から目線で松山が小雪に言われたであろう無茶な言葉を募集する。2011年9月8日で終了。
クイズ!LOVE学王!
「アホ学王」恋愛版。恋愛や下ネタに関するネタをクイズ形式で募集する。採用されたネタは「ナインティナインのオールナイトニッ本Vol.3」に掲載される。2011年4月28日で終了（扱い上は「アホ学王」に吸収された状態で、「アホ学王」に下ネタや恋愛学を送ることも可能）。
引越しラップ
岡村が引越したのを契機に、「もしも岡村の新居の隣人が蒲団叩きながらラップを叫ぶ人だったらどうなるか？」をテーマに募集するコーナー。リズムは三三七拍子であの騒音おばさんのリズムをベースに布団をたたいているのを想像して些細な内容からあるあるネタまで、リズムにのせて韻を踏むこと。内容は自由。2011年4月28日で終了。
にらみ
何かやりたいのにも拘らず、出来ずに睨みを利かせる。何をやりたいのかは自由。
市川海老蔵がクラブに行った際に友人らが楽しげに踊っている中、一人踊れずにフラストレーションが溜まった市川が突然その場で歌舞伎の「にらみ」を利かせた、というエピソードがベース。葉書を読み終わった後に岡村が睨みを利かせるいわゆる顔芸であるため、矢部に「ラジオには極めて不向きな企画」と言われている。2011年4月28日で終了。
花嫁はダミー
TBS系で2006年7 - 9月に放送されていた矢部が出演していたテレビドラマ「花嫁は厄年ッ!」の当初のタイトルであった。「○○は○○」と言ったタイトルで主演は誰であるかを設定するコーナー。2006年9月21日にドラマ終了と共に終了した。
岡村さん
観月ありさ主演のドラマ斉藤さんに便乗したコーナー。2008年1月17日の放送からスタートしたが、ドラマ終了と共に3月27日の放送で終了した。
ヤベノート
番組開始約20分後にリスナーから送られてきたテーマを予告し、2時40分ごろ、矢部がそのテーマについて語る。「矢部浩之が語る、○○○」、「矢部浩之による、○○○」など。デスノートのパロディ。板尾創路がゲスト出演した際には「イタオノート」となった。10分に一度、テーマについて話さなければならずかなりハードだった。このコーナーは、ネタが少なくなってきたことと、コーナーというより矢部が壊れてきてしまったため終了。
オカムランドリーム!!!
正確には2008年の夏休み企画。東京ディズニーランドの25周年の企画を意識する形で行われた。夏休み中にリスナーの夢を叶えてしまおうというものであった。7月31日の放送からリスナーの便りを募集し、8月28日の生放送で「オカムランドリームSP!」として実践した。
隆史岡村の笑い話
タイトルは「人志松本のすべらない話」シリーズのパロディ。岡村が笑えるトークを話しているかのようなネタ送る。2008年7月17日から同年11月20日まで放送。
ラッパのオールナイトニッポン
前述の「オカムランドリーム」にて「BITTERSWEET SAMBA」をトランペットで生演奏したの女の子が、上手く吹けなかったことがきっかけで誕生。ネタは、とある人物がオールナイトニッポン開始の怒鳴りを入れた後、間の抜けた「BITTERSWEET SAMBA」の演奏が流れる。2008年9月18日から同年11月27日まで放送。
岡村隆史BIG交遊録
岡村はどんなジャンルの違うBIGな人たちと、どんな付き合い方をして、どんな交流を深めているのかを岡村の日記風に書くコーナー。岡村が小田和正と2人で飲んでいた、というインターネット上に流れたガセ情報を、ナインティナインがフリートークで取り上げたことから誕生。2008年11月27日から2009年1月22日まで放送。
フライデーチャイナちゃうん
泰葉の「フライディ・チャイナタウン」の出だしの歌詞を替え歌にして送るコーナー。2008年当時に何かと起きていた泰葉の一連の騒動がきっかけで、同年12月4日にスタート。ネタは必ず最後は「〜ちゃうん」で終わる。2009年3月12日の放送で終了。
VOCALIST99
徳永英明のカヴァーアルバムVOCALISTシリーズに便乗したコーナー。基本的に替え歌のコーナーであるが、VOCALISTに合わせ女性歌手の楽曲のみという縛りがあった。2008年1月17日から同年4月3日まで放送。
ゴミ箱を空にしますか?
2008年4月3日の放送より開始。最近マックユーザーになったばかりの岡村の覚えた操作で、せっかくゴミ箱の操作を覚えた岡村が「思わずゴミ箱にドラッグして空にしたくなるようなもの」を教えてもらおうというコーナー。2009年4月30日の放送で終了。
ピン子さん
2009年3月30日から泉ピン子が「サカスさん」に出演するのを受け、いろいろな番組でど真ん中にぐいぐい出てくる泉ピン子の様子を教えてもらおうというコーナー。3月19日の放送より開始したが、「本人に見つかるとマズい」という理由で、6週間目の4月30日の放送で終了。
ガルネタ
GIRL NEXT DOORのボーカル千紗が登場するPVの驚くべきシーンを募集するコーナー。コーナー後にGIRL NEXT DOORの曲がかかることが多かった。2009年1月29日から同年6月25日まで放送。
ナインティナインのオールナイトニッ本、読みました!
2009年8月6日より放送。同年9月9日に発売されるナインティナインのオールナイトニッ本を「もう読んだ」という体裁で、感想を送ってもらうコーナー。書籍の発売日が近づいた9月3日の放送で終了。
オパブンミ一家
「泣ける絵本2009」より派生。2009年6月25日の放送より開始。同コーナーにてナインティナインの2人が大爆笑した「僕らの秘密基地シリーズ」に登場したオパブンミ一家はどのような人々なのかを募集するコーナー。2009年9月17日の放送で終了。
あっしには、かかわりのねぇことでござんす
2009年5月7日の放送より開始したコーナー。江口洋介主演のドラマ「木枯らし紋次郎」の名台詞のパロディー。「あっしにはかかわりのねぇことでござんす」の前に文章を入れて、木枯らし紋次郎は何とかかわりがないのかを教えてもらおうというコーナー。滝沢秀明がゲスト出演した際には、特別に「タッキーにはかかわりのねぇことでござんす」が行われた。2009年10月29日で終了。
ちげ〜〜よ!!
2009年10月1日より開始。「ビーチ」こと番組ADの鈴木賢一が番組本発売記念イベントの打ち上げで泥酔の末、「ちげ〜〜よ!!神田さんは北斗の拳のラオウなんだよ!!!」、「ちげ〜〜よ!!石田さんは北斗の拳のケンシロウなんだよ!!!」などの変な例えを連発したことがコーナー作成のきっかけ。ネタは最初に「ちげ〜〜よ!!」とキレた後「○○は○○なんだよ!!!」と、何かを何かに例える。
「ヨコハマ・ヨコスカ」がコーナーとして開始されて以降、このコーナーは行われていなかったが、「ビーチ」が「ちげ〜〜よ!!」と言わなくなったため2010年2月4日の放送で終了。
ざわ...ざわ...
2009年11月5日から開始。映画化された漫画「カイジ」での演出から派生したコーナー。「○○がカイジに出ていました」が書き出しで、必ず一言の最後に「ざわ...ざわ...」の演出を入れる。2010年2月25日で終了。
親善大使・矢部浩之
2010年3月4日開始。矢部がさまざまな地方の親善大使をはじめたという体裁で、ご当地の魅力や名産品などを宣伝しまくるというもの。海外都市でもO.K.。
同年2月25日放送回にて、常滑市長から正式に「常滑親善大使」に任命されたことからコーナーへと発展した（「常滑親善大使」は任命前から番組内で勝手に担当となっていた）。2010年7月2日の放送で終了。
ナイナイ人性ゲーム
人生（思春期以降）における双六のコマを作っていき、なかなかゴール（結婚）までたどり着かないようにする。出来の良いものは「オールナイトニッ本 vol.3」の付録の双六に収載予定。
岡村が休業した際に様々なコーナーが休止した中で、このコーナーだけは矢部一人で継続し、ゲストと一緒に行っていた。
ヨコハマ・ヨコスカ
2009年12月3日から開始。港のヨーコ・ヨコハマ・ヨコスカのメロディに乗せて一言二言喋り、原曲の「お前あの娘のなんなのさ」の部分をオチの一言に変えて落とすある程度フリースタイルのコーナーである。
2009年11月19日放送の『悪い人の夢』で岡村の痔をこの歌にのせてネタにしたことから始まり、翌週の放送で急遽コーナー化が発表された。長い間、公式ホームページ上にこのコーナーの説明は表記されていなかったが、2010年2月25日放送分を更新した際に正式に表記された。
2009年12月24日にはこのコーナーのクリスマスバージョン『ヨコハマ・ヨコスカINクリスマス』がO.A.された。
FM的曲紹介
2010年3月25日の放送から開始。本来は同日の放送のみの予定だったが、レギュラーコーナーにしないのはもったいないということで、レギュラーコーナーに決定。イントロの秒数にきっちりおさまるように曲紹介するコーナー。曲は自由に選んでよいが、イントロもしくはナカトロがある曲に限定されている(ただし、同日の放送ではイントロのない長渕剛の金色のライオンヴァージョンも紹介された)。コーナー冒頭には「ナインティナインのオールナイトニッポンFM的バージョン」のジングルが流れることが多い。
泣ける絵本
ナインティナインの2人が思わず泣いてしまうような絵本を作るコーナー。2008年まで「泣ける絵本」として3年間続いていたコーナーだったが、「隆史岡村の笑い話」が始まったためとって替わられた。その後2009年5月7日の放送より番組本出版に備えて復活。再開始初期は「泣ける絵本2009」と言っていたが最近は「2009」を省いている。ネタハガキの最後は「おしまい」で締めくくることになっている。BGMには、エルトン・ジョンの楽曲「僕の瞳に小さな太陽(Don't Let The Sun Go Down On Me)」のオルゴールアレンジのインストゥルメンタルが使用されていた。
優秀な作品は岡村が絵をつけた上で実際に絵本として番組本に掲載される予定（しかし、vol.1とvol.2には掲載されなかった）。本に載せる可能性があるので、盗作は絶対に禁止。送られてくるネタは日常での不条理、哀愁を漂わせる笑い、下ネタ、どんでん返し的な話が多く、純粋な意味で泣けるネタは最初期除き皆無。また、関西弁が多用される傾向にある。
ロード・トゥ・THEMANZAI
2014年03月13日開始。「ちっちゃいベタなボケ」の漫才ネタを募集する。
ナイディーン
2014年03月13日開始。E-girlsがイエロー・マジック・オーケストラの曲「ライディーン」に歌詞をつけて歌ったのに対抗し、同曲につける歌詞を募集する。
1、2、3、4、ナインティナイン
郷ひろみの曲「99は終わらない」の替え歌となる歌詞を募集する。
オカムセンター試験
岡村ANNからの継続（エイブルのスポンサードコーナー）。「悪い人の夢」同様に第2期初回以降はメールでの投稿も可能となった。大学入試センター試験の廃止に伴って2020年9月24日で終了し、翌週から前述の「ナイナイ共通テスト」にリニューアルされている。
投稿が読まれた場合、オリジナルノベルティの「ケンペース」（※ペンケースではない）「ステッカー」「お守り」のいずれか、もしくは3点のフルセットが送られる。
鼻王！矢部浩之
「世界一の鼻を持つ」とされる矢部の鼻を褒めるポエムを募集する「矢部いじり」コーナー。形式は自由なため、ポエム以外を投稿することも可能だった。
2020年10月8日終了。
あつもり
2020年7月3日開始。
"人間50年"の一節から始まる、織田信長が好きだったとされる古典芸能「幸若舞」の有名演目・「敦盛」の音楽に乗せ、"人間50年"で感じたことを歌う。
決して『あつまれ どうぶつの森』の略ではないと念を入れることが多い。
2020年10月29日終了。
負けたら即引退!リスナー vs 桑田ヤベスケ 歌うま最終決戦!
事前に募ったリスナーの代表と、“史上最強の歌ウマ王”こと「桑田ヤベスケ（矢部）」がカラオケ対決を行う。2020年11月12日の放送で活動を休止することを発表した。
せーーーの!
リスナーから募集した"A""B"の2種類の回答がある設問へ、岡村と矢部が「せーの」で声を合わせて答えていく。
2021年1月28日終了。
コーナーのオープニングにアニメ「化物語・なでこスネーク」の千石撫子（花澤香菜）の恋愛サーキュレーションが使われていた。
おう、矢部か?
2020年10月15日開始。
かつて矢部に起こった「黒田有（メッセンジャー）から掛かってきた深夜のいたずら電話」の件を元ネタに、「おう、矢部か?」の文言で開始する黒田による指摘をリスナーから募集する。
2021年1月28日終了。
水溜りボンド情報
不定期でエンディングで読まれるコーナー。後枠のパーソナリティ・水溜りボンドを知らない矢部に向けて水溜りボンド情報を募集していた。終了時期は不明だが、現在は公式サイトのコーナー一覧から削除され、募集は行われていない。
ハリガネムシ
2021年2月4日開始。もし有名人がハリガネムシに乗っ取られたらどういう行動をするのかを予測する。
2021年4月1日終了。
YABEst TAKE
2021年2月4日開始。YouTubeで流行している「THE FIRST TAKE」にちなみ、矢部が一発ネタで披露していく。
2021年4月1日終了。
矢部浩之のファミリー倶楽部
世の中の「ファミリー」に関する疑問・質問を矢部が答える。後述の「矢部浩之のどりちん倶楽部」の発展型で、冒頭で「ファミリーファミリー」の掛け声を矢部自らが入れるなどが共通している。
2021年4月1日終了。
知らんなぁ!
2021年4月8日開始。
おいでやす小田が思わず「知らんなぁ!」と言いたくなることを出すコーナー。
2021年6月3日終了。
ん?
2021年5月27日開始。
ナイナイの2人が先輩の中山秀征に対してかねてから“ヒデちゃん”と呼んでいること、ある時岡村が中山へ“ヒデちゃん”と呼んだら「怪訝な表情をして、少し引っかかる態度を見せた」場面に遭遇したことを由来とする。矢部がコーナー読みを担当。
「おはようございます!」から始まり、「ヒデちゃん」と呼びかけるまでの間のセリフを考える。言い終わってから、岡村演じる中山に「ん?」と疑問を示されるまでがワンセットとなる。
岡村が「ん?」と言う度に中山秀征の「明日にONE WAY」がBGMで流れる。
2021年8月19日終了。
小豆洗い
2021年4月8日開始。
同年8月に公開予定の映画『妖怪大戦争 ガーディアンズ』で、3度目の妖怪「小豆洗い」役を務める岡村にちなんだコーナー。
地方によっては「小豆のこすれる音で人間を誘い、川へ突き落とす」など、“意外と危険”な小豆洗いが言いそうな一言を募集する。
2021年8月19日終了。
矢部浩之のチューバッカクイズ
2021年4月8日開始。
2021年3月19日放送の『YABEst TAKE』（前述）で、矢部が「チューバッカのモノマネ」で正解を出せなかったことから誕生した。
形式は岡村ANNの「岡村隆史の〇〇クイズ」同様、リスナーが「チューバッカのモノマネで矢部が何を言っているか」を生放送中に回答するもので、最初に答えたリスナーにはノベルティグッズがフルセットで贈られる。
2021年8月19日終了。（ただし、終了の告知は無く、自然消滅した形となる）
吉高由里子だウィ～
2021年8月26日開始。「ほろ酔い状態の吉高由里子が言いそうな可愛い一言」をイメージして投稿する。
吉高が出演するサントリー「トリスハイボール缶」のCMにちなみ、最後は「ウィ〜」で終わるルール。
2021年11月11日終了。
新時代
2021年8月26日開始。岡村がフワちゃんに教えられたと話していた「新時代」の到来。 これまでの常識では考えられない「新時代のフリと返し」をするコーナー。
2021年11月11日終了。
ハー!ヘー!
2021年11月18日開始。
トシちゃんこと田原俊彦のマネージャーが「ナイナイ歌謡祭」において、田原本人が不在の中で代わりにマイクチェックを行った際に「ハー!ヘー!」と発したところから始まった。
様々な曲の歌詞の中にワードを入れ込んでいく。
2022年2月3日終了。
めるめるナインティナイン
ナインティナインが番組宛てのメッセージに答えるメールコーナー。メールのみで受付けており、FAX投稿は採用されない。
終了時期は不明だが、現在は公式サイトのコーナー一覧から削除され、募集は行われていない。
鎌倉殿の99人
2022年2月10日開始。
2022年の大河ドラマ「鎌倉殿の13人」のパロディコーナー。同じカテゴライズで括られたグループのメンバー構成を、「〇〇（カテゴリー）の✕人」のタイトルと併せてそれぞれ紹介する。人に限らず物でも可能。
2022年7月21日終了。
フィット竹村
2022年7月29日開始。
ジョイマンの池谷和志改め「フィット竹村」の持ちネタである、“「何か」と「何か」がフィットさせ、最後に「フィット!」で締める”一言を紹介するコーナー。
2022年11月10日終了。
皆の者!刀狩りじゃ〜!
2022年11月17日開始。
かつて三谷幸喜に「豊臣秀吉を演じさせたい」と言わせた岡村だが、ぎふ信長まつりでの木村拓哉のように街中でのパレードへ秀吉として現れると、沿道の観衆からどんなヤジが飛ぶかを教えてもらうコーナー。
2022年12月15日終了。
ナイナイ30周年記念漫才
2020年11月5日開始。
2020年で結成30周年を迎えたナインティナインが、リスナーから募集した漫才ネタを披露する。
2023年3月30日終了。
空振り三振
2023年4月6日開始。
それまでプロ野球のにわかファンでしかなかった岡村が、ワールド・ベースボール・クラシックで野球日本代表が世界一になったのをきっかけに野球好きになったところから始まったコーナー。
アカン！もっとアカン！うわ！最悪！！等とネタを三段階を踏むコーナー。
2023年8月3日終了。
エーヤン・マスク
2023年8月10日開始。
Xの実業家イーロン・マスクにちなんだコーナー。
何でもかんでも、「この際名前変えたらエーヤン」と言う考えの「エーヤン・マスク」が、色んな物や人の名前を変えたらどうなるのか？を教える。テーマ曲はサンダーマスクの曲。
2023年11月30日終了。
最近はアレやな～
2023年12月7日開始。
最近の岡村さんが言いそうな「最近はアレやな～」から始まるポンコツなセリフを考えるコーナー。
2024年2月15日終了。
真夜中のメッセージ
2024年2月22日開始。
反町隆史の楽曲「メッセージ」のラストにある「おまえは何が欲しい? 愛 自由 安らぎ…」の一節をもじり、BGMに乗せてリスナーそれぞれの”メッセージ”を自由に発信してもらう。
2024年5月17日終了。
そうそうそうそう!
2024年5月24日開始。
矢部が相手との会話で興奮気味に相槌を打つような問いかけを募集する。
裏でAFC U23アジアカップ2024の準々決勝（カタール戦）が行われていた4月26日の放送回で、経過を見ていないはずの矢部が細谷真大のゴールの直前のタイミングで「そうそうそうそう!」と発したことが由来。投稿に対する矢部の「そうそうそうそう!」は同放送回の音源が用いられていた。
2024年11月14日終了。
タクノさん
2024年11月21日開始。
当番組の元ディレクターである宅野淳（後述）が、釣り好きな岡村ではなく興味のない矢部へ釣果の情報を教え続けていた実話を元に、「宅野が矢部へどんな勘違いをした上で情報を教えてくるか」を書いていくコーナー。
コーナーBGMは釣りにちなみ、アニメ「釣りキチ三平」の主題歌でもある「若き旅人」。
2025年1月23日終了。
水筒の儀
2025年1月30日開始。
普段感じている不満などを言葉にして送ってもらい、紹介し終わった後に岡村が楽屋で行っている「愛用の水筒にペットボトルの水を注ぐ」行為、通称”水筒の儀”でそれらを洗い流す企画。
2025年2月27日終了。

### 終了と復活を繰り返しているコーナー
ジャネット
ナインティナインANN史上最低最悪の下ネタコーナー。元々は2001年初頭にジャネット・ジャクソンがインタビューで「1日中、SEXのことだけ考えている」という告白から、前述の「悪い人の夢」でネタにされていたものから派生し、2001年5月31日の放送よりスタート。2002年6月16日の放送後、急に終了したが、2007年10月4日の放送で復活。
ジャネットがSEXのことを考えながらどんな行動をとっているかというのがお題。卑猥な描写でシンガポールで発売禁止になったジャネットの歌の歌詞を日本語に訳したものを岡村が関西のイントネーションを入れて読んだことが矢部に大うけし、以降ジャネットは片言の日本語に関西なまりを入れてネタを読むようになった。ハガキ職人により様々なシチュエーションで投稿された。「コーナーがある程度完成を迎えた」ため、2008年7月10日の放送で再度休止。「下ネタが足りなくなったら復活させる」予定らしい。ただし休止後の現在も「悪い人の夢」においてジャネットに絡めた下ネタハガキがコーナーのオチとして採用されており、ほぼ全ての投稿が「何もあげません」と言われる。笑福亭鶴光をゲストに招き「鶴光VSジャネットエロエロ対決」を行った回は鶴光でさえもあまりのネタの下品さに「これネタで流しててええんか?!」と呆れかえってしまった。
2009年8月20日放送のみ、「ネタハガキで賞金ガッポリ!サマージャネット、宝クリ!!」という企画で復活。デスチキンレースで獲得した賞金55万円をリスナーに還元するためと、下ネタを強化するという旨であった。ジャネットネタをハガキを大量に紹介し、採用者にはネタの出来に応じて賞金が貰えた。「ジャネット ベッドイン」、「ジャネット メイクラブ」、「ジャネット ピロートーク」の3部に分けて紹介された。ネタの出来を判断したのはディレクターのYOSHIKIで、やや偏りのあったり、やたらと細かい端数を出しては無理矢理調整させる不可解な判定にナインティナインの2人からツッコミを入れられた。
2011年2月24日の放送では「ミナサン、サヨナラ!!ジャネット卒業スペシャル!!」と題して1夜限りの復活、そしてこの回を以てジャネットネタを終わらせるとの触れ込みだったが、ナイナイもスタッフも全く終わらせるつもりはない、いわゆる茶番劇だった。
2012年7月27日から「ジャネfes」として夏限定で復活したが、コーナーとしての復活にも関わらずノベルティは貰えなくなってしまった。同年8月31日終了。
2014年6月14日の1000回記念放送に「ジャネットのいいかげんに1000回」として一夜復活。
2014年9月11日の放送では、最終回を次々週に控えての「さよならジャネット祭り」として一夜復活。「さよなら」と銘打っているが、結果的には岡村ANNでも継続されていた。
第2期からは卑猥な単語の部分にピストルの音が被せられるようになった。
クイズ!アホ学王!
2008年4月10日の放送から開始。岡村が様々なアホクイズにチャレンジし、片っ端から正解しまくるというコーナー。当初は「アホでも答えが分かる問題」がコンセプトだったが、近年はひねりが加えられたものも多い。タイトルは『今すぐ使える豆知識 クイズ雑学王』に因むが、出題形式や効果音は「アメリカ横断ウルトラクイズ」の早押し問題と同じ。なお、一時期最後の問題にほぼ必ず吉本興業所属の別のお笑いコンビのツッコミ担当者（ガレッジセールの川田広樹→ブラックマヨネーズの小杉竜一）の問題が出題されていた（小杉の発言に関しては、在阪放送局で放送されたローカル番組での発言が多い）。「〜を〜に言うと」という文章形式や「回文シリーズ」のハガキがよく採用される。岡村の休養にあわせて立ち上げた後述の「矢部学王」及び後任コーナーの「LOVE学王」となっていたが「LOVE学王」を吸収した形で2011年5月5日よりコーナー名が復活。2011年9月8日を以て終了（扱いは「休止」）。2012年1月19日から「超アホ学王」として放送再開。

### ネタにされる人物
ある人物が話題に上ったりネタになったりすると、それにまつわる以前に収録した本人の声によるキーワードがすかさず挿入されることがある。また、ネタの中には周期的に登場する人物名やフレーズがあり、フリートークや過去のコーナーでナインティナイン・ハガキ職人達が作り上げた悪いキャラが忘れた頃に登場する。
採用時に岡村は「こんなん（今も）扱ってるのウチのラジオだけやで」と言う（新しく立ち上げる短文のコーナーに多い）。ヘビーリスナーにとっては懐かしいと同時に笑いのツボにはまるフレーズである。長期にわたる放送期間のため分かる人には分かり、分からない人には何のことなのかわからない。現在では世代にギャップがおきており、岡村が元ネタについての解説をすることもある。
関西芸人（及び関西人）を扱うネタの際は2人が大爆笑することが多い。その際関西地域のみ伝わるネタの場合は、岡村が「関西地区は大爆笑」、「関西の人しか分からへんやろ」と全国ネットを配慮したコメントをする。
毎年最初（原則）の生放送では、岡村が正月休みを利用して大阪に帰省し、中学、高校の頃の同級生と再会した時の話をするのが恒例となっている。特に、矢部も後輩として所属していた大阪府立茨木西高等学校サッカー部の同級生（俳優の鈴木健介も同席している）の変化（主に頭髪に関してで、禿げネタが番組内で非常に大きな笑いになる）や酒の席の様子の話は、リスナーのみならず、相方であり後輩でもある矢部も楽しみにしている。
岡村は年1ペースでみつまJAPAN'（旧：「美妻隆盛」）のたこ焼き屋さんの近況を気にし、中山秀征がプロボウラーに挑戦したこと、西川峰子が那須に建てた別荘が新築から僅か1ヶ月後に豪雨で流されたこと、元ミモ・ファルスのメンバーの1人が楽屋泥棒の常習犯であったこと、海老名美どりがミステリー作家宣言で記者会見を開いたことなど、同じ内容をぼんやりと思い出す。
吉本の新入社員研修でラジオ見学が行われた時、ナインティナインに新人マネージャーが付いた時は、天然素材時代に吉本の新入社員が桂文珍の担当マネージャーとなり、数年後、重鎮気取りの尊大な態度で一方的に叱責され唖然としたこと、大阪時代の担当マネージャーが矢部のファンに手を出し吉本をクビになったことなど、かつて体験した吉本興業社員の愚行を語り、新入社員を戒めるような発言を必ず行う。
よく挿入される人物の言葉（五十音順）
- 加山雄三 - 「腕毛フサフサ!」
- くり万太郎 - 「くり万太郎のオールナイトニッポンR!」
- 小林克也 - 「やべっちポーカーフェイス!小林克也です」
- もんたよしのり - 「ハナクソやで」

よくネタにされる代表的な言葉やシチュエーション（五十音順）
- 赤井英和 - 「なんでやろーなー」
- あまちゃん - ドラマの舞台となる、岩手県の北三陸高校（架空の高校）で歌われる、『南部ダイバーの歌』がリスナーからの「あまちゃん」をネタにした投稿を読み終えた時に流される。また、杉本哲太が演じている大向大吉のカラオケ18番・映画『ゴーストバスターズ』のテーマソングが流れる時もある。
- 天野ひろゆき（キャイ〜ン） - MEGAうま
- 池谷和志（ジョイマン） - フィット竹村
- 稲森いずみ - 稲森オレンジ（カネボウの口紅のCMに出演した際のフレーズ「稲森ピーチ」を、ナイナイの2人が稲森オレンジだと勘違いして定着した）
- 上原美優 - 「どうしたの?元気ないよ?」
- 内田裕也 - 「シェケナベイビー」、「ロックンロール」
- m.c.A・T - 「ボンバヘー!」
- 大江千里 - 格好悪いふられ方
- 岡村隆史 - 岡村おじいちゃん、ちっさいおっさん、亀頭炎、痔、ケツ毛、オナニー伯爵
- 織田裕二 - 「振り返れば奴がいる」
- 加山雄三 - 「仮面ライダー」
- 吉川晃司 - モニカ
- ココリコ - ココリコボンバーズ（旧コンビ名）、27時間テレビの中継で共演した笑福亭鶴瓶も登場することがある
- 小室哲哉 - ガリガリチンコ
- 清水圭 - 「（焼肉の牛タンの） タレと塩、一緒に焼いたらあかんねん」
- ジャネット・ジャクソン - 「おまえら、なんやねん!」、ペッサリー
- 笑福亭鶴瓶 - 駿河学（鶴瓶の本名）、下半身露出
- 少年隊 - 「ワカチコン」、「仮面舞踏会」、「湾岸スキーヤー」
- シルヴェスター・スタローン - 単に「スタローン」とも。下記の「なんでんかんでんの社長」と顔が似ていると名前を出される
- 杉作J太郎 - 番組ディレクターの角銅秀人と顔が似ていると名前を出される
- 鈴木杏 - 「そこに鈴木杏がいた」（松田翔太の兄妹げんかに居合わせたことが由来）
- 千昌夫 - 「俺はマスコミのオモチャじゃない!」
- 反町隆史 - 「ポイズン」
- 知念里奈 - ワチャゴナ、ちんねん
- CHAGE and ASKA - 「今から一緒にこれから一緒に殴りに行こうか?」（織田裕二の台詞として使われることもあった）
- 出川哲朗 - お笑い好きの役者、S〇Xレス、海苔屋の息子、キューを振ると乱入してくる男
- 豊臣秀吉 - 「刀狩りじゃ〜!」、「水攻めじゃ〜!」（いずれも岡村が勝手に考えた物真似であり、秀吉本人の発言ではない）
- 中野英雄 - チョロ
- 中山秀征 - 「ん？」
- 長渕剛 - 「セイヤー!」
- 名倉潤 - 「人それぞれやで〜」、妻である渡辺満里奈も登場することがある
- なんでんかんでんの社長 - 社長の川原ひろしを指す
- 西川きよし - 「こんにちはー!西川きよしですー!」、「子供が三人おりますねん」（妻・ヘレンが言う場合もある）
- 羽賀研二 - 稀代のワル（梅宮辰夫が羽賀を指した言葉）、「ヨーゥ、セヨー!」）
- 浜村淳 - 「○○をご覧の皆さんこんにちは、浜村淳です」
- 布施明 - 「シクラメン」または「シクラメンのかほり」
- ベッキー - 「お父さんがフーリガン」
- 別所哲也 - ハムの人
- ペレ - ED（このネタが読まれたあと、岡村から「ペレはEDのCMに出演しただけで、ペレ本人はEDではありません」とのフォローが入るが、これも含めてひとつのネタになっている）
- 前田日明 - 「鼻へし折ってやりますよ!」、「○○なもん、旗揚げすればいいんですよ!」
- 松方弘樹 - パイプカット、マグロ漁船
- 松本人志 - 「なんかもう必死でしょ、最近の○○」
- 真矢みき - 「諦めないで!」
- 水谷豊 - 「ジ〜グ〜ザ〜グ〜」
- 持田香織 - マグロ
- 森進一 - 「おふくろさん」、「Love Music」
- 矢部浩之 - イケメン、シュッとしている、しょうゆ顔、ローレックスくん、ヒルズ族、カポーティ（矢部が通う美容院の店名）、甲子園大学、失恋、立ちバック、ウチの相方、東京スカイツリー、ビッグハット、ひとみちゃん（元交際相手）、富美枝（母親）、鼻王
- 山口リエ - 「なんだチミは」
- 山城新伍 - 「チョメチョメ」
- 横山ノック - 「君たちはどれだけ知事を馬鹿にすれば気がすむんだ!」
- 鷲尾祐司（岡村の高校時代の友人） - ジャージー・ラブ、プロピア、「お前らいつまでも集まって青春しやがって」
- 渡部篤郎 - 「愛なんていらねえよ、夏」
- 渡哲也  - 「マグロ、撮影快調!」

## 放送作家になったハガキ職人
本番組のハガキ職人を経て、プロの放送作家になった者もいる。しかし、作家転向後にナインティナインの2人に報告に来る職人は少ないとのことで、転向した際には番組へ報告するように呼びかけている。下記は本人が投稿で申告してきたり、ナインティナインが番組中で作家になったことを明かして、判明した限りのハガキ職人出身の放送作家である。
このうち顔面凶器、メルヘンうんこ、ゴミを拾おうは当番組の放送作家としても活動していた。また、番組本『ナインティナインのオールナイトニッ本』には、顔面凶器、メルヘンうんこ、谷中つよし、おくだたいの4名が構成に参加している。
谷中つよし
ハガキ職人大賞第1位（第1回 - 第8回）
笑福亭鶴光のラジオ番組で作家を務めていたことが語られている。
谷口まさと（谷口雅人）
ハガキ職人大賞第1位（第14回）
深夜のみならず夕方の『鶴光の噂のゴールデンアワー』（ニッポン放送）のネタコーナーにも投稿するほどのハガキ職人、定期コーナー以外のネタコーナーに全く趣旨の違った作品を投稿しコーナーの方向性を狂わせて終了に追い込む、通称「壊し屋」と言われた。放送作家になってからは「はねるのトびら」に「タニグチハガキ」名義で担当した。
メルヘンうんこ（野村正樹）
ハガキ職人大賞第1位（第11回 - 第13回）
番組中岡村によく「野村」と本名で呼ばれていた。岡村によると現在は芸能界を離れツアーコンダクターに転職。
顔面凶器（細田哲也）
ハガキ職人大賞第1位（第20回 - 第23回）
大学卒業後から放送作家として活動。第1期終了までの12年間、当番組に携わった。
二世帯住宅
ハガキ職人大賞第1位（第17回）
『ナイナイサイズ!』（日本テレビ）を手伝っていた（2005年3月31日放送分より）。
炎太
ハガキ職人大賞第1位（第24回・第25回・第28回 - 第34回）
主にクイズ番組の出題されるクイズを考える作家（クイズライター）として活躍中とのことである。
おくだたい（奥田泰）
ハガキ職人大賞第1位（第37回 - 第40回）
現在『ニューヨークのニューラジオ』（YouTube）、『芸能人が本気で考えた!ドッキリGP』（フジテレビ系列）を担当。過去には『オードリーのオールナイトニッポン』（ニッポン放送）、『オジンオズボーンのオールナイトニッポンシリーズ』（ニッポン放送）などを務めた。
松原秀
ハガキ職人大賞第1位（第35回）
ファンが高じて岡村の実家を訪ねたことで怒りを買い破門経験あり。芸人を目指しNSCに入学するも中退、作家に。『主演 さまぁ〜ず 〜設定 美容室〜』（日本テレビ）、テレビドラマ『臨死!!江古田ちゃん』（日本テレビ）では脚本担当のほか『銀魂』（テレビ東京）等アニメの構成にも進出、2015年には『おそ松さん』（テレビ東京）が大ヒットし「出世頭」と目されている。
銀色のミニクーパー

世界の終わり
ハガキ職人大賞第1位（第42回・第45回 - 第47回）
いくくるコンボ
「いくるコンボ」がラジオネームだったが、岡村に読み間違えられた挙句、「言いにくいので来週から「いくくるコンボ」に改名するように」と言われ改名を余儀なくされた。
そうめん人間（米原昌宏）
ハガキ職人大賞第1位（第18回）
大阪で活動しており、『痛快!明石家電視台』（毎日放送）、『鳥人間コンテスト』（読売テレビ）などを担当。オフィス自由本舗所属。
ゴミを拾おう（畠山健）
ハガキ職人大賞第1位（第66回）
岡村ANN→ナイナイANN2期のサブ放送作家を務めた。現在『霜降り明星のオールナイトニッポン』や『神尾晋一郎のサクラバシ919』（ラジオ大阪）のメイン作家を担当するほか、過去には『オールナイトニッポンサタデースペシャル 大倉くんと高橋くん』（サブ作家）、『back numberのオールナイトニッポン』（サブ作家）、『三四郎のオールナイトニッポン0(ZERO)』（サブ作家）、『ランパンプスのオールナイトニッポン0(ZERO)』（メイン作家）などを務めた。
いとかん（伊藤環）
岡村ANNでのハガキ職人大賞1位（第20回）。
畠山の番組離脱に伴い2021年4月からサブ作家となったほか、『SCHOOL OF LOCK!』（エフエム東京）、『7ORDER萩谷慧悟のNACK7』（エフエムナックファイブ）、『やべっちスタジアム』（DAZN）などを担当する。
希望も何もない（岡本健太）
『オールナイトニッポン』の50周年で行われた構成作家オーディションに合格し、作家となった。
2021年4月から伊藤と共にサブ作家を担当する（後者）。

## ゲスト
オールナイトニッポンではレイティング期間になるとスペシャルウィークと称して各番組にゲストが出演するが、この番組は通常放送時（岡村曰く「平場（ひらば）」）でもゲストが出演することがある。
ゲスト登場時に鳴るファンファーレは、コーナー終了時やハガキ職人大賞の1位発表時に鳴るものと同様のファンファーレを使用している。
告知や宣伝を目的として来たゲストに対しては岡村が「この番組で告知（宣伝）しても効果ありませんよ」という主旨の断りを必ずといっていいほど入れる。ほっしゃん。が自身の単独ライブのチケットを番組内で電話予約した際（受付先が本人の自宅であった為、自宅の電話番号が公開された上に多数のいたずら電話が寄せられた）、新たに9枚しか売れなかったというエピソード（1999年12月23日OA）を具体例として挙げて説明することが多い。
ゲスト出演時のCM明けには、Hi-STANDARDの『NEW LIFE』のイントロにのせて、ゲストが何らかのコメントとタイトルコールをしているジングルが事前に作られ使用されている。このジングルは保存されており、後日そのゲストの話題で盛り上がった時などに（そのゲストが来ていなくても）再利用されることがある。ゲストとして来訪していないがジングルが作成されたこともある。
岡村の父親や妹や親友、矢部の兄（矢部美幸）や母などの一般人もゲスト出演している。
2010年7月15日から11月25日の岡村の休養期間は9月9日放送分（「ナイナイの日記念 ハガキ倍増スペシャル」と称して矢部が1人で放送を担当）以外は「ゲストパーソナリティー」として毎週ゲストが出演していた。

### 第1期

#### 1990年代
| 日時    | ゲスト                                | 備考 |
| ------- | ------------------------------------- | ---- |
| 8月25日 | 極楽とんぼ よゐこ 光浦靖子 本田みずほ |      |

| 日時     | ゲスト                                      | 備考 |
| -------- | ------------------------------------------- | ---- |
| 4月20日  | ピエール瀧                                  |      |
| 6月15日  | 藤井フミヤ                                  |      |
| 7月13日  | ジャッキー・チェン                          |      |
| 12月7日  | ジャガー横田 バイソン木村 白鳥智香子 李由紀 |      |
| 12月21日 | 井ノ原快彦                                  |      |

| 日時     | ゲスト                                                               | 備考                                                                                      |
| -------- | -------------------------------------------------------------------- | ----------------------------------------------------------------------------------------- |
| 1月4日   | 鈴木正幸                                                             | 録音放送                                                                                  |
| 2月8日   | 鷲尾裕二（岡村の親友）                                               | 電話出演                                                                                  |
| 2月22日  | 三村マサカズ 香取慎吾                                                |                                                                                           |
| 2月29日  | 井手コウジ DJ TAKAWO                                                 |                                                                                           |
| 3月7日   | 田原俊彦                                                             |                                                                                           |
| 3月14日  | 井筒和幸 大河内奈々子                                                |                                                                                           |
| 3月21日  | GAKU-MC 矢部富美枝（矢部の母） 岡村隆史 キャイ〜ン 松村邦洋 出川哲朗 | 矢部浩之のオールナイトニッポンとして放送 矢部の母、岡村、キャイ〜ン、松村、出川は電話出演 |
| 4月4日   | 菅野美穂                                                             | 電話出演                                                                                  |
| 4月11日  | シャ乱Q                                                              | 実際はつんく（電話のみ）、まことのみの出演                                                |
| 4月18日  | 雛形あきこ                                                           |                                                                                           |
| 5月2日   | 山本淳一                                                             |                                                                                           |
| 5月23日  | EAST END×YURI                                                        |                                                                                           |
| 6月6日   | 大竹一樹                                                             |                                                                                           |
| 6月13日  | 矢部美穂                                                             |                                                                                           |
| 6月20日  | 和田アキ子 瀬戸朝香                                                  | 瀬戸朝香は電話出演                                                                        |
| 8月22日  | 松岡昌宏                                                             |                                                                                           |
| 8月29日  | 鈴木紗理奈 鈴木健介 鷲尾裕二                                         |                                                                                           |
| 10月24日 | ビビアン・スー                                                       |                                                                                           |
| 11月14日 | COWCOW                                                               |                                                                                           |
| 12月12日 | 岡村美穂（岡村の妹）                                                 | ミポリンとして出演                                                                        |
| 12月19日 | ダチョウ倶楽部                                                       |                                                                                           |

| 日時     | ゲスト                                | 備考                    |
| -------- | ------------------------------------- | ----------------------- |
| 2月20日  | 陣内孝則 雛形あきこ 袴田吉彦          |                         |
| 4月17日  | 笑福亭鶴瓶                            | 電話出演                |
| 4月17日  | YUKI&TAKUYA                           |                         |
| 4月24日  | 相川七瀬                              |                         |
| 5月29日  | 下田光子                              | 志茂田景樹の妻 電話出演 |
| 7月17日  | ココリコ                              | 電話出演                |
| 8月21日  | つぶやきシロー                        |                         |
| 10月9日  | 中居正広                              |                         |
| 10月23日 | 西川きよし                            |                         |
| 12月4日  | 師岡正雄 （ニッポン放送アナウンサー） |                         |
| 12月18日 | 江角マキコ                            |                         |
| 12月25日 | 小室哲哉 マーク・パンサー             |                         |

| 日時     | ゲスト                                                        | 備考 |
| -------- | ------------------------------------------------------------- | --- |
| 1月29日  | 関口まい                                                      | 電話出演 |
| 2月19日  | DA PUMP                                                       | |
| 4月16日  | 知念里奈                                                      | |
| 4月23日  | 袴田吉彦                                                      | |
| 6月18日  | 高橋由美子                                                    | |
| 7月23日  | 江頭2:50                                                      | |
| 7月30日  | リットン調査団                                                | |
| 8月20日  | 東海林のり子 山田花子 辻本茂雄                                | |
| 8月27日  | へびいちご 名波浩                                             | 名波浩は電話出演 |
| 10月22日 | 前田忠明                                                      | |
| 11月5日  | 出川哲朗                                                      | |
| 11月26日 | 東海林のり子                                                  | 電話出演 |
| 12月24日 | 明石家さんま テリー伊藤 上柳昌彦 （ニッポン放送アナウンサー） | テリーと上柳アナは第24回ラジオ・チャリティー・ミュージックソンのパーソナリティとして出演。 さんまは明石家サンタとして電話出演 |
| 12月31日 | 東海林のり子 西川のりお                                       | |

| 日時     | ゲスト                              | 備考                                      |
| -------- | ----------------------------------- | ----------------------------------------- |
| 1月28日  | COWCOW くまきりあさ美               | くまきりあさ美は電話出演                  |
| 2月18日  | 由紀さおり 安田祥子                 | 電話出演                                  |
| 3月25日  | 由紀さおり 安田祥子                 |                                           |
| 4月8日   | 前田忠明                            | 電話出演                                  |
| 4月15日  | 矢部の当時の彼女                    | 電話出演                                  |
| 4月29日  | 小笠原編成局長 坪倉大輔             | 矢部浩之のallnightnippon SUPER!として放送 |
| 5月6日   | さとうやすえ ジェシカ・ソン         |                                           |
| 5月20日  | なすび                              |                                           |
| 6月17日  | 広川ひかる                          |                                           |
| 7月8日   | 安室奈美恵                          |                                           |
| 7月15日  | 中居正広                            |                                           |
| 7月22日  | 出川哲朗                            |                                           |
| 7月29日  | COWCOW                              |                                           |
| 8月12日  | 雨上がり決死隊                      | 電話出演                                  |
| 8月19日  | 飯島直子 京野ことみ 馬場康夫        |                                           |
| 8月26日  | ケント・デリカット よゐこ           |                                           |
| 9月16日  | 垣花正 （ニッポン放送アナウンサー） |                                           |
| 10月7日  | 八反安未果                          |                                           |
| 10月21日 | 中澤裕子 安倍なつみ                 |                                           |
| 11月11日 | さとうやすえ 馳星周                 | 岡村隆史の@llnightnippon.comとして放送    |
| 11月18日 | 国分太一                            |                                           |
| 11月25日 | 福山雅治                            |                                           |
| 12月9日  | ほっしゃん。                        |                                           |
| 12月23日 | 出川哲朗                            |                                           |
| 12月30日 | 吉沢悠                              |                                           |

#### 2000年代
| 日時     | ゲスト                                    | 備考             |
| -------- | ----------------------------------------- | ---------------- |
| 1月20日  | 仲間由紀恵                                |                  |
| 2月24日  | コージー冨田                              |                  |
| 3月2日   | 爆笑問題                                  |                  |
| 3月9日   | COWCOW                                    |                  |
| 3月16日  | 小川直也                                  |                  |
| 3月23日  | 山本圭一                                  |                  |
| 4月6日   | めちゃイケメンバー                        |                  |
| 4月13日  | 釈由美子                                  |                  |
| 4月20日  | カイヤ                                    |                  |
| 4月27日  | ほっしゃん。                              |                  |
| 5月18日  | よゐこ                                    |                  |
| 6月15日  | コアラ（現ハッピハッピー。） 三原じゅん子 |                  |
| 6月22日  | 西川のりお 安室奈美恵                     |                  |
| 6月29日  | 太田光（爆笑問題） 出川哲朗               |                  |
| 8月17日  | パンチユーホー                            | 電話出演         |
| 8月24日  | トミーズ健 雨上がり決死隊                 |                  |
| 8月31日  | 叶姉妹                                    | 実際は叶美香のみ |
| 9月14日  | 国分太一                                  |                  |
| 10月19日 | 出川哲朗                                  |                  |
| 10月26日 | 宮本慎也 蛍原徹                           |                  |
| 12月21日 | ほっしゃん。 飯島愛                       |                  |

| 日時     | ゲスト                                              | 備考                                           |
| -------- | --------------------------------------------------- | ---------------------------------------------- |
| 1月4日   | タモリ                                              | 録音放送                                       |
| 2月22日  | 西川のりお DonDokoDon 酒井若菜                      |                                                |
| 3月15日  | 八反安未果 国分太一                                 |                                                |
| 3月29日  | 酒井若菜                                            |                                                |
| 4月12日  | 華原朋美                                            |                                                |
| 4月19日  | 0930                                                |                                                |
| 4月26日  | 関口まい                                            |                                                |
| 5月10日  | ほんこん                                            | 電話出演                                       |
| 5月17日  | 増田みのり （ニッポン放送アナウンサー）             | 矢部浩之の@llnightnippon.comとして放送         |
| 5月31日  | 城島茂                                              |                                                |
| 6月7日   | CHEMISTRY                                           |                                                |
| 6月14日  | aiko                                                |                                                |
| 8月23日  | くりぃむしちゅー さまぁ〜ず イジリー岡田 安室奈美恵 | くりぃむしちゅーは改名前の海砂利水魚として出演 |
| 8月30日  | 加藤鷹                                              |                                                |
| 10月18日 | 笑福亭鶴光                                          |                                                |
| 11月15日 | 宮本慎也                                            |                                                |
| 12月20日 | 井筒和幸 杉田かおる                                 |                                                |
| 12月27日 | 出川哲朗                                            |                                                |

| 日時     | ゲスト            | 備考             |
| -------- | ----------------- | ---------------- |
| 2月21日  | 矢口真里          |                  |
| 2月28日  | 山崎邦正          |                  |
| 4月11日  | よゐこ ほんこん   |                  |
| 4月18日  | 小池栄子 山本晋也 |                  |
| 6月6日   | 平畠啓史 ソニン   | ソニンは電話出演 |
| 7月11日  | CHEMISTRY         |                  |
| 8月22日  | おちまさと        |                  |
| 8月29日  | おぎやはぎ        |                  |
| 10月3日  | 出川哲朗          |                  |
| 10月24日 | ソニン            |                  |
| 12月19日 | 井筒和幸          |                  |
| 12月26日 | 出川哲朗 ユンソナ |                  |

| 日時     | ゲスト                    | 備考 |
| -------- | ------------------------- | ---- |
| 3月27日  | 亀山千広 綾小路翔         |      |
| 4月3日   | 藤井隆                    |      |
| 4月10日  | 藤井隆                    |      |
| 4月24日  | なし                      |      |
| 5月22日  | なし                      |      |
| 6月12日  | くりぃむしちゅー          |      |
| 6月19日  | 遠藤章造                  |      |
| 7月10日  | 森三中                    |      |
| 8月7日   | 有野晋哉 光浦靖子         |      |
| 8月21日  | 井筒和幸                  |      |
| 8月28日  | パックンマックン ベッキー |      |
| 10月23日 | 水木一郎 堀越のり         |      |
| 10月30日 | B-DASH                    |      |
| 12月18日 | 笑福亭鶴瓶                |      |
| 12月25日 | 出川哲朗                  |      |

| 日時     | ゲスト                               | 備考                     |
| -------- | ------------------------------------ | ------------------------ |
| 1月22日  | 宮本慎也                             |                          |
| 2月19日  | 市川由衣                             |                          |
| 4月1日   | 出川哲朗                             |                          |
| 4月15日  | もんたよしのり                       |                          |
| 4月22日  | さまぁ〜ず                           |                          |
| 6月17日  | レニー・ハート                       |                          |
| 6月24日  | 前田忠明                             |                          |
| 7月29日  | 有田哲平                             |                          |
| 8月5日   | 加藤ローサ                           |                          |
| 8月12日  | ヒデ                                 | 電話出演                 |
| 8月19日  | 若槻千夏                             |                          |
| 9月23日  | なかやまきんに君                     |                          |
| 10月21日 | 稲川淳二 熊田曜子 ジョン・オコーナー |                          |
| 11月18日 | ほっしゃん。                         |                          |
| 12月9日  | いつもここから                       |                          |
| 12月16日 | 上戸彩 上戸の兄                      | 上戸の兄はヘビーリスナー |
| 12月30日 | 出川哲朗                             |                          |

| 日時     | ゲスト                            | 備考 |
| -------- | --------------------------------- | ---- |
| 1月13日  | 井筒和幸                          |      |
| 2月24日  | インリン・オブ・ジョイトイ        |      |
| 3月3日   | 土屋礼央                          |      |
| 4月7日   | 安田大サーカス                    |      |
| 4月14日  | 鈴木亜美                          |      |
| 4月21日  | 木村カエラ                        |      |
| 6月9日   | 笑福亭鶴瓶                        |      |
| 6月23日  | 藤岡弘、 夏川純 下條アトム 高原兄 |      |
| 6月30日  | 後藤真希                          |      |
| 8月4日   | 上島竜兵                          |      |
| 8月18日  | オセロ                            |      |
| 8月25日  | 大林素子                          |      |
| 9月22日  | 松浦亜弥                          |      |
| 10月6日  | 安田大サーカス                    |      |
| 10月20日 | 武田真治 磯山さやか               |      |
| 10月27日 | 藤井隆                            |      |
| 11月10日 | 大木こだま・ひびき                |      |
| 12月15日 | 和泉元彌                          |      |
| 12月29日 | 出川哲朗                          |      |

| 日時     | ゲスト                                                                 | 備考 |
| -------- | ---------------------------------------------------------------------- | --- |
| 2月2日   | 出川哲朗                                                               | |
| 2月23日  | 倖田来未                                                               | |
| 3月9日   | 加藤鷹                                                                 | |
| 3月16日  | 増田英彦 レギュラー                                                    | |
| 3月23日  | レイザーラモン                                                         | |
| 4月13日  | 矢部美幸（矢部の兄） いちご姫 with いちごダンサーズ                    | 矢部美幸は出演交渉のための電話出演 |
| 4月20日  | なし                                                                   | |
| 6月8日   | なかやまきんに君 コージー冨田                                          | きんに君はキャプテン☆ボンバーとして出演 |
| 6月15日  | なし                                                                   | |
| 8月24日  | 板尾創路                                                               | |
| 8月31日  | 品川祐                                                                 | |
| 9月7日   | 山田優                                                                 | |
| 10月19日 | 安めぐみ                                                               | |
| 11月2日  | 池乃めだか                                                             | |
| 11月30日 | 松嶋尚美                                                               | KILLERSとして出演 |
| 12月14日 | なし                                                                   | |
| 12月21日 | ダイノジ                                                               | |
| 12月28日 | 和田アキ子                                                             | 電話出演 |
| 12月31日 | ホリ 和田アキ子 ほっしゃん。 大山英雄 レアレア COWCOW POISON GIRL BAND | 和田アキ子は電話出演 ほっしゃん。、大山英雄、レアレアはヨシモト∞ホールからの中継出演 COWCOW、POISON GIRL BANDはルミネtheよしもとからの中継出演 |

| 日時     | ゲスト                                     | 備考                               |
| -------- | ------------------------------------------ | ---------------------------------- |
| 1月18日  | 寺門ジモン スマイリーキクチ                | ジモンはネイチャージモンとして出演 |
| 2月22日  | リア・ディゾン デーブ・スペクター          |                                    |
| 3月29日  | 綾小路翔                                   |                                    |
| 4月12日  | ケンドーコバヤシ 岡本夏生                  |                                    |
| 4月19日  | よゐこ                                     |                                    |
| 5月17日  | 井筒和幸                                   |                                    |
| 6月7日   | アントニオ猪木                             |                                    |
| 6月14日  | 山崎静代 まちゃまちゃ                      |                                    |
| 6月21日  | ムーディ勝山                               |                                    |
| 7月6日   | ロバート                                   |                                    |
| 8月23日  | 山本高広 EE男 末吉くん                     |                                    |
| 8月30日  | さまぁ〜ず スペル・デルフィン&早坂好恵夫妻 |                                    |
| 10月18日 | 田村亮（ロンドンブーツ1号2号）             |                                    |
| 12月13日 | 出川哲朗 ほっしゃん。 庄司智春             |                                    |

| 日時     | ゲスト                     | 備考                                                         |
| -------- | -------------------------- | ------------------------------------------------------------ |
| 1月31日  | 有野晋哉                   |                                                              |
| 2月21日  | 徳井義実（チュートリアル） | ヨギータ・ラガシャマナン・ジャワディカーとして出演           |
| 3月6日   | 村上信五 横山裕 渋谷すばる | いずれも関ジャニ∞                                            |
| 3月27日  | サバンナ                   |                                                              |
| 4月10日  | aiko                       |                                                              |
| 4月17日  | 里田まい 小島よしお        |                                                              |
| 4月24日  | 国分太一                   | 国分太一のオールナイトニッポンwithナインティナインとして放送 |
| 5月29日  | 大木こだま                 |                                                              |
| 6月12日  | 鳥居みゆき                 |                                                              |
| 6月19日  | 宮川大輔                   |                                                              |
| 7月3日   | aiko 髭男爵                | aikoは電話出演                                               |
| 8月14日  | COWCOW                     |                                                              |
| 8月28日  | 山本高広                   |                                                              |
| 9月4日   | 笑福亭鶴光                 |                                                              |
| 10月2日  | マシ・オカ                 |                                                              |
| 10月23日 | 上戸彩 安達有里 小島よしお |                                                              |
| 10月30日 | とんねるず DJ OZMA         | 矢島美容室プロデューサーとして出演                           |
| 12月4日  | 木村卓寛 （天津）          |                                                              |
| 12月11日 | コロッケ 葉月パル 有吉弘行 |                                                              |
| 12月25日 | 出川哲朗                   | 最初は電話出演だったが、スタジオに乱入                       |

| 日時     | ゲスト                                 | 備考 |
| -------- | -------------------------------------- | --- |
| 2月19日  | 徳井義実（チュートリアル）             | |
| 3月26日  | タカアンドトシ                         | |
| 4月23日  | 関根勤                                 | |
| 4月30日  | 森下悠里                               | |
| 5月28日  | 狩野舞子                               | 岡村に対してのメッセージのみ                                                                                    |
| 6月4日   | 木本武宏（TKO） 若林正恭（オードリー） | 岡村が映画『てぃだかんかん〜海とサンゴと小さな奇跡〜』の撮影のため欠席 矢部浩之のオールナイトニッポンとして放送 |
| 6月11日  | 板東英二 田中直樹（ココリコ）          | 板東は事前予告なしでの出演                                                                                      |
| 6月18日  | 滝沢秀明                               | |
| 7月2日   | 坪倉大輔 （前マネージャー）            | つぼ万太郎のオールナイトニッポンとして出演                                                                      |
| 7月30日  | COWCOW                                 | |
| 8月27日  | 天野ひろゆき（キャイ〜ン）             | |
| 10月1日  | トータルテンボス                       | |
| 10月22日 | 和田アキ子                             | 新曲「キララ・キララ・バカ」のPRコメント                                                                        |
| 12月17日 | 東野幸治                               | |
| 12月24日 | 高橋克実 上戸彩 山里亮太               | 高橋と上戸は第35回ラジオ・チャリティー・ミュージックソンのパーソナリティとして出演                              |

#### 2010年代
| 日時     | ゲスト                                          | 備考 |
| -------- | ----------------------------------------------- | --- |
| 1月21日  | 関根麻里 上島竜兵（ダチョウ倶楽部）             | 関根はデビューシングル「ありがとう」のPRコメントのみ |
| 2月18日  | ベッキー                                        | |
| 2月25日  | 山下達郎                                        | この放送がきっかけで、岡村が山下達郎のシングル「希望という名の光」のPVに出演している。 |
| 3月11日  | 博多大吉                                        | |
| 3月25日  | ジャルジャル 椿鬼奴                             | 沖縄国際映画祭に岡村が出席していた関係で、沖縄県内の某居酒屋に放送機材を持ち込んで放送した。 また元々はジャルジャルのみゲストだったがその某居酒屋で椿鬼奴が飲んでいたため急遽出演することになった。                                                                  |
| 4月22日  | 松雪泰子                                        | 「てぃだかんかん〜海とサンゴと小さな奇跡〜」のPRとして出演。 |
| 5月27日  | 井筒和幸                                        | |
| 6月17日  | 博多華丸・大吉                                  | 「おかっちFCのオールナイトニッポン」として放送。 矢部は、2010 FIFAワールドカップオランダ戦のTV中継ゲスト出演で現地移動のため欠席。 |
| 6月24日  | ペナルティ                                      | 岡村が体調不良のため、番組を欠席。 |
| 7月15日  | バッファロー吾郎 ケンドーコバヤシ               | この回より岡村が、番組出演を休止する。 |
| 7月22日  | 太田光（爆笑問題）                              | |
| 7月29日  | FUJIWARA                                        | FNS26時間テレビのコーナーシンクロナイズドテイスティングでの矢部について触れる。 |
| 8月5日   | 若林正恭（オードリー） 木本武宏（TKO）          | 矢部の交際疑惑報道について反論するが一部を認める結果に。 |
| 8月12日  | 品川庄司                                        | 前週放送では宮川大輔が出演すると予告され質問も募集していたが、宮川のスケジュールの都合で品川庄司に急遽変更された。 その後、出川哲朗による電話乱入後、ゲストが登場。電話中に回線が切れるハプニングが続いた。 矢部の交際疑惑についての各報道機関の反応について触れる。 |
| 8月19日  | 次長課長                                        | |
| 8月26日  | 出川哲朗 レイザーラモンRG 野性爆弾              | スペシャルウィークの企画「猛獣使い矢部浩之の芸人サファリパーク」の「猛獣芸人」として登場。 |
| 9月2日   | オアシズ                                        | |
| 9月23日  | 友近                                            | |
| 9月30日  | ピース                                          | |
| 10月7日  | NON STYLE                                       | |
| 10月14日 | 木下隆行（TKO） 春日俊彰（オードリー）          | |
| 10月21日 | 和田アキ子 東野幸治 大仁田厚                    | スペシャルウィークの企画「矢部を怒ってくれる人オーディション」に登場。和田はコメントをし「新曲をかけろ」と催促、大仁田は生電話、東野はスタジオゲストでそれぞれ登場した。                                                                                             |
| 10月28日 | 宮川大輔                                        | |
| 11月4日  | ジャリズム                                      | |
| 11月11日 | フットボールアワー 木村明浩（バッファロー吾郎） | |
| 11月18日 | 宮迫博之（雨上がり決死隊）                      | |
| 11月25日 | 田村亮（ロンドンブーツ1号2号）                  | |
| 12月30日 | 出川哲朗                                        | 年末恒例企画「2年ぶりの僕たちのLOVE&SEX!!」で登場。 |

| 日時     | ゲスト                                                                                         | 備考 |
| -------- | ---------------------------------------------------------------------------------------------- | --- |
| 2月24日  | 綾瀬はるか                                                                                     | |
| 3月10日  | オモロー山下                                                                                   | |
| 4月21日  | 出川哲朗 オードリー（若林正恭、春日俊彰）                                                      | スペシャルウィーク企画「芸能界Hが上手い王決定戦」にて登場 |
| 4月28日  | COWCOW 藤森慎吾（オリエンタルラジオ）                                                          | 藤森は「事情通」と称した形での電話出演 |
| 5月5日   | TKO（木下隆之、木本武宏）                                                                      | |
| 5月19日  | 博多華丸・大吉                                                                                 | |
| 6月30日  | miwa                                                                                           | |
| 7月28日  | 中居正広（SMAP） 福徳秀介（ジャルジャル）                                                      | FNS27時間テレビ明けで同番組の裏話が中心となったところへ、総合司会を共に務めた中居が、話の輪に入りたくなったと、番組後半に単身スタジオに乱入した。さらに福徳が、番組終了20秒前に自身も関わった騒動の釈明を行いたい様子でスタジオに乱入したが、その場は時間切れで果たせず。 |
| 8月4日   | 木村祐一                                                                                       | |
| 8月25日  | オリエンタルラジオ あやまんJAPAN                                                               | |
| 10月20日 | 森脇健児 木本武宏（TKO） 安田団長（安田大サーカス） 実況：飯田浩司（ニッポン放送アナウンサー） | 「『森脇健児世界陸上』SP」と銘打った企画。森脇はニッポン放送のある有楽町までマラソンで走ってきた。近くまで岡村が自転車で迎えに行った。 |
| 11月18日 | ハイキングウォーキング                                                                         | |
| 12月15日 | 天海祐希                                                                                       | 「天海祐希VS矢部浩之！芸能界男前王座決定戦」に出演。天海も直々に葉書を選んだ。 |
| 12月22日 | ジャルジャル                                                                                   | |
| 12月29日 | 出川哲朗                                                                                       | 「LOVE&SEX」に出演。 |

| 日時     | ゲスト                                                             | 備考 |
| -------- | ------------------------------------------------------------------ | --- |
| 1月19日  | 藤森慎吾（オリエンタルラジオ）                                     | 電話での出演で、最初は声を変えられていたが、途中で解除されていた。 |
| 2月23日  | 博多華丸・大吉 中継:飯田浩司（ニッポン放送アナウンサー）           | 華丸はオカムラーの通訳として登場。 |
| 3月8日   | 前田敦子                                                           | |
| 3月15日  | 土肥ポン太                                                         | |
| 4月5日   | ゆでたまご（嶋田隆司） バッファロー吾郎A（バッファロー吾郎） Hi-Hi | 嶋田は「オールナイトニッ本Vol.4」内に超人を募集するコーナーがあり、超人を使う許可をもらうため、Aは「キン肉マン」の解説者として登場。Hi-Hiはこの日から始まる「Hi-Hiのオールナイトニッポン0(ZERO)」の宣伝も兼ねて最後の数分間に登場、そのまま新番組がスタートした。 |
| 4月19日  | Hi-Hi                                                              | 「最近どう？」100連発スペシャルにて岡村と対戦。 |
| 5月31日  | NON STYLE 高橋智（へびいちご）                                     | NON SYLEは単独ライブの告知、高橋は名義上は舞台の告知だが、岡村とここ最近毎日一緒にいると先週発言したことからの流れの出演。 |
| 6月7日   | 山口智充                                                           | この日の「オールナイトニッポンGOLD」のスペシャルパーソナリティーを担当した流れで出演。翌週登場の友川カズキのファンでもあり、ナイナイに友川の予習も兼ねた解説とモノマネを披露した。                                                                                |
| 6月14日  | 友川カズキ                                                         | スペシャルウィークの企画「友川カズキに叫んで欲しい言葉選手権」に登場、ネタを読んだ後は「生きてるって言ってみろ」「トドを殺すな」の生歌を披露した。 |
| 6月21日  | なし                                                               | |
| 8月23日  | 宋美玄 出川哲朗                                                    | スペシャルウィークの企画「女医が教える本当に気持ちのいいバキューン」に登場。 |
| 8月30日  | Hi-Hi                                                              | 「オールナイトニッポン45周年 お笑いオールスターウィーク」における慣例で3時台からの「オールナイトニッポン0(ZERO)」のパーソナリティーが最後の数分出演することになっており、その流れで登場。                                                                         |
| 10月18日 | 汁親 小島よしお                                                    | スペシャルウィークの企画「パンイチ人生相談」に登場。 |
| 10月25日 | なし                                                               | |
| 12月13日 | 中田敦彦（オリエンタルラジオ）                                     | スペシャルウィークの企画「恋の爆弾低気圧!矢部浩之のオノロケベストテン」に登場。 |
| 12月27日 | 出川哲朗                                                           | |

| 日時     | ゲスト                       | 備考 |
| -------- | ---------------------------- | --- |
| 2月21日  | 大久保佳代子（オアシズ）     | スペシャルウィークの企画「セフレは突然いなくなる！エロの経典！」に出演。                                                             |
| 3月28日  | 出川哲朗                     | 矢部が結婚したことを受け、いつもの通りに乱入した。                                                                                   |
| 4月4日   | 千鳥                         | |
| 4月18日  | 陣内智則                     | スペシャルウィークの企画「矢部浩之結婚記念！永遠にともにスペシャル！」に出演。                                                       |
| 5月2日   | 入江慎也（カラテカ）         | |
| 6月13日  | 土田晃之                     | |
| 8月29日  | 松村邦洋                     | スペシャルウィークの企画「モノマネされたら倍返しだ！半分直樹スペシャル」に出演                                                       |
| 9月19日  | 清宮佑美                     | YouTubeエンタメウィーク2013 オールナイトニッポンのチャレンジテーマ、岡村隆史Presents「透明感グランプリ」初代チャンピオンとして出演。 |
| 10月24日 | 中山秀征 森脇健児 大和田常務 | 『おめでとう矢部パパ！芸能界のビックダディ大集合で夜もヒッパレ！そしてチ〜チ〜にル〜ナ〜スペシャル!!』に先輩パパとして出演           |
| 11月21日 | 寺門ジモン                   | 「白トリュフ!」の怒鳴りと共にオープニングのみ飛び入り出演。自費で制作した「肉カレンダー」の宣伝を行った。                            |
| 12月12日 | May J.                       | スペシャルウィーク企画「ナイナイとMay J.がナマ歌対決!オールナイトニッポン歌謡祭!」に出演。ナイナイに勝利した。                       |
| 12月19日 | レイザーラモン               | |
| 12月26日 | 出川哲朗                     | 「LOVE&SEX」に出演。 |

| 日時    | ゲスト                           | 備考 |
| ------- | -------------------------------- | --- |
| 1月23日 | 村本大輔(ウーマンラッシュアワー) | |
| 2月13日 | 村上信五・丸山隆平（関ジャニ∞)   | |
| 2月20日 | 三池崇史 ウーマンラッシュアワー  | |
| 4月24日 | 堀内健（ネプチューン）           | |
| 6月12日 | 郷ひろみ                         | |
| 8月14日 | 能年玲奈                         | |
| 8月28日 | 出川哲朗                         | 番組終了に至る経緯の説明を受け「ヘビーリスナー代表」という体での乱入参加。その流れで後番組の発表まで立ち会う形となった。 |

### 第2期
| 日時     | ゲスト                                                  | 備考 |
| -------- | ------------------------------------------------------- | --- |
| 7月9日   | 五木ひろし                                              | 第2期初のゲスト。 |
| 9月10日  | 出川哲朗 水溜りボンド 田村淳（ロンドンブーツ1号2号）    | 生放送（スペシャルウィーク） 出川が「芸能界ロック王決定戦」に登場。エンディングに水溜りボンドと同日の『水溜りボンドANN0』ゲストの田村が加わった。 |
| 9月24日  | ぺこぱ オズワルド                                       | 「お笑いラジオスターウィーク」として放送。 オズワルドは3時台の『オールナイトニッポン0(ZERO)』担当パーソナリティ（『オズワルドのオールナイトニッポン0(ZERO)』）。 |
| 10月1日  | 黒田有（メッセンジャー）                                | [ 41 ] [ 42 ] |
| 10月15日 | ジャルジャル                                            | [ 43 ] |
| 10月22日 | aiko おぎやはぎ（電話出演） 水溜りボンド カジサック     | 生放送（スペシャルウォーク）。 矢部にやって欲しいことをリスナーから募り、生放送中に実践する「今日から矢部は!」を行うことを告知していたが、放送中盤で10月10日に岡村が結婚・入籍していたことを発表。以降はそれについてのトークとなった。 裏番組である『おぎやはぎのメガネびいき』との生電話も行われた。。 |
| 11月20日 | 寺門ジモン（ダチョウ倶楽部）                            | 自身が監督を務めた『フード・ラック!食運』の宣伝で「乱入」出演。 |
| 12月18日 | 堤下敦（インパルス） 昴生（ミキ） トム・ブラウン ぼる塾 | 生放送（スペシャルウィーク）で「岡-1グランプリ」を開催。 |

| 日時     | ゲスト                                                      | 備考 |
| -------- | ----------------------------------------------------------- | --- |
| 2月18日  | ニューヨーク 鬼越トマホーク                                 | 生放送（スペシャルウィーク）。 “ゲストの2組が持ち寄ったトークで矢部を笑わせる”という「矢部の壁」を行う予定だった。 |
| 3月4日   | aiko                                                        | 前日発売のアルバム『どうしたって伝えられないから』の宣伝で出演。 |
| 3月25日  | 水溜りボンド                                                | この回まで収録放送。 |
| 4月1日   | ぺこぱ マヂカルラブリー                                     | この回より平場を含めて生放送に戻る。 2組はそれぞれ、当番組の前後で同日よりスタートした『ぺこぱのオールナイトニッポンX』『マヂカルラブリーのオールナイトニッポン0(ZERO)』の宣伝で出演。                                                                   |
| 4月8日   | マヂカルラブリー                                            | |
| 4月15日  | おいでやすこが                                              | |
| 4月22日  | 極楽とんぼ                                                  | スペシャルウィーク。 当初は加藤浩次のみが出演とアナウンスされていたが、番組放送中に山本圭壱が乱入。 |
| 4月29日  | 国分太一（TOKIO）                                           | |
| 6月10日  | 中山秀征                                                    | |
| 6月17日  | FUJIWARA ダイアン                                           | スペシャルウィーク。 共通のマネージャー班に属する2組と共に、「鍛冶班緊急会議」と称したトーク企画を行った。 |
| 6月24日  | 田原俊彦                                                    | 番組中盤から乱入。 |
| 9月9日   | ウド鈴木（キャイ〜ン） 秋山竜次（ロバート）                 | スペシャルウィーク。 ゲストは同日までシークレットとされていたが、秋山が『岡村ANN』時代の2019年8月以来約2年ぶりに「カリスマボイストレーナー」として出演した。 ウドは同日の『ぺこぱのオールナイトニッポンX』のゲストとして出演直後で、番組冒頭に飛び入り。 |
| 9月16日  | ネクライトーキー 和田アキ子                                 | ネクライトーキーは「ナイナイ歌謡祭」出演を受けて生出演。和田は電話での出演。 |
| 10月7日  | 石崎ひゅーい                                                | 矢部のデビュー曲『スタンドバイミー』を提供（作詞・作曲）した縁での出演。 |
| 10月21日 | ニューヨーク アイデンティティ 森脇健児                      | スペシャルウィーク。 出演者各々の気合いで争う「天下一気合武闘会」を開催。森脇は自宅からリモート出演した。 |
| 11月18日 | 生田斗真                                                    | 岡村が出演し、自身が主演を務める映画『土竜の唄 FINAL』の番宣のため、コメント出演。 |
| 12月9日  | 石崎ひゅーい May J.                                         | 「スペシャル4ウィークス」1週目。 矢部の楽曲『スタンドバイミー』のリリース記念企画で、電話を通してリスナーに同曲を歌唱してもらう「みんなでうたおうスタンドバイミー」を開催                                                                                |
| 12月16日 | 昴生（ミキ） 堤下敦（インパルス） NON STYLE ジョイマン aiko | 「スペシャル4ウィークス」2週目。「岡-1グランプリ」を開催。 aikoは自身の結婚報告のため番組冒頭から出演し、そのまま「岡-1グランプリ」の“審査員”も担当した。                                                                                                |
| 12月23日 | 石田明（NON STYLE）                                         | 「スペシャル4ウィークス」3週目。 2019年に岡村ANNで行われた「M-1答え合わせ」を2年ぶりに開催。 |
| 12月30日 | 出川哲朗                                                    | 「スペシャル4ウィークス」4週目。 全員が既婚者となった3人で、結婚生活についてのトークを披露する「のろ決定戦」を開催。 |

| 日時     | ゲスト                                                    | 備考 |
| -------- | --------------------------------------------------------- | --- |
| 2月17日  | 吉田悟郎                                                  | 3月20日、27日に行われた舞台『あの夜を覚えてる』で番組ディレクター役を演じる関係で、吉田自身がヘビーリスナーである当番組を見学。岡村の呼びかけで番組終盤に飛び入り参加した。 |
| 4月21日  | 銀シャリ 河本準一（次長課長）                             | スペシャルウィーク。 4人とリスナーで”一番美味しい白米の食べ方”を考える「今夜世界一おいしいごはんの食べ方がついに決定!コメトーーク!」を開催。 サブイベントとして「番組中にどれぐらいの時間で炊飯が出来るか」を行い、炊きあがり時間を的中させたリスナーには”象印賞”として象印マホービンから炊飯器が贈呈された。 河本は番組中盤から参加し、自身のプロデュースした米を持参。その場で高速炊飯を行った。 |
| 4月28日  | EXILE ATSUSHI                                             | |
| 5月5日   | 西川貴教                                                  | |
| 6月16日  | ジョイマン 鈴木福                                         | スペシャルウィーク。 当初はジョイマンのみの「シン・ジョイマン」の予定だったが、鈴木が同日に誕生日を迎えて成人（18歳）となったことを記念して、「シン・成人、鈴木福くん生登場!みんなでお祝いしましょうの会!」と改題。 岡村と鈴木が身長の測定をしてどちらが高身長かを競った。 |
| 6月23日  | 田原俊彦                                                  | 番組中盤から乱入。 |
| 6月30日  | DJ KOO（TRF）                                             | ナイナイ歌謡祭の開催発表に合わせ、サプライズゲストとして番組中盤から出演。 |
| 7月14日  | 向井康二・目黒蓮（Snow Man）                              | スペシャル企画「岡村隆史、目黒くんに「めめ」って言いたい!!SP」のパートに出演。 『アイ・アム・冒険少年』（TBSテレビ）で共演しながら未だに「目黒を愛称で呼べない」という岡村が、企画のラストまでに愛称で呼べるようになるかを行った。 |
| 8月11日  | ランジャタイ 武田真治                                     | ランジャタイは「お笑いスターウィーク」の一環で直前に「オールナイトニッポンX」を担当し、その流れで出演。 |
| 9月1日   | 秋山竜次（ロバート）                                      | スペシャルウィーク。 昨年に引き続き「カリスマボイストレーナー」として出演。 |
| 10月6日  | ネクライトーキー                                          | この年もナイナイ歌謡祭に出演する関係でゲスト出演。 |
| 10月20日 | 鈴木拓（ドランクドラゴン） 藤森慎吾（オリエンタルラジオ） | スペシャルウィーク。 4人が他者から強く叱責された話を振り返りながら披露する「キレフェッショナル〜"キレられた芸人"No.1は誰だ〜」を開催。 番組内では2007年に『オリエンタルラジオのオールナイトニッポンR』で起こった「中田敦彦と藤森のガチ喧嘩」音源が流されたが、それが流れる時間をリスナーに予想してもらい、該当者の中から1名に「象印賞」として象印マホービンの炊飯器が送られた。                    |
| 11月24日 | 東京ホテイソン                                            | 11月10日放送分での『劇場版 ほんとうにあった怖い話 事故物件芸人3』のトークから派生し、ゲストとして出演。 数時間後にレギュラー出演している『ラヴィット!』（TBSテレビ）の生放送が控えていたが、「同作の出演者である」という理由でザ・マミィの代わりに急遽招聘され、作品についてのトークや「岡-1グランプリアディショナルタイム」が行われた。                                                           |
| 12月22日 | 昴生（ミキ） 東京ホテイソン ランジャタイ ザ・マミィ       | スペシャルウィーク。「岡ｰ1グランプリ」を開催。 |
| 12月29日 | 出川哲朗                                                  | 10月のスペシャルウィークと同じく、「キレフェッショナル〜"キレられた芸人"No.1は誰だ〜」を開催。 |

| 日時     | ゲスト                                                                         | 備考 |
| -------- | ------------------------------------------------------------------------------ | --- |
| 1月26日  | ジャッキーちゃん                                                               | 番組のリスナーであり、1月19日の放送で「作家の小西が執筆した『物語は紫煙の彼方に(仮)』のサイン会抽選に本名で応募したところ、落選した」話がトークの話題に上がったことから、ゲストとして急遽出演。 なお、ジャッキーちゃんは1月29日に開催のサイン会にも特別にゲスト出演している。 |
| 2月16日  | 三四郎 マヂカルラブリー                                                        | スペシャルウィーク。 同じオールナイトニッポンを担当しながらそこまで絡みがない三四郎をナイナイの2人に認知してもらう、「聴け!ナイナイリスナー!これが三四郎だ!」を行った。 マヂカルラブリーはエンディングにスペシャルウィークの告知で登場。 |
| 4月20日  | aiko マヂカルラブリー                                                          | スペシャルウィーク。 aikoは番組のヘビーリスナー代表として参加し、”リスナーが普段からヘビーユーズしているもの”を募集する「ワールド・ヘビーユーザー・マスターズ」を行った。 なお、本来はアルバム『今の二人をお互いが見てる』発売に合わせた3月30日に出演予定だったが、本人の体調不良により出演をキャンセルし、この日に順延されている。 マヂカルラブリーはエンディングにスペシャルウィークの告知で登場。 |
| 5月4日   | 長屋晴子（緑黄色社会）                                                         | 「ゴールデンウィークスペシャル」。 長屋がパーソナリティを務める『緑黄色社会・長屋晴子のオールナイトニッポンX』の作家を、当番組のサブ作家である岡本ケンタ（希望も何もない）が担当している繋がりで出演した。 |
| 6月16日  | モグライダー マヂカルラブリー                                                  | スペシャルウィーク。 マヂカルラブリーはエンディングにスペシャルウィークの告知で登場。 |
| 8月31日  | 池谷和志（ジョイマン） 宮野真守 久保史緒里（乃木坂46） マヂカルラブリー        | スペシャルウィーク。 宮野は前番組の『高橋文哉のオールナイトニッポンX』のゲストで、オープニングトークの途中から出演。池谷に電話を掛ける場面へ一緒に立ち会った。 久保は岡村の自宅で取れたシソを天ぷらにして振る舞う企画「天ぷら おかむら」から出演した。 マヂカルラブリーはエンディングにスペシャルウィークの告知で登場。                                                                              |
| 9月7日   | 秋山竜次（ロバート）                                                           | 昨年に引き続き「カリスマボイストレーナー」として出演。 |
| 9月14日  | ランジャタイ ニューヨーク                                                      | お笑いラジオスターウィーク2023。 ランジャタイは直前の「オールナイトニッポンX」に引き続いてオープニングトークの途中から乱入。 ニューヨークは番組途中から出演した。 |
| 10月19日 | 劇団ひとり                                                                     | スペシャルウィーク。 岡村ANNの2019年8月放送以来の出演で、「こんなエロは絶対にイヤだ!2023」を開催。 |
| 12月14日 | 昴生（ミキ） 堤下敦（インパルス） ランジャタイ ウエストランド マヂカルラブリー | スペシャルウィーク。 「岡-1グランプリ」を開催。 マヂカルラブリーはエンディングにスペシャルウィークの告知で登場。 |
| 12月21日 | 昴生（ミキ）                                                                   | 電話出演。昴生が裏番組である『おぎやはぎのメガネびいき』にゲスト出演することを聞きつけ、出演のスタンバイ中に電話を繋げた。 |
| 12月28日 | 出川哲朗                                                                       | 岡村ANN時代の2019年以来4年ぶりとなる、「ボクたちのLOVE&SEX 2023」を開催。 |

| 日時     | ゲスト                                                            | 備考 |
| -------- | ----------------------------------------------------------------- | --- |
| 2月1日   | 井上咲楽 笑福亭鶴瓶 昴生（ミキ） マヂカルラブリー                 | スペシャルウィーク。 畠中悠（オズワルド）との交際が報じられたのちに生放送で畠中へメッセージを送った井上にちなみ、リスナーが「大切な人へメッセージを伝える」企画を敢行。 鶴瓶、昴生の2名はナイナイが感謝を伝える相手として電話出演。 マヂカルラブリーはエンディングにスペシャルウィークの告知で登場。 |
| 4月11日  | 明石家さんま                                                      | 番組途中から飛び入り。 4月27日放送のドラマ『心はロンリー気持ちは「…」FINAL』の撮影も兼ねて出演した。 |
| 4月18日  | あの                                                              | スペシャルウィーク。 「あのマンガがすごい！いま流行りのマンガ、ナイナイがあのちゃんに教えます！」で登場。 |
| 5月2日   | 勝俣州和                                                          | |
| 6月13日  | タカアンドトシ                                                    | 15年ぶりに登場。 |
| 6月20日  | 田原俊彦                                                          | |
| 8月29日  | 久保史緒里（乃木坂46）                                            | スペシャルウィーク。 「餃子の岡村」と題して久保や矢部におもてなしをした。 放送中に久保の歌謡祭出演が決定した。 |
| 9月5日   | 秋山竜次（ロバート）                                              | |
| 10月24日 | レインボー トム・ブラウン マヂカルラブリー                        | スペシャルウィーク。 「レインボーとトム・ブラウンを封鎖せよ！」を実施。 マヂカルラブリーはエンディングにスペシャルウィークの告知で登場。 |
| 12月12日 | 昴生（ミキ） キンタロー。 ロングコートダディ 堤下敦（インパルス） | スペシャルウィーク。 「岡-1グランプリ」を開催。 |
| 12月26日 | 出川哲朗                                                          | 「ボクたちのLOVE&SEX 2024」を開催。 |

| 日時     | ゲスト                                    | 備考 |
| -------- | ----------------------------------------- | --- |
| 2月6日   | チョコレートプラネット マヂカルラブリー   | スペシャルウィーク。T-T兄弟VSN-N兄弟対決。 当日は放送作家の小西マサテルが体調不良のため欠席。代わりにサブ作家の岡本が代理。 マヂラブはエンディングで自身の番組の告知。 |
| 3月13日  | 谷中敦 （東京スカパラダイスオーケストラ） | 岡村ANN以来のゲスト出演。 |
| ３月20日 | 直江喜一                                  | 「悪い人の夢」で3年B組金八先生第2シリーズでの加藤優の放送室ボイコットのネタが大人気のため、 吉本興業に所属している直江にゲスト出演を依頼した。                         |
| 4月24日  | モグライダー                              | スペシャルウィーク。薄毛からの逆襲 岡村隆史54歳生放送でパーマかけます。 青山のカリスマ美容師「堀川さん」を呼んでスタジオ内でパーマをかけた。                           |
| 5月8日   | 鈴木雅之                                  | |

## イベント

### ナインティナインのオールナイトニッポン歌謡祭 in 横浜アリーナ
2021年10月31日に神奈川県横浜市港北区にある横浜アリーナで開催。「オールナイトニッポン歌謡祭」自体の開催は2019年に行われた「岡村隆史のオールナイトニッポン歌謡祭 in 横浜アリーナ 2019」以来2年ぶりとなり、矢部及びナインティナインコンビでの出演は初となる。また当初は2021年1月17日に「ナインティナインのオールナイトニッポン in 横浜アリーナ」というタイトルで歌謡祭が行われる予定だったが、新型コロナウイルスの流行により中止することを同年1月7日に発表した。
出演者
※括弧内の数字は「岡村隆史のオールナイトニッポン歌謡祭」からの通算出演回数を表す。
- 桑田ヤべスケ
- 知念里奈(5)
- 徳光和夫
- 中山秀征
- ネクライトーキー
- 石崎ひゅーい
- 高須克弥(6)
- May J.(6)
- 田原俊彦 （サプライズゲスト）

### オールナイトニッポン55周年記念　ナインティナインのオールナイトニッポン歌謡祭 in 横浜アリーナ
2022年10月30日に横浜アリーナで開催。
出演者
- 秋山竜次（ロバート）(5)
- ジョイマン(2)
- 高須克弥(7)
- TRF(DJ KOOのみ2)
- 西川貴教（T.M.Revolution)
- ネクライトーキー(2)
- ミキ（亜生のみサプライズゲスト）
- 武田真治（サプライズゲスト）
- 原口あきまさ（サプライズゲスト）
- 木梨憲武（とんねるず）（サプライズゲスト）

### ナインティナインのオールナイトニッポン歌謡祭
2023年10月28日に横浜アリーナで開催し、岡村歌謡祭から通算して初の土曜日開催となった。
出演者
- 秋山竜次（ロバート）(6)
- ジャッキーちゃん
- 鈴木福
- 高須克弥(8）
- ニューヨーク（2）
- 和田アキ子
- 知念里奈(6)
- ジョイマン(3)
- aiko
- 伊藤英明（サプライズゲスト）
- 小石田純一（サプライズゲスト）
- 矢部美幸（サプライズゲスト）
- 4/7（963、カノサレ）[注 21]（サプライズゲスト）

### ニッポン放送開局70周年記念　ナインティナインのオールナイトニッポン歌謡祭
2024年10月26日に横浜アリーナで開催した。

#### 出演者
- 鈴木雅之
- DA PUMP（3）
- あの
- 秋山竜次（ロバート）（7）
- ネクライトーキー（3）
- 久保史緒里（乃木坂46）
- 高須克弥（9）
- 原口あきまさ（サプライズゲスト）（２）

### ナイティナインのオールナイトニッポン歌謡祭
2025年10月25日に開催予定。

## スタッフ

### 現在
※名前の横に☆がある人物は『岡村隆史のオールナイトニッポン』時期から引き続き担当。★がある人物はニッポン放送本社屋が港区お台場および第1期千代田区有楽町時代から引き続き担当。
ディレクター
- 小鍛冶優子（2025年1月9日 - ）

あだ名は「リトル鍛冶さん」（名字が「小鍛冶」であり、ナインティナインの元マネージャー（鍛冶翔太）の小さい版に絡んで名付けた。）
以前は『岡村ANN』でADを担当していた。
『ナイナイANN』第一期・二期通しでは、11代目ディレクター、『ナイナイANN』第二期としては、2代目ディレクター。
アシスタント・ディレクター
- 舟崎彩乃☆（2020年5月14日 - ）

あだ名は「まろさん」（名前が「あやの」であるため、綾小路きみまろから命名）
ミキサー
- 寺本剛（2025年4月3日 - ）

あだ名は「テーラー寺本」
『岡村ANN』では2代目ミキサーを担当していた。
放送作家
- 小西マサテル☆★（2020年5月14日 - ）

あだ名は「小西さん」
1部昇格時から担当し、なおかつ、ニッポン放送自体が2つの旧社屋時代から残る唯一の番組関係者。ブース内にナイナイと共に入っており、オンエア中に聞こえる笑い声は彼のものである。笑い声の質・音量・タイミングが絶妙であり、リスナーからの信頼も厚い。オンエア上では一切喋らず、筆談でアドバイスやヘルプを出すなどのコミュニケーションを取っている。2022年10月に『物語は紫煙の彼方に（仮）』で第21回『このミステリーがすごい!』大賞の大賞を受賞した。
サブ作家
- 川島カヨ☆（2020年5月14日 - ）

あだ名は「カヨちゃん」
主にPC用ホームページの更新や放送中に寄せられるメール、FAXの選出を担当している。また、岡村の怒りが爆発した時、落ち着かせるために飲ませる白湯を運ぶ役目でもある。岡村曰く、「男性と温泉いっしょに入り顔」「遊べる程度の胸はある」。別称「雰囲気美人」「Aマイナー」。
- 岡本健太（2021年4月 - ）

元ハガキ職人。ペンネーム「希望も何もない」
風貌が南こうせつに似ていたためニッポン放送のトイレでたまたま出ぐわした宇崎竜童から間違えられた。
- 伊藤環（2021年4月 - ）

元ハガキ職人。ペンネーム「いとかん」

### 歴代

#### 第1期
ディレクター
- 初代 / 加藤晋（1994年4月4日 - 1994年6月27日）

2部時代を担当。
- 2代目 / 金井尚史（1994年7月7日 - 1994年7月28日）

1部昇格初期を担当。『タモリの週間ダイナマイク』（ニッポン放送）、『ゴッドアフタヌーン アッコのいいかげんに1000回』（ニッポン放送）へ移動に伴い、番組を離脱。
2017年2月9日に56歳で亡くなった。晩年はフジテレビ編成制作局バラエティ制作センター所属のプロデューサーとして、『おーい!ひろいき村』（フジテレビ）、『※AKB調べ』（フジテレビ）などを担当していた。
- 3代目 / 神田比呂志（1994年8月4日 - 2003年7月17日）

あだ名「カンダム」、「カンダゴテ」、「元神田D」。
9年間に渡り担当し、番組初期を支え続けた1人。プライベートや本番中での奇行や虚言が取り上げられるなど、様々な伝説を残し、担当を離れてからも何かと話題になることが多かった。2006年のニッポン放送再編に伴いフジテレビに移籍し、事業局事業部に所属。岡村からは「ニッポン放送を捨てた男」呼ばわりされているが、ディレクター時代はプライベートでも喧嘩するほど仲が良かった。
スペシャルなどでナインティナインの放送を見学しようとすると岡村に「不審者がいる」「警備の人呼んで来て」と言われていた。
- 4代目 / 石田誠（2003年7月31日 - 2004年5月26日）

あだ名「石田タイヤ」、「ダーイシ」
ADからの昇格。担当期間中、トム・クルーズ（2003年8月）やクエンティン・タランティーノ（同年10月）の記者会見に潜入してインタビューを試み、指名を受けた。
- 5代目 / 角銅秀人（2004年7月1日 - 2008年2月28日）

あだ名「カタヤマ」、「姫」、「角銅三（かくどうざん）」、「金正男氏と見られる男」、「痛風インキンハゲメガネ」
着任早々に入院したため、2004年6月の1ヶ月間は後述の松尾ディレクターが繋いだ。またこの期間、本人の病状を伝える「今週の角銅さん」なるコーナーが冒頭に行われていた。
2008年に倖田來未の「羊水発言」を録音ながらそのまま流したため、ADに降格した。
2014年12月上旬に倒れ、同月11日に43歳で亡くなった。
- 6代目 / 宅野淳（2008年3月6日 - 2009年1月8日）

制作部副部長兼プロデューサー。番組を離脱する1月8日の放送で社内処分された角銅に代わりキューを振っていたことが明かされた。番組卒業後も岡-1グランプリでカニを贈ったりしている。
- 7代目・9代目 / 宗岡芳樹（2009年1月15日 - 2012年7月19日、2014年4月3日 - 2014年9月25日）

あだ名「YOSHIKI」、「ハレンチ爆弾魔」
元々当番組のヘビーリスナーであり、1998年7月30日放送回で「今週のインパクト」に「Mr.ボールドの一輪車が盗まれた」というネタを投稿し「インパクトコンパクト」を獲得した。2012年7月26日から2014年3月27日までプロデューサーを担当したが、その際に岡村から「無意味にパソコンをいじって仕事をサボっている」などといじられていた。
『岡村ANN』でもディレクターを担当後、ニッポン放送を退職してライバル局のTBSラジオに転職したため、『岡村ANN』同様に見学に来るたびに二人から「TBSのスパイ」と揶揄される。
- 8代目 / 鈴木賢一（2012年7月26日 - 2014年3月27日）

あだ名「ビーチくん」、「BD（ビチグソD）」
ADから昇格。酔っ払って便を漏らし、そのまま寝てしまったことがある。
『岡村ANN』でもディレクターを担当。

#### 第2期
- 初代（10代目） / 三浦憲高☆（2020年5月14日 - 2024年12月26日[84]）

あだ名は「キング」（同じ名字の三浦知良の愛称から命名）、「チャック三浦」
『岡村ANN』では3代目ディレクターを担当。
『ナイナイANN』第一期・二期通しでは、10代目ディレクター、『ナイナイANN』第二期としては、初代ディレクターを担当。
代理ディレクター
- 松尾紀明（2004年6月3日 - 2004年6月24日）

通称「チャコちゃん」、「困った時の松尾D」
角銅ディレクターの代理。
- 勅使川原昭

通称「テッシー」
アシスタント・ディレクター
- 石井さん

2部時代を担当。
- 潮さん（1994年7月7日 - 2000年9月28日）
- 米ちん（2000年10月30日 - ）
- 生江龍太郎（2006年4月6日 - 2006年9月28日）
- 鈴木賢一（2006年3月30日 - 2012年7月19日）
- 加川峻（2012年7月26日 - 2014年9月25日）

放送作家
- 小西マサテル（1994年7月7日[85] - 2014年9月25日）
- 川島カヨ（1999年 - 2014年9月25日）
- 細田哲也（2002年5月[86] - 2014年9月25日）

通称「顔面」
元ハガキ職人（ペンネーム 顔面凶器）。
- 野村正樹（ - 2012年7月19日）

通称「メルヘン」
元ハガキ職人（ペンネーム メルヘンうんこ）。第11回から第13回ハガキ職人大賞で3回連続で1位を獲得、その後放送作家としてスタッフ入りした。主に携帯用ホームページの更新を担当していた。たまに岡村の口から彼について触れられていたが、その際は本名の「野村」と言った後に慌てて「メルヘン」と言い直すことが多かった。15年間に渡って番組を支え続けたが、第905回（第907回）を以って韓国を勉強するために番組を卒業した。
サブ作家
- 阿曽ちゃん
- モーリー

ミキサー
- 初代 / 古谷省一（サウンドマン）（1994年4月4日 - 2005年9月29日）

現在は文化放送でスタジオ管理をしており、当番組内では「鍵の救急車」とネタにされたり、『ファンキーフライデー』（NACK5）で作家を担当している。
- 2代目 / 斎藤一志（サウンドマン）（2005年10月6日 - 2006年3月30日）
- 3代目 / 河辺健二（サウンドマン）（2006年4月6日 - 2011年3月31日）
- 4代目 / オレンジレンジくん（2011年4月7日）

※名前の横に☆がある人物は『岡村隆史のオールナイトニッポン』から引き続き担当。
サブ作家
- 畠山健☆（2020年5月14日 - 2021年3月25日[87]）

あだ名は「はたけ」
第1期時代の元ハガキ職人（ペンネーム ゴミを拾おう）。岡村ANN時代は岡村によく弄られていた。メイン作家を務めている『霜降り明星のオールナイトニッポン』に専念するため卒業。
ミキサー
- 初代 / 大坪秀嗣☆（2020年5月14日 - 2021年2月25日[88]）

あだ名は「関白」（名前が「ひでつぐ」であるため、豊臣秀次の愛称から命名）
- 2代目 / 松本さん（2021年3月4日 - 2025年3月27日）

あだ名は「局長」（同じ名字の松本人志が出演している『探偵!ナイトスクープ』（朝日放送テレビ）での肩書から命名）

## 書籍
番組開始15周年を記念した番組本が制作されることが2009年2月5日の放送で発表され、同年7月30日の放送ではタイトルが『ナインティナインのオールナイトニッ本（ニッポン）』に決定したことが発表された。当初15冊出版する方針であったが、全5冊出版に変更され、さらにナインティナインのオールナイトニッ本 スペシャルで番組本として初の2冊同時発売されたことから合計7冊出版することになった。
この本を出版するにあたり、本の構成するための資料として2部時代の放送用マスター音源が行方不明になっていることが番組で明かされた。このためvol.1は欠落している回が数本ある。第1回の冒頭の音源はエアチェックである。
この本のためのハガキコーナーとして番組では期間限定で「リスナー広場ビーンとこけし」というネタ募集のコーナーが立ち上がる。また、同じくこの本独自のコーナーとして矢部によるサッカーレッスン、歴代マネージャーが語るナインティナインとの思い出、歴代ディレクターの珍エピソード、ハガキ職人へのインタビューなどが掲載されている。
この本のネット販売の告知をする度に岡村が「ア〜マ〜ゾ〜ン！」と仮面ライダーアマゾンの掛け声と引っかけてAmazonで先行発売されることを告知するのが恒例になっている。ただし岡村が叫んだ後に本物のアマゾンの掛け声が流れるため「僕が叫ぶ意味があるのか」と語っている。

### ナインティナインのオールナイトニッ本 vol.1
スキャンダル事件史 94-99年 永久保存版 大年表 少年ナイフ編（2009年9月9日発売、税込み1000円）ISBN 978-4847041945
1994年から1999年までの年表が主な内容。通称赤本。この他、ナインティナインの後輩芸人である黒沢かずこ（森三中）・中田敦彦（オリエンタルラジオ）・金田哲（はんにゃ）の3名によるヘビーリスナー芸人座談会も収録。また付録として放送された音源を収録した2枚のCDが付属する。
同年9月6日には一般発売に先駆けて「リスナー限定!ナインティナインのオールナイトニッ本!スキャンダル先行即売会!!」がリスナー99人限定で行われた。
同年9月10日の放送で、この時点で12万部売れたことが明らかになった。ラジオ番組の本では異例の売れ行きだという。
本の構成は文章でオールナイトニッポンを進行しており、ラジオと同様の流れで過去の放送に関してナインティナインの2人がトークをしている。時計の写真で時報を知らせ、過去の怒鳴り名作集、オープニングトーク、ラジオ同様に進行表も作成されている。エンディングのトークのページでは、エンディングテーマも指定され、ナインティナインにとって特別な時に使用される「月夜の星空」が流れている。ラジオ同様の流れが活字で楽しむことができる。

### ナインティナインのオールナイトニッ本 vol.2
お台場激闘史 00-04年 永久保存版 大年表 湾岸スキーヤー編（2010年2月15日発売、税込み1000円）ISBN 978-4847041990
お台場の旧社屋スタジオから放送していた2000年から2004年までの年表が主な内容。通称青本。この他、笑福亭鶴瓶との対談、また岡村が「1日工場長」として大日本印刷の工場に潜入し、番組本の製作工程をレポートする企画などがある。また付録として放送された音源を収録した2枚のCDが付属する。
同年2月11日には一般発売に先駆けて先行即売会が愛知県東海市のリスナーの実家である書店で500冊限定販売が行われた。

### ナインティナインのオールナイトニッ本 vol.3
ナイナイと99人の女たち編（2011年5月19日発売、税込み1000円）ISBN 978-4847043611
通称桃本。番組開始から現在までに番組のフリートークで話題になったナイナイと関わった女性との恋愛ゴシップ、女性芸能人との岡村の妄想恋愛話、矢部の恋愛話に登場した人物など99人がとりあげられ掲載された。付録として放送された音源を収録した2枚のCD、「袋とじ企画」「ナイナイ人性ゲーム」付属する。
同年5月15日には一般発売に先駆けて先行即売会がニッポン放送イマジンスタジオで抽選で99人のリスナーを集めて行われた。約1000冊限定販売が行われた。

### ナインティナインのオールナイトニッ本 スペシャル
ナイナイと99の超常現象編 金（2012年7月19日発売、税込み1000円）ISBN 978-4847044731
ナイナイと99の超常現象編 銀（2012年7月19日発売、税込み1000円）ISBN 978-4847044748
vol.4ではなく金と銀で、番組本として初の2冊同時発売。番組で起こった数々の超常現象が掲載されている。それぞれ付録として「ベストトーク 03-04年」「超常現象スペシャル 完全語りおろし 超能力編」「亡霊トーク 94年 幻の2部時代」「超常現象スペシャル 完全語りおろし UFO・宇宙編」が2枚組で収録されている。

### ナインティナインのオールナイトニッ本 vol.5
有楽町絶体絶命史 05-07年 永久保存大年表 ホワイトナイト編（2013年9月9日発売、税込み1000円）ISBN 978-4847045745
通称白本。企画は結婚した矢部・青木裕子夫妻の「新婚おノロケ対談」、過去に岡村が好きだと公言した女性芸能人に岡村がプロポーズする「逆プロポーズ大作戦」の二本。CDは「ベストトーク 05-07年」、「絶体絶命史」の2枚。

### ナインティナインのオールナイトニッ本 vol.6
絶体絶命岡村隆史 08-10年 永久保存大年表 エバーグリーン編（2014年3月3日発売、税込み1000円）ISBN 978-4847046230

## 番組で歌われている楽曲
番組初期の頃からスペシャルウイークの時に毎回2人でカラオケを歌うことを盛り込んでいた。単独でのオールナイトニッポンの時も歌われた。空耳替え歌などのネタもあり、替え歌の詩は放送作家の顔面凶器が担当している。現在もたまに新しい曲が登場することがある。矢部の歌う「DO-DO FOR ME」や「HOWEVER」は人気があり放送回数も多い。
岡村隆史
- 郷ひろみ「逢いたくてしかたない」
- 和田アキ子「Everybody shake 〜悩み無用!〜」
- 岡村隆史「想い出がいっぱい」

岡村主演の香港映画『無問題』主題歌。広東語と日本語の2パターンが有る。番組ではナインティナインが失恋した際にその週のエンディングで使用されることが多い。この曲は無問題のサウンドトラックに収録されている。
- 桑田佳祐&Mr.Children「奇跡の地球」
- マイケル・ジャクソン「今夜はビート・イット」
- 山崎まさよし「セロリ」
- 小沢健二「戦場のボーイズ・ライフ」
- 中島みゆき「ヘッドライト・テールライト」

矢部浩之
- 松浦亜弥「Yeah! めっちゃホリディ」
- 山下達郎「クリスマス・イブ」
- シャ乱Q「シングルベッド」
- SMAP「世界に一つだけの花」
- 知念里奈「DO-DO FOR ME」
- GLAY「HOWEVER」
- CHAGE and ASKA「ひとり咲き」
- 福山雅治「MELODY」
- 近藤真彦「夕焼けの歌」
- 米津玄師「Lemon」
- 矢部浩之メドレー（ナインティナインの日 矢部が歌うラブソング、岡村隆史 5ヶ月ぶりに復活SPエンディング曲）
  - 嵐「A・RA・SHI」
  - GReeeeN（現GRe4N BOYZ）「キセキ」
  - 玉置浩二「田園」

ナインティナイン
t.A.T.u.「All the Things She Said」
- t.A.T.u.「Not Gonna Get Us」
- SMAP「がんばりましょう」
- 由紀さおり・安田祥子「トルコ行進曲」
- 織田裕二 with マキシ・プリースト「Love Somebody」
- TOKIO「宙船」
- 中島みゆき「地上の星」

神田比呂志（元ディレクター）
- H2O「想い出がいっぱい」

神田が番組ディレクターを降板時に収録され、エンディングテーマとして流れた。フリートークで神田の話題が出ると、オンエアされる事がある。
その他
- 少年隊（ナインティナイン&矢部美幸）「ABC」
- ザ・マイクハナサーズ（ひろゆき&みのり）「わたしたちどうするの?」

岡村不在時の特別番組『矢部浩之のallnightnippon SUPER!』で初オンエア。
- CHAGE and ASKA（矢部美幸）「YAH YAH YAH」

　  尚、『FNSラフ&ミュージック2022〜歌と笑いの祭典〜』では第二夜のオープニングアクトとして岡村と松本人志（ダウンタウン）が熱唱した。
- ナインティナイン&清水ミチコ「愛したひとはバツイチ」
- ナインティナイン&清水ミチコ「好きになってもいいですか」

ナインティナイン&清水ミチコ名義で発売しているが、「吉本に無理矢理やらされた仕事」とナインティナインの2人があまり良く思っていないためにオンエアされることはない。カップリング曲である「好きになってもいいですか」はナインティナインの正月休みのための代打番組、『FUJIWARAのオールナイトニッポン』内でオンエアされた。

## 特別番組
コカコーラプレゼンツ・ナイナイのゆく年くる年・99だよ全員集合
- 放送時期:1998年12月31日-1999年1月1日
- 民放AM局及びラジオたんぱ（現：ラジオNIKKEI）48局ネット
- これまでの同特番と同様、この回は日本コカ・コーラ（コカ・コーラ　ボトラーズ名義）の一社提供となった。
- 中継で東海林のり子と西川のりおが出演
- 通常放送時のいわゆる怒鳴りからの開始ではなくトークから始まり、開始からおよそ4分後岡村によりタイトルコールが発された。
- インターネット屋 村田さんの協力により、インターネットでの生放送も行われた。
- 中継は中継担当の東海林のり子による仕切りにより、2人が半分無視された状態で進んだ。
- スタジオと北海道-沖縄-東京を結び、「第九」ならぬ「第99」の大合唱を行った。
- 中継時、東海林のり子からスタジオの岡村にシンバルを送られ、自らも大合唱に参加した。
- 西川のりおがスタジオに乱入してくるのを恐れて、もし来ても入れなくていいと2人がスタッフに指示した。
- 安田祥子・由紀さおり姉妹の「トルコ行進曲」に岡村「あれCD出てるの」と聞き、流れたとたん2人して大喜びした。
- 酒井法子がサーファー（後に酒井とともに逮捕される。このサーファーとは2010年に離婚）と入籍し妊娠した話になった時、巧いこと言った言わないで言い合いになり最終的には岡村が矢部に「芸人辞めてしまえ!」と言い放った。

オールナイトニッポン40周年記念!ナインティナインのオールナイトニッポンスペシャル ずばっと年またぎ!!
- 放送時期:2006年12月31日-2007年1月1日1:00:日曜23:00-25:00
- 当時12年半と一番長く担当しているナインティナインが担当することになった。内容は通常放送の増刊号のような番組。
- 2001年から2005年までは日本テレビ系で「ナイナイの夢と笑いが丸い地球を救うのだ!!」を放送していたが、ラジオでの年越しは上記の『ゆく年くる年』以来である。
- 有楽町のニッポン放送本社ビル地下4階のイマジンスタジオから公開生放送で行われた。入場できるのは招待状が送られたリスナーのみであり、来場したリスナーのほとんどが当番組のハガキ職人だった。
- 元ミキサーの古谷は元番組スタッフであるにも拘らずコネを使わずに一般公募から参加を試みたらしい。結果は当選漏れだったが、昔のよしみで入場できたようである。
- 提供スポンサーは明治製菓とコカ・コーラのみであり、提供クレジットの読み上げは増山さやかアナウンサーが担当した。
- オープニングで「瀬戸内寂聴」という怒鳴りはあっていたが、岡村が木曜日のレギュラー放送のように「ナインティナインのオールナイトニッポン」と言ってしまった。
- キーステーションのニッポン放送では番組内で2度交通情報を入れており、会場内のリスナー全員で交通情報担当者の名前を叫んでいた。
- 岡村ロケは前ディレクターの石田誠が担当し、レポーターは増田みのりアナウンサーが担当した。
- コーナーとして矢部の時代だ浩之だ!年男・矢部浩之のヤベノートスペシャル!を行った。
  - タイトルの由来は2007年に年男になる矢部に関連しており、通常放送時のレギュラーコーナー「ヤベノート」をスペシャル番組として放送した。
  - 12月28日のレギュラー放送で決定した課題を矢部が12時の時報とともに行い、題目は「矢部浩之がロックを歌う」というものである。
  - 年明けはナインティナインと縁があるトッシュ増田のバンドの演奏で知念里奈の「DO DO FOR ME」を矢部が熱唱するところから始まった。

ポカリスエットプレゼンツ・ナインティナインのオールナイトニッポン・鉄板トークリクエスト!
- 放送時期:2008年2月23日:土曜25:00-27:00（俺たちのオールナイトニッポン40時間スペシャル内で放送）
- 企画内容は、岡村もしくは矢部が過去のレギュラー放送で同じ内容に何度も触れた定番のエピソード（=鉄板トーク）のうち、リスナーからのリクエストによって選ばれたエピソードのキーワードのみがお題として随時発表され、その都度ナインティナインの2人がそのエピソードを改めて語るというもの。
- 「鉄板トークリクエスト」との副題があるが、怒鳴り直後のタイトルコールはレギュラー放送同様「ナインティナインのオールナイトニッポン」のみだった。
- スタッフはレギュラー放送と同じだが、以前ディレクターを務めていた神田比呂志（現:フジテレビジョン事業部）ディレクターと石田誠ディレクターも駆けつけ、番組内で触れられた。
- オープニングには、直前の時間帯（『福山雅治のオールナイトニッポンサタデースペシャル・魂のラジオ』）の出演のためにスタジオ付近にいた福山雅治と加藤晴彦（加藤は直後の『荘口彰久のオールナイトニッポンR』にも出演）が飛び入りで登場。岡村を加えた3人がかつて同じマンションに住んでいた話で盛り上がり、福山と加藤が岡村の当時の自宅の様子を暴露した。怒鳴りは「ハルイチ」
- オープニング冒頭で岡村が、2月24日13:00-15:00のタモリ担当枠（『タモリのオールナイトニッポン』）が生放送ではなく録音だということを示唆する発言をするが、慌てて言葉を濁した。
- 提供クレジットは木曜日のレギュラー放送では矢部が担当しているが、当日は那須恵理子アナウンサーが担当した（鉄板トークのお題読みも担当）。
- 当時は「ポカリスエットプレゼンツポルノグラフィティ岡野昭仁のオールナイトニッポン」放送枠だったため、「ポカリスエットプレゼンツナインティナインのオールナイトニッポン 」として放送された。
- CMアイキャッチやジングルには過去（@llnightnippon.com時代を含む）のものが使用され、レギュラー放送で使用されている「ニッポン放送、ナインティナインのオールナイトニッポン」というSEは使用されなかった。
- エンディングは木曜レギュラーと同じで口笛ジングルがあり、締めの言葉である「わーわー言うております。お時間です。さようなら」も使用された。

ニッポン放送開局70周年記念ナインティナインのオールナイトニッポンミュージック
- 放送時期:2024年7月17日:水曜23:00-24:00
- ナインティナインが担当しているフジテレビ系の音楽バラエティ番組「週刊ナイナイミュージック」とのコラボレーションとして当番組との同時生放送でお送りする予定。
- ゲストは森高千里、SUPER BEAVERの渋谷龍太、EXILEのTAKAHIROとNAOTOが出演予定。
- ニッポン放送のスタジオから生放送を行い、テレビ放送としてフジテレビのカメラが入る。

## 代理番組
特別番組として放送されるケースと、ナインティナインが休暇やスケジュールの都合などで休む際に起用されるケースがある。
- 渡辺美里（1995年5月25日）
- モーニング娘。（1998年9月10日）
- 電気グルーヴ（2000年9月7日）
- GLAY（2001年6月28日）
- RIZE（2001年11月29日）
- 中島美嘉（2002年5月16日）
- 柴咲コウ（2002年7月25日）
- 市川由衣（2002年9月12日）
- 芸人魂スペシャル（2003年1月2日、2004年1月1日）
- たいのっち（国分太一、井ノ原快彦）（2003年7月24日）
- MAKOTO（現・越中睦士・元Λucifer）（2003年9月25日）
- 桑田佳祐（2004年7月15日）
- FUJIWARA（2005年1月6日）
- 上戸彩（2005年6月2日）
- いとうせいこう（2005年9月8日）
- 大木こだま・ひびき（2006年1月5日）
- リリメグ（リリー・フランキー、安めぐみ）（2006年10月26日）
- 中村中（2007年1月4日）
- ゆず（2007年3月22日）
- 矢沢永吉（2007年9月20日）
- 吉田尚記（ニッポン放送アナウンサー）（2008年1月3日、2009年12月31日）
- 泉谷しげる（2008年9月25日）
- 長澤まさみ（2009年1月1日）
- Early Morning（高島彩、中野美奈子）×槇原敬之（2009年9月24日）
- ケツメイシ（2010年5月13日）
- 大宮エリー（2010年9月16日）
- オールナイトニッポン ぶっとおしライブ LIVE FOR ONAIR（2011年9月22日[注 22]、2012年9月27日[注 23]）
- Perfume（2011年12月1日）
- ソナーポケット（2012年1月5日）
- NMB48[注 24]（2012年8月2日）
- back number（2013年1月3日）
- フットボールアワー（2013年9月26日）
- ウーマンラッシュアワー（2014年1月2日）
- ももいろクローバーZ（2014年6月26日）
- あいみょん（2020年7月23日、2022年8月18日）
- Kis-My-Ft2・SixTONES（2020年12月24日、ラジオ・チャリティー・ミュージックソン）
- 三四郎のオールナイトニッポン 年越し初笑いスペシャル2020→2021（2020年12月31日）
- サンドウィッチマン（2021年3月11日、サンドウィッチマンのオールナイトニッポン〜東日本大震災から10年〜[注 25]）
- なにわ男子（2021年7月29日）
- 錦鯉（2022年1月6日）
- YUKI（2022年9月15日）
- ウエストランド（2023年1月5日）
- 出川哲朗（2023年8月17日）
- 令和ロマン（2024年1月4日、2025年1月2日）
- Official髭男dism（2024年8月15日）
- 野田洋次郎（RADWIMPS）（2024年9月12日）[注 26]